# 鳥取市
鳥取市（とっとりし）は、鳥取県の東部、因幡地方に位置する市。千代川流域に広がる鳥取平野の東部に形成された鳥取城の旧城下町である。鳥取県の県庁所在地及び人口が最多の市で、中核市に指定されている。人口は約18.2万人。県西部の中心都市である米子市に対して、当市は県東部の中心都市であり、当市を中心として鳥取都市圏を形成している。

## 概要

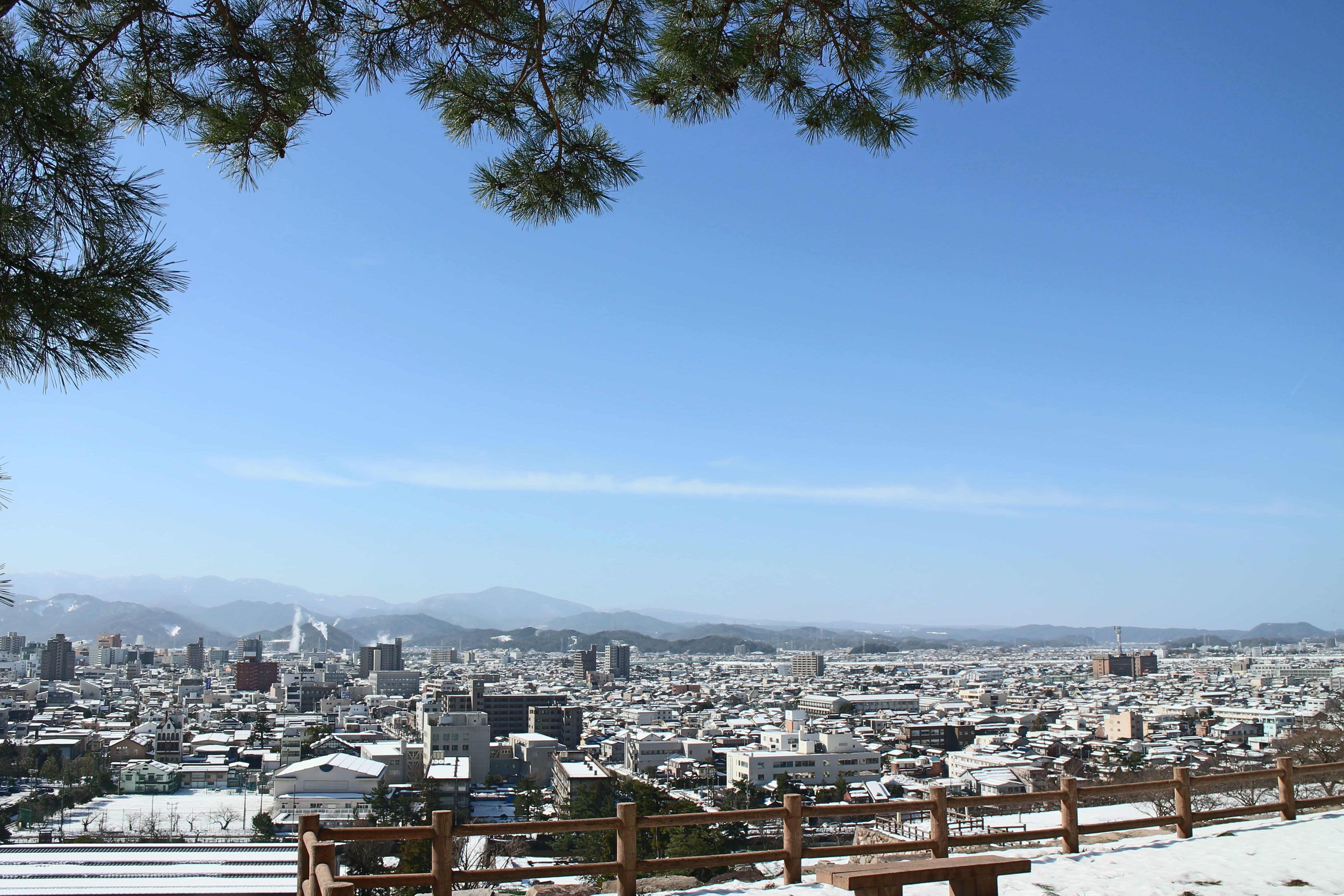
鳥取城から見た冬の鳥取市中心市街地。

鳥取市は2020年12月1日現在、全国の県庁所在地及び中核市の中では一番人口が少ない都市でもある。また平成の市町村合併により面積が拡大したこともあり、人口密度も山口県の県庁所在地である山口市に次いで低い。
中国地方の地方中枢都市である広島県の広島市からは陸路では300 km離れているが、その一方で兵庫県の神戸市から180 km、大阪府の大阪市から190 km、京都府の京都市から220 kmの距離に位置している。山陰地方の中では特に京阪神地方との結び付きが強いことから、山陰地方における「東の玄関」となっている。
鉄道ではJR山陰本線と因美線の分岐点に当たり、因美線からは智頭急行智頭線経由で山陰両県唯一の京阪神直通特急が走る。
道路では鳥取自動車道で大阪市・神戸市と、山陰自動車道で米子市・島根県の松江市と結ばれ、近年中には山陰近畿自動車道で京都府の宮津市・京都市とも結ばれる予定である。
空路では鳥取空港から首都圏とも結ばれている。
江戸時代には、国持の大大名池田氏の治める鳥取藩の城下町だった。
現在では、鳥取大学・公立鳥取環境大学や日本海テレビなどを有する地方拠点都市となっている。
山陰両県の都市圏では松江都市圏・米子都市圏が一番近い地域の都市圏である。
主な観光地としては、鳥取砂丘や白兎海岸などがある。

## 地理

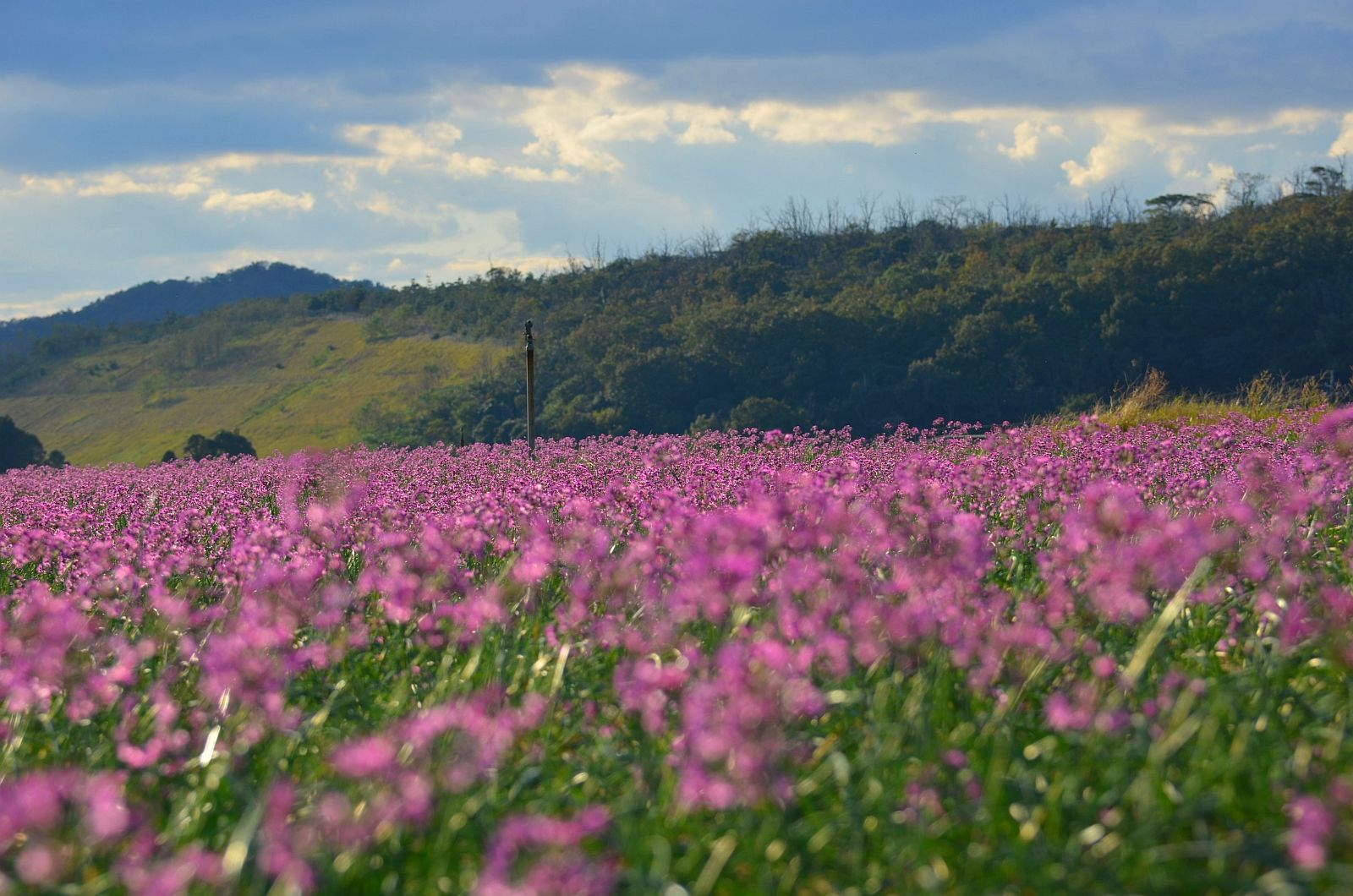
鳥取砂丘で栽培されるラッキョウは秋に花を咲かせ、鳥取市の花になっている。

日本海に面しており、沿岸には鳥取砂丘が広がる。

### 地形

鳥取市中心部周辺の空中写真。
2009年8月18日撮影の36枚を合成作成。。

#### 山地
主な山
- 久松山
- 毛無山

#### 河川
主な川
- 千代川
- 湖山川
- 袋川
- 河内川
- 日置川

#### 湖沼
主な池
- 湖山池
- 水尻池
- 多鯰ヶ池

### 気候
全域が日本海側気候で、豪雪地帯に指定されている。春から秋は好天の日が多く、冬は曇りや雪、雨の日が多い。海から幾分内陸寄りに都市が開けているため他の山陰の日本海沿岸の都市と比べると積雪は多く、過去最深積雪は1947年2月22日の129cmである。1977年2月18日の105cmを最後に積雪が1mを超えた記録はないが、平成以降でも50 - 70cm程度の積雪となることが多く、2017年2月11日には91cmと34年ぶりに1m級の大雪となった。
| 鳥取地方気象台（鳥取市吉方、標高7m）の気候                   | 鳥取地方気象台（鳥取市吉方、標高7m）の気候 | 鳥取地方気象台（鳥取市吉方、標高7m）の気候 | 鳥取地方気象台（鳥取市吉方、標高7m）の気候 | 鳥取地方気象台（鳥取市吉方、標高7m）の気候 | 鳥取地方気象台（鳥取市吉方、標高7m）の気候 | 鳥取地方気象台（鳥取市吉方、標高7m）の気候 | 鳥取地方気象台（鳥取市吉方、標高7m）の気候 | 鳥取地方気象台（鳥取市吉方、標高7m）の気候 | 鳥取地方気象台（鳥取市吉方、標高7m）の気候 | 鳥取地方気象台（鳥取市吉方、標高7m）の気候 | 鳥取地方気象台（鳥取市吉方、標高7m）の気候 | 鳥取地方気象台（鳥取市吉方、標高7m）の気候 | 鳥取地方気象台（鳥取市吉方、標高7m）の気候 |
| 月                                                           | 1月                                        | 2月                                        | 3月                                        | 4月                                        | 5月                                        | 6月                                        | 7月                                        | 8月                                        | 9月                                        | 10月                                       | 11月                                       | 12月                                       | 年                                         |
| ------------------------------------------------------------ | ------------------------------------------ | ------------------------------------------ | ------------------------------------------ | ------------------------------------------ | ------------------------------------------ | ------------------------------------------ | ------------------------------------------ | ------------------------------------------ | ------------------------------------------ | ------------------------------------------ | ------------------------------------------ | ------------------------------------------ | ------------------------------------------ |
| 最高気温記録 °C （°F）                                       | 20.4 (68.7)                                | 23.2 (73.8)                                | 27.0 (80.6)                                | 31.7 (89.1)                                | 34.2 (93.6)                                | 35.9 (96.6)                                | 39.1 (102.4)                               | 39.4 (102.9)                               | 37.9 (100.2)                               | 32.6 (90.7)                                | 28.1 (82.6)                                | 22.9 (73.2)                                | 39.4 (102.9)                               |
| 平均最高気温 °C （°F）                                       | 8.1 (46.6)                                 | 9.1 (48.4)                                 | 13.1 (55.6)                                | 18.9 (66)                                  | 23.8 (74.8)                                | 26.9 (80.4)                                | 30.9 (87.6)                                | 32.6 (90.7)                                | 27.8 (82)                                  | 22.4 (72.3)                                | 16.8 (62.2)                                | 10.9 (51.6)                                | 20.1 (68.2)                                |
| 日平均気温 °C （°F）                                         | 4.2 (39.6)                                 | 4.7 (40.5)                                 | 7.9 (46.2)                                 | 13.2 (55.8)                                | 18.1 (64.6)                                | 22.0 (71.6)                                | 26.2 (79.2)                                | 27.3 (81.1)                                | 22.9 (73.2)                                | 17.2 (63)                                  | 11.9 (53.4)                                | 6.8 (44.2)                                 | 15.2 (59.4)                                |
| 平均最低気温 °C （°F）                                       | 1.1 (34)                                   | 1.0 (33.8)                                 | 3.1 (37.6)                                 | 7.6 (45.7)                                 | 12.9 (55.2)                                | 17.9 (64.2)                                | 22.5 (72.5)                                | 23.3 (73.9)                                | 19.0 (66.2)                                | 12.9 (55.2)                                | 7.7 (45.9)                                 | 3.2 (37.8)                                 | 11.0 (51.8)                                |
| 最低気温記録 °C （°F）                                       | −6.5 (20.3)                                | −7.4 (18.7)                                | −4.7 (23.5)                                | −2.2 (28)                                  | 2.2 (36)                                   | 7.5 (45.5)                                 | 12.6 (54.7)                                | 12.9 (55.2)                                | 8.4 (47.1)                                 | 2.9 (37.2)                                 | −2.4 (27.7)                                | −5.6 (21.9)                                | −7.4 (18.7)                                |
| 降水量 mm （inch）                                           | 201.2 (7.921)                              | 154.0 (6.063)                              | 144.3 (5.681)                              | 102.2 (4.024)                              | 123.0 (4.843)                              | 146.0 (5.748)                              | 188.6 (7.425)                              | 128.6 (5.063)                              | 225.4 (8.874)                              | 153.6 (6.047)                              | 145.9 (5.744)                              | 218.4 (8.598)                              | 1,931.3 (76.035)                           |
| 降雪量 cm （inch）                                           | 55 (21.7)                                  | 49 (19.3)                                  | 11 (4.3)                                   | 0 (0)                                      | 0 (0)                                      | 0 (0)                                      | 0 (0)                                      | 0 (0)                                      | 0 (0)                                      | 0 (0)                                      | 0 (0)                                      | 27 (10.6)                                  | 140 (55.1)                                 |
| 平均降水日数 （≥0.5 mm）                                     | 22.4                                       | 17.8                                       | 16.3                                       | 12.5                                       | 11.0                                       | 12.5                                       | 13.2                                       | 10.4                                       | 13.7                                       | 12.8                                       | 15.5                                       | 20.3                                       | 178.4                                      |
| 平均降雪日数                                                 | 18.7                                       | 16.2                                       | 8.4                                        | 0.4                                        | 0.0                                        | 0.0                                        | 0.0                                        | 0.0                                        | 0.0                                        | 0.0                                        | 0.3                                        | 10.7                                       | 54.7                                       |
| % 湿度                                                       | 76                                         | 74                                         | 70                                         | 67                                         | 68                                         | 74                                         | 76                                         | 74                                         | 77                                         | 76                                         | 75                                         | 76                                         | 74                                         |
| 平均月間日照時間                                             | 69.0                                       | 83.7                                       | 131.3                                      | 177.4                                      | 201.4                                      | 153.9                                      | 166.5                                      | 203.8                                      | 143.4                                      | 146.1                                      | 110.7                                      | 82.6                                       | 1,669.9                                    |
| 出典：気象庁（平均値：1991年 - 2020年、極値：1943年 - 現在） |                                            |                                            |                                            |                                            |                                            |                                            |                                            |                                            |                                            |                                            |                                            |                                            |                                            |

| 青谷（1991年 - 2020年）の気候      | 青谷（1991年 - 2020年）の気候 | 青谷（1991年 - 2020年）の気候 | 青谷（1991年 - 2020年）の気候 | 青谷（1991年 - 2020年）の気候 | 青谷（1991年 - 2020年）の気候 | 青谷（1991年 - 2020年）の気候 | 青谷（1991年 - 2020年）の気候 | 青谷（1991年 - 2020年）の気候 | 青谷（1991年 - 2020年）の気候 | 青谷（1991年 - 2020年）の気候 | 青谷（1991年 - 2020年）の気候 | 青谷（1991年 - 2020年）の気候 | 青谷（1991年 - 2020年）の気候 |
| 月                                 | 1月                           | 2月                           | 3月                           | 4月                           | 5月                           | 6月                           | 7月                           | 8月                           | 9月                           | 10月                          | 11月                          | 12月                          | 年                            |
| ---------------------------------- | ----------------------------- | ----------------------------- | ----------------------------- | ----------------------------- | ----------------------------- | ----------------------------- | ----------------------------- | ----------------------------- | ----------------------------- | ----------------------------- | ----------------------------- | ----------------------------- | ----------------------------- |
| 最高気温記録 °C （°F）             | 20.1 (68.2)                   | 23.1 (73.6)                   | 28.8 (83.8)                   | 32.0 (89.6)                   | 31.6 (88.9)                   | 36.6 (97.9)                   | 37.0 (98.6)                   | 38.5 (101.3)                  | 38.1 (100.6)                  | 33.4 (92.1)                   | 26.9 (80.4)                   | 23.8 (74.8)                   | 38.5 (101.3)                  |
| 平均最高気温 °C （°F）             | 8.2 (46.8)                    | 8.8 (47.8)                    | 12.2 (54)                     | 17.3 (63.1)                   | 22.0 (71.6)                   | 25.0 (77)                     | 29.3 (84.7)                   | 30.8 (87.4)                   | 26.7 (80.1)                   | 21.7 (71.1)                   | 16.5 (61.7)                   | 11.2 (52.2)                   | 19.2 (66.6)                   |
| 日平均気温 °C （°F）               | 4.6 (40.3)                    | 4.8 (40.6)                    | 7.5 (45.5)                    | 12.2 (54)                     | 16.9 (62.4)                   | 20.8 (69.4)                   | 25.1 (77.2)                   | 26.3 (79.3)                   | 22.3 (72.1)                   | 17.0 (62.6)                   | 11.9 (53.4)                   | 7.1 (44.8)                    | 14.7 (58.5)                   |
| 平均最低気温 °C （°F）             | 1.1 (34)                      | 0.9 (33.6)                    | 2.7 (36.9)                    | 6.8 (44.2)                    | 11.8 (53.2)                   | 17.1 (62.8)                   | 21.7 (71.1)                   | 22.5 (72.5)                   | 18.6 (65.5)                   | 12.6 (54.7)                   | 7.5 (45.5)                    | 3.2 (37.8)                    | 10.5 (50.9)                   |
| 最低気温記録 °C （°F）             | −6.1 (21)                     | −7.5 (18.5)                   | −4.6 (23.7)                   | −1.4 (29.5)                   | 1.5 (34.7)                    | 7.5 (45.5)                    | 12.5 (54.5)                   | 15.9 (60.6)                   | 7.5 (45.5)                    | 2.4 (36.3)                    | −0.6 (30.9)                   | −3.8 (25.2)                   | −7.5 (18.5)                   |
| 降水量 mm （inch）                 | 195.5 (7.697)                 | 140.2 (5.52)                  | 138.3 (5.445)                 | 101.6 (4)                     | 122.9 (4.839)                 | 157.4 (6.197)                 | 185.9 (7.319)                 | 143.3 (5.642)                 | 236.7 (9.319)                 | 156.5 (6.161)                 | 164.4 (6.472)                 | 217.0 (8.543)                 | 1,959.4 (77.142)              |
| 平均降水日数 （≥1.0 mm）           | 20.5                          | 15.5                          | 14.5                          | 11.2                          | 10.0                          | 10.8                          | 12.4                          | 10.3                          | 12.2                          | 11.5                          | 14.7                          | 18.5                          | 162.2                         |
| 平均月間日照時間                   | 71.2                          | 86.7                          | 140.8                         | 188.9                         | 208.1                         | 158.2                         | 171.6                         | 211.1                         | 146.5                         | 147.4                         | 105.8                         | 75.1                          | 1,711.3                       |
| 出典1：Japan Meteorological Agency |                               |                               |                               |                               |                               |                               |                               |                               |                               |                               |                               |                               |                               |
| 出典2：気象庁                      |                               |                               |                               |                               |                               |                               |                               |                               |                               |                               |                               |                               |                               |

### 地域
鳥取市では本庁・総合支所の管轄区域を地域、市立小学校・義務教育学校の学区を地区としている。
市内を3つ（中東部・南部・西部）の地域（大区分）に分け、本庁・総合支所の管轄区域ごとに地域（小区分）、市立小学校・義務教育学校の学区ごとに地区を設定している。

#### 地域区分
- 地域（大区分）：3地域
- 地域（小区分）：9地域
- 中学校学区：13学区
- 小学校学区：39学区
- 義務教育学校学区：4学区（江山学園・湖南学園・福部未来学園・鹿野学園）

| 地域   | 地域   | 本庁 総合支所   | 中学校 義務教育学校 学区 | 地区 小学校 義務教育学校 学区 | 管轄区域 |
| 大区分 | 小区分 | 本庁 総合支所   | 中学校 義務教育学校 学区 | 地区 小学校 義務教育学校 学区 | 管轄区域 |
| ------ | ------ | --------------- | ------------------------ | ----------------------------- | --- |
| 中東部 | 鳥取   | 本庁各庁舎      | 北                       | 久松                          | 上町、江崎町、大榎町、栗谷町、大工町頭、中町（二区）、西町一丁目、西町二丁目、西町三丁目、馬場町、東町一丁目、東町二丁目、東町三丁目、庖丁人町、丸山町（鳥取県道318号伏野覚寺線以南）、湯所町一丁目、湯所町二丁目 |
| 中東部 | 鳥取   | 本庁各庁舎      | 北                       | 遷喬                          | 戎町、桶屋町、掛出町、鍛冶町、片原一丁目、片原二丁目、片原三丁目、上魚町、川端一丁目、川端二丁目、川端三丁目、尚徳町、職人町、新町、寺町（下区）、二階町一丁目、二階町二丁目、二階町三丁目、本町一丁目、本町二丁目、本町三丁目、元魚町一丁目、元魚町二丁目、元大工町、元町、若桜町 |
| 中東部 | 鳥取   | 本庁各庁舎      | 北                       | 城北                          | 青葉町一丁目、青葉町二丁目、青葉町三丁目、秋里、商栄町、田島（一区）、千代水一丁目、千代水二丁目の一部、千代水三丁目の一部、田園町三丁目、田園町四丁目、西品治（鳥取県道193号田島片原線以北の一部）、松並町一丁目、松並町二丁目、松並町三丁目、丸山町（鳥取県道318号伏野覚寺線以北）、緑ヶ丘二丁目の一部、緑ヶ丘三丁目の一部、南安長一丁目の一部、南安長二丁目の一部、南安長三丁目の一部、安長の一部 |
| 中東部 | 鳥取   | 本庁各庁舎      | 中ノ郷                   | 浜坂                          | 江津、覚寺（鳥取県道265号湯山鳥取線・鳥取県道318号伏野覚寺線以北）、浜坂、浜坂一丁目、浜坂二丁目、浜坂三丁目、浜坂四丁目、浜坂五丁目、浜坂六丁目、浜坂七丁目、浜坂八丁目、浜坂東一丁目 |
| 中東部 | 鳥取   | 本庁各庁舎      | 中ノ郷                   | 中ノ郷                        | 円護寺、覚寺（鳥取県道265号湯山鳥取線・鳥取県道318号伏野覚寺線以南）、北園一丁目、北園二丁目、山城町 |
| 中東部 | 鳥取   | 本庁各庁舎      | 西                       | 醇風                          | 相生町一丁目、相生町二丁目、相生町三丁目、相生町四丁目、片原四丁目、片原五丁目、川端四丁目、川端五丁目、玄好町、寿町、材木町、新品治町、茶町、田園町一丁目、田園町二丁目、二階町四丁目、西品治（鳥取県道193号田島片原線以北の一部）、西町四丁目、西町五丁目、本町四丁目、本町五丁目、南町（旧北本寺、旧南本寺地区）、元魚町三丁目、元魚町四丁目、薬師町                                              |
| 中東部 | 鳥取   | 本庁各庁舎      | 西                       | 富桑                          | 行徳二丁目の一部、行徳三丁目の一部、田島（二区）、西品治（鳥取県道193号田島片原線以南）、安長の一部 |
| 中東部 | 鳥取   | 本庁各庁舎      | 西                       | 明徳                          | 今町一丁目、今町二丁目、扇町の一部、瓦町、行徳一丁目、行徳二丁目の一部、行徳三丁目の一部、幸町、東品治町、南町（旧梶川、旧瓦町地区） |
| 中東部 | 鳥取   | 本庁各庁舎      | 湖東                     | 湖山                          | 岩吉（西日本旅客鉄道山陰本線以北）、湖山町北一丁目、湖山町北六丁目の一部、湖山町東一丁目、湖山町東二丁目、湖山町東三丁目の一部、湖山町東四丁目、湖山町東五丁目、湖山町南一丁目、湖山町南二丁目、湖山町南三丁目、湖山町南四丁目、足山、千代水二丁目の一部、千代水四丁目の一部 |
| 中東部 | 鳥取   | 本庁各庁舎      | 湖東                     | 湖山西                        | 湖山町北二丁目、湖山町北三丁目、湖山町北四丁目、湖山町北五丁目、湖山町西一丁目、湖山町西二丁目、湖山町西三丁目、湖山町西四丁目、湖山町南五丁目 |
| 中東部 | 鳥取   | 本庁各庁舎      | 湖東                     | 賀露                          | 晩稲、賀露町、賀露町北一丁目、賀露町北二丁目、賀露町北三丁目、賀露町北四丁目、賀露町西一丁目、賀露町西二丁目、賀露町西三丁目、賀露町西四丁目、賀露町南一丁目、賀露町南二丁目、賀露町南三丁目、賀露町南四丁目、賀露町南五丁目、賀露町南六丁目、湖山町北六丁目の一部、湖山町東三丁目の一部、千代水二丁目の一部、千代水三丁目の一部、千代水四丁目の一部、港町、南隈                                     |
| 中東部 | 鳥取   | 本庁各庁舎      | 湖東                     | 末恒                          | 内海中、小沢見、白兎、伏野、三津、美萩野一丁目、美萩野二丁目、美萩野三丁目、美萩野四丁目、美萩野五丁目 |
| 中東部 | 鳥取   | 本庁各庁舎      | 湖南学園                 | 湖南学園                      | 大畑、金沢、瀬田蔵、双六原、長柄、福井、洞谷、松原、御熊、三山口、妙徳寺、矢矯、吉岡温泉町、六反田 |
| 中東部 | 鳥取   | 本庁各庁舎      | 高草                     | 世紀                          | 岩吉（西日本旅客鉄道山陰本線以南）、上原（開拓地区を除く）、大塚、尾崎の一部、桂見、上段、五反田町、里仁、嶋、下段、大桷、高住、徳尾、徳吉、野坂、布勢、緑ヶ丘一丁目の一部、緑ヶ丘二丁目の一部、緑ヶ丘三丁目の一部、南安長二丁目の一部、南安長三丁目の一部、宮谷、良田 |
| 中東部 | 鳥取   | 本庁各庁舎      | 高草                     | 大正                          | 菖蒲、野寺、服部、古海、緑ヶ丘一丁目の一部、南安長一丁目の一部 |
| 中東部 | 鳥取   | 本庁各庁舎      | 高草                     | 東郷                          | 有富、北村、高路、篠坂、中村、西今在家、本高 |
| 中東部 | 鳥取   | 本庁各庁舎      | 高草                     | 明治                          | 上原（開拓地区）、尾崎の一部、河内、細見、槙原、松上 |
| 中東部 | 鳥取   | 本庁各庁舎      | 江山学園                 | 江山学園                      | 赤子田、朝月、猪子、岩坪、上味野、上砂見、源太、倭文、下味野、下砂見、竹生、玉津、中砂見、長谷、向国安、横枕 |
| 中東部 | 鳥取   | 本庁各庁舎      | 南                       | 日進                          | 永楽温泉町、栄町、末広温泉町、寺町（上区、中区）、南吉方一丁目、南吉方二丁目、弥生町、吉方、吉方温泉一丁目、吉方温泉二丁目、吉方温泉三丁目 |
| 中東部 | 鳥取   | 本庁各庁舎      | 南                       | 美保                          | 扇町の一部、興南町、大覚寺、天神町、富安、富安一丁目、富安二丁目、古市、吉成（大路川以北）、吉成一丁目、吉成二丁目、吉成三丁目 |
| 中東部 | 鳥取   | 本庁各庁舎      | 南                       | 美保南                        | 叶、叶一丁目、数津（鳥取県道292号八坂鳥取停車場線以西）、的場、的場一丁目、的場二丁目、的場三丁目、的場四丁目、宮長、吉成（大路川以南）、吉成南町一丁目、吉成南町二丁目 |
| 中東部 | 鳥取   | 本庁各庁舎      | 南                       | 倉田                          | 円通寺、国安、蔵田、数津（鳥取県道292号八坂鳥取停車場線以東）、西円通寺、橋本、八坂、馬場 |
| 中東部 | 鳥取   | 本庁各庁舎      | 桜ヶ丘                   | 面影                          | 大杙（東扇町を除く）、面影一丁目、面影二丁目、雲山（西日本旅客鉄道因美線以東）、桜谷（桜ヶ丘団地を除く）、正蓮寺、新、東今在家（東今在家団地を除く） |
| 中東部 | 鳥取   | 本庁各庁舎      | 桜ヶ丘                   | 米里                          | 雲山（西日本旅客鉄道因美線以西）、越路、古郡家、中大路、西大路、東大路、久末、美和 |
| 中東部 | 鳥取   | 本庁各庁舎      | 桜ヶ丘                   | 津ノ井                        | 海蔵寺、紙子谷、桂木、香取、生山、杉崎、津ノ井、南栄町、祢宜谷、広岡、船木 |
| 中東部 | 鳥取   | 本庁各庁舎      | 桜ヶ丘                   | 若葉台                        | 若葉台北一丁目、若葉台北二丁目、若葉台北三丁目、若葉台北四丁目、若葉台北五丁目、若葉台北六丁目、若葉台南一丁目、若葉台南二丁目、若葉台南三丁目、若葉台南四丁目、若葉台南五丁目、若葉台南六丁目、若葉台南七丁目 |
| 中東部 | 鳥取   | 本庁各庁舎      | 東                       | 修立                          | 御弓町、立川町一丁目、立川町二丁目、立川町五丁目（二区）、中町（一区）、南吉方三丁目、吉方温泉四丁目、吉方町一丁目、吉方町二丁目 |
| 中東部 | 鳥取   | 本庁各庁舎      | 東                       | 稲葉山                        | 小西谷、滝山、立川町三丁目、立川町四丁目、立川町五丁目（一区）、立川町六丁目（立六西）、卯垣一丁目、卯垣二丁目、卯垣三丁目、卯垣五丁目、百谷 |
| 中東部 | 鳥取   | 本庁各庁舎      | 東                       | 岩倉                          | 岩倉、大杙（東扇町）、桜谷（桜ヶ丘団地）、立川町六丁目（立六西を除く）、立川町七丁目、東今在家（東今在家団地）、卯垣、卯垣四丁目 |
| 中東部 | 国府   | 国府町 総合支所 | 東                       | 岩倉                          | 国府町奥谷三丁目の一部、国府町新通り一丁目、国府町新通り二丁目、国府町新通り三丁目、国府町新通り四丁目、国府町分上一丁目、国府町分上二丁目、国府町分上三丁目、国府町分上四丁目 |
| 中東部 | 国府   | 国府町 総合支所 | 国府                     | 宮ノ下                        | 国府町稲葉丘一丁目、国府町稲葉丘二丁目、国府町稲葉丘三丁目、国府町奥谷一丁目、国府町奥谷二丁目、国府町奥谷三丁目の一部、国府町国分寺、国府町三代寺、国府町新町一丁目、国府町新町二丁目、国府町中郷、国府町庁、国府町広西、国府町法花寺、国府町町屋の一部、国府町美歎の一部、国府町宮下 |
| 中東部 | 国府   | 国府町 総合支所 | 国府                     | 国府東                        | 国府町麻生、国府町雨滝、国府町荒舟、国府町糸谷、国府町石井谷、国府町大石、国府町岡益、国府町上荒舟、国府町神護、国府町木原、国府町神垣、国府町拾石、国府町下木原、国府町菅野、国府町清水、国府町高岡、国府町谷、国府町玉鉾、国府町栃本、国府町殿、国府町中河原、国府町楠城、国府町新井、国府町町屋の一部、国府町松尾、国府町美歎の一部、国府町山崎、国府町山根、国府町吉野、国府町上地               |
| 中東部 | 福部   | 福部町 総合支所 | 福部未来学園             | 福部未来学園                  | 福部町海士、福部町岩戸、福部町久志羅、福部町蔵見、福部町栗谷、福部町左近、福部町高江、福部町中、福部町南田、福部町細川、福部町八重原、福部町箭渓、福部町湯山 |
| 南部   | 河原   | 河原町 総合支所 | 河原                     | 河原第一                      | 河原町鮎ヶ丘、河原町稲常、河原町今在家、河原町片山、河原町釜口、河原町河原、河原町郷原、河原町高福、河原町谷一木、河原町天神原、河原町徳吉、河原町長瀬、河原町曳田の一部、河原町袋河原、河原町布袋、河原町三谷、河原町山手、河原町渡一木 |
| 南部   | 河原   | 河原町 総合支所 | 河原                     | 西郷                          | 河原町牛戸、河原町小河内、河原町小畑、河原町神馬、河原町北村、河原町中井、河原町本鹿、河原町湯谷、河原町弓河内 |
| 南部   | 河原   | 河原町 総合支所 | 河原                     | 散岐                          | 河原町小倉、河原町佐貫、河原町曳田の一部、河原町水根、河原町山上、河原町八日市、河原町和奈見 |
| 南部   | 用瀬   | 用瀬町 総合支所 | 千代南                   | 用瀬                          | 用瀬町赤波、用瀬町安蔵、用瀬町家奥、用瀬町江波、用瀬町金屋、用瀬町川中、用瀬町樟原、用瀬町鷹狩、用瀬町古用瀬、用瀬町別府、用瀬町美成、用瀬町宮原、用瀬町用瀬、用瀬町屋住 |
| 南部   | 佐治   | 佐治町 総合支所 | 千代南                   | 佐治                          | 佐治町大井、佐治町尾際、佐治町葛谷、佐治町加瀬木、佐治町加茂、佐治町刈地、佐治町河本、佐治町小原、佐治町高山、佐治町つく谷、佐治町津無、佐治町津野、佐治町栃原、佐治町中、佐治町畑、佐治町福園、佐治町古市、佐治町森坪、佐治町余戸 |
| 西部   | 気高   | 気高町 総合支所 | 気高                     | 浜村                          | 気高町勝見、気高町北浜一丁目、気高町北浜二丁目、気高町北浜三丁目、気高町下原、気高町新町一丁目、気高町新町二丁目、気高町新町三丁目、気高町浜村、気高町八束水、気高町八幡 |
| 西部   | 気高   | 気高町 総合支所 | 気高                     | 逢坂                          | 気高町飯里、気高町会下、気高町下石、気高町上原、気高町郡家、気高町高江、気高町殿、気高町睦逢、気高町山宮 |
| 西部   | 気高   | 気高町 総合支所 | 気高                     | 宝木                          | 気高町奥沢見、気高町上光、気高町酒津、気高町下光元、気高町常松、気高町冨吉、気高町宝木 |
| 西部   | 気高   | 気高町 総合支所 | 気高                     | 瑞穂                          | 気高町重高、気高町下坂本、気高町宿、気高町土居、気高町日光、気高町二本木 |
| 西部   | 鹿野   | 鹿野町 総合支所 | 鹿野学園                 | 鹿野学園                      | 鹿野町今市、鹿野町岡木、鹿野町乙亥正、鹿野町河内、鹿野町小別所、鹿野町鹿野、鹿野町鷲峯、鹿野町末用、鹿野町寺内、鹿野町閉野、鹿野町中園、鹿野町広木、鹿野町水谷、鹿野町宮方 |
| 西部   | 青谷   | 青谷町 総合支所 | 青谷                     | 青谷                          | 青谷町青谷、青谷町井手、青谷町大坪、青谷町奥崎、青谷町小畑、青谷町紙屋、青谷町亀尻、青谷町河原、青谷町北河原、青谷町絹見、青谷町楠根、青谷町蔵内、青谷町桑原、青谷町栄町、青谷町澄水、青谷町田原谷、青谷町露谷、青谷町長和瀬、青谷町鳴滝、青谷町八葉寺、青谷町早牛、青谷町山田、青谷町山根、青谷町養郷、青谷町吉川、青谷町善田                                                                       |

※2009年（平成21年）4月1日から、国府町奥谷三丁目の一部、国府町新通り一丁目、国府町新通り二丁目、国府町新通り三丁目、国府町新通り四丁目、国府町分上一丁目、国府町分上二丁目、国府町分上三丁目、国府町分上四丁目が地理的事情により宮ノ下地区（宮ノ下小学校・国府中学校）から岩倉地区（岩倉小学校・東中学校）に変更された。
※当初、青谷小学校は北校舎（旧青谷小学校）と南校舎（旧日置谷小学校）に分かれていたが、2010年（平成22年）に統合された。
※2013年（平成25年）4月1日に用瀬中学校・佐治中学校が統合されて千代南中学校となった。
※2016年（平成28年）4月1日に福部幼稚園・福部小学校・福部中学校が統合されて幼小中一貫校・福部未来学園となった。
※2018年（平成30年）4月1日に鹿野小学校、鹿野中学校が統合されて義務教育学校・鹿野学園となった。湖南学園・福部未来学園も義務教育学校となった。
※2020年（令和2年）4月1日に美和小学校、神戸小学校、江山中学校が統合されて義務教育学校・江山学園（旧美和小学校の位置）となった。

#### 合併後の地名
合併後の地名は以下の通りとなった。
- 旧鳥取市は従前のとおり（元々「大字」は付かない）。
- 旧6町は「○○郡××町△△」→「鳥取市××町△△」とする（ただし「大字」は付けない）。
- 旧2村は「○○郡××村△△」→「鳥取市××町△△」とする（ただし「大字」は付けない）。

-例-
- 鳥取県鳥取市△△ → 鳥取県鳥取市△△
- 鳥取県岩美郡国府町△△ → 鳥取県鳥取市国府町△△
- 鳥取県岩美郡国府町大字△△ → 鳥取県鳥取市国府町△△
- 鳥取県岩美郡福部村大字△△ → 鳥取県鳥取市福部町△△
- 鳥取県八頭郡河原町大字△△ → 鳥取県鳥取市河原町△△
- 鳥取県八頭郡用瀬町大字△△ → 鳥取県鳥取市用瀬町△△
- 鳥取県八頭郡佐治村大字△△ → 鳥取県鳥取市佐治町△△
- 鳥取県気高郡気高町△△ → 鳥取県鳥取市気高町△△
- 鳥取県気高郡気高町大字△△ → 鳥取県鳥取市気高町△△
- 鳥取県気高郡鹿野町大字△△ → 鳥取県鳥取市鹿野町△△
- 鳥取県気高郡青谷町大字△△ → 鳥取県鳥取市青谷町△△

-例外-
- 鳥取県八頭郡河原町大字長瀬（鮎ヶ丘） → 鳥取県鳥取市河原町鮎ヶ丘
- 鳥取県八頭郡河原町大字長瀬（その他） → 鳥取県鳥取市河原町長瀬

### 人口
| |                                        |  |
| 鳥取市と全国の年齢別人口分布（2005年） | 鳥取市の年齢・男女別人口分布（2005年） |  |
| ■紫色 ― 鳥取市 ■緑色 ― 日本全国 | ■青色 ― 男性 ■赤色 ― 女性              |  |
| 鳥取市（に相当する地域）の人口の推移 \| 1970年（昭和45年） \| 169,176人 \| \| \| 1975年（昭和50年） \| 176,182人 \| \| \| 1980年（昭和55年） \| 184,601人 \| \| \| 1985年（昭和60年） \| 190,836人 \| \| \| 1990年（平成2年） \| 195,707人 \| \| \| 1995年（平成7年） \| 197,959人 \| \| \| 2000年（平成12年） \| 200,744人 \| \| \| 2005年（平成17年） \| 201,740人 \| \| \| 2010年（平成22年） \| 197,449人 \| \| \| 2015年（平成27年） \| 193,717人 \| \| \| 2020年（令和2年） \| 188,465人 \| \| |                                        |  |
| 総務省統計局 国勢調査より |                                        |  |
| 1970年（昭和45年） | 169,176人                              |  |
| 1975年（昭和50年） | 176,182人                              |  |
| 1980年（昭和55年） | 184,601人                              |  |
| 1985年（昭和60年） | 190,836人                              |  |
| 1990年（平成2年） | 195,707人                              |  |
| 1995年（平成7年） | 197,959人                              |  |
| 2000年（平成12年） | 200,744人                              |  |
| 2005年（平成17年） | 201,740人                              |  |
| 2010年（平成22年） | 197,449人                              |  |
| 2015年（平成27年） | 193,717人                              |  |
| 2020年（令和2年） | 188,465人                              |  |

### 隣接自治体
鳥取県
- 岩美郡：岩美町
- 八頭郡：智頭町
- 八頭郡：八頭町
- 八頭郡：若桜町
- 東伯郡：三朝町
- 東伯郡：湯梨浜町

兵庫県
- 美方郡：新温泉町

岡山県
- 津山市
- 苫田郡：鏡野町

## 歴史

### 古代
『和名抄』には「鳥取郷」が記されており、久松山麓一帯に存在したと考えられている。天慶3年（940年）の東大寺関連文書には「主張鳥取高俊」の署名があり、鳥取の地名を名乗る豪族が存在していたことが指摘されている。（同年9月2日付「因幡国高草郡公文預東大寺領高庭庄坪付注進状」）
- 834年（天長11年） - 摩尼寺が慈覚大師円仁により創建される。

### 中世
中世には「鳥取吉方郷」の名が史料に見えるも、詳細は不明である。
室町時代
- 1363年（貞治2年） - 山名時氏が二上山城を築き因幡を支配する。
- 1478年（文明6年） - 柳原資綱が下向、公家文化が栄える。

戦国時代
- 1545年（天文14年） - 久松山に鳥取城が築かれる。以降、城下町の形成が進められる。1580年（天正8年）の羽柴秀吉による第一次鳥取城攻めの際には城下の町屋などが焼き払われていることから、少なくともこのころには小規模な城下町が存在していたと考えられている。

### 近世
江戸時代に編纂された『因幡志』には、久松山麓一帯の古地名として沢市場の名が記されている。
安土桃山時代
- 1581年（天正9年） - 羽柴秀吉による鳥取城攻め。鳥取城の開城後、宮部継潤が入る。
- 1600年（慶長5年） - 関ヶ原の戦いで西軍に属した宮部長煕が改易され、池田長吉が入部。城下の整備を行う。

江戸時代
- 1617年（元和3年） - 池田光政が因幡・伯耆32万石を与えられ、入部する。
- 1619年（元和5年） - 城下の大規模な整備が行われ、城下町の形がほぼ完成する。
- 1632年（寛永9年） - 国替えにより池田光仲が入部し、明治維新まで続く鳥取藩が成立する。
- 1650年（慶安3年） - 鳥取藩主池田光仲により、観音院庭園の作庭が開始される。

### 近代
明治
- 1871年（明治4年） - 廃藩置県により鳥取県が成立し、県庁が設置される[注釈 1]。
- 1874年（明治7年） - 北海道釧路国開拓移住のため鳥取士族（105戸513人）が賀露港を出帆。鳥取村（現在の釧路市鳥取地区）を開墾開拓。
- 1876年（明治9年） - 島根県との合併により県庁が松江に移動する。その後、旧鳥取藩士を中心に鳥取県再置運動が行われる。
- 1881年（明治14年） - 現在まで続く鳥取県が再置され、県庁が再び置かれる。
- 1896年（明治29年） - 大阪に歩兵第40連隊の本部が設置される。翌1897年（明治30年）4月に鳥取へ移駐する[7]。
- 1907年（明治40年） - 仁風閣が竣工。皇太子（のちの大正天皇）の山陰行啓時の宿泊施設となる。

大正
- 1912年（大正元年）9月 - 市内を流れる千代川が氾濫する[7][8][7]。
- 1918年（大正7年）9月 - 再度、千代川が氾濫する[7][8]。
- 1921年（大正10年） - 鳥取大学の前身の一つである鳥取高等農業学校開校[7]。
- 1923年（大正12年）9月 - 三度、千代川が氾濫する[7][8]。

昭和
- 1931年（昭和6年） - 千代川改修工事が竣工。これにより江津付近で大きく東側に蛇行していた河道が直線化される[9][10][11]。
- 1943年（昭和18年）9月10日 - 鳥取地震発生。

### 現代
第二次大戦以降
- 1948年（昭和23年）10月1日 - 市制60周年を記念し、初代「鳥取市民歌」を制定。
- 1949年（昭和24年） - 学制改革により、鳥取高等農業学校、鳥取師範学校などを統合する形で鳥取大学が発足[12][7]。
- 1952年（昭和27年）4月17日 - 鳥取大火により中心市街地の大半が焼失。

平成
- 1995年（平成7年）7月7日 - わらべ館開館。
- 2000年（平成12年）7月1日 - 鳥取市歴史博物館（やまびこ館）開館。
- 2005年（平成17年）10月1日 - 山陰初の特例市に指定される[13]。翌月に特例市移行と合併1周年を記念して2代目市民歌「伸びゆくふるさと」を制定。
- 2016年 (平成28年) 10月21日 - 鳥取県中部地震発生。
- 2018年（平成30年）4月1日 - 同市が中核市へ移行[14]。

令和
- 2022年（令和4年） - 鳥取県は県暴力団排除条例を改正。弥生町、末広温泉町、永楽温泉町、吉方温泉1丁目、栄町及び瓦町の一部地域を暴力団排除特別強化地域に指定した[15]。
- 2023年（令和5年）8月15日 - 令和5年台風第7号の集中豪雨により、佐治川流域などの592世帯、1233人が一時孤立状態となった。また、市内の一部で断水が発生した[16]。

### 市域の変遷
1879年（明治12年）の郡区町村編制法の施行時点では邑美郡・法美郡・高草郡・気多郡の全域及び智頭郡・八上郡・岩井郡の各一部が現在の鳥取市の市域にあたる。これらの郡は鳥取市発足後の1896年（明治29年）に邑美郡・法美郡・岩井郡が岩美郡、気多郡・高草郡が気高郡、智頭郡・八上郡・八東郡が八頭郡となっている。なお、郡区町村編制法の施行時点では高草郡と岩美郡の境は千代川であったが、1931年（昭和6年）に竣工した千代川改修工事により、気高郡の一部（千代水村の一部）が例外的に千代川の以東に位置することとなった。
- 1889年（明治22年）10月1日 - 市制施行により、邑美郡の一部から鳥取市が発足。
- 1923年（大正12年）5月10日 - 岩美郡富桑村を編入。
- 1932年（昭和7年）4月1日 - 岩美郡稲葉村を編入。
- 1933年（昭和8年）
  - 4月1日 - 岩美郡中ノ郷村を編入。
  - 10月1日 - 岩美郡美保村を編入。
- 1937年（昭和12年）2月15日 - 気高郡賀露村を編入。
- 1953年（昭和28年）7月1日 - 岩美郡倉田村・面影村、気高郡湖山村・千代水村・松保村・大郷村・末恒村・吉岡村・大正村・豊実村・明治村・東郷村・美穂村・大和村・神戸村の15ヶ村を編入。
- 1955年（昭和30年）7月20日 - 岩美郡米里村を編入。
- 1963年（昭和38年）4月22日 - 岩美郡津ノ井村を編入。
- 2004年（平成16年）11月1日 - 岩美郡国府町・福部村、気高郡気高町・鹿野町・青谷町、八頭郡河原町・用瀬町・佐治村の8町村を編入[17]。気高郡が同日消滅。

詳細は各郡および各町村の記事を参照されたい。
| 旧 郡    | 明治以前     | 明治以前     | 明治初年 - 明治3年   | 明治4年 - 明治8年               | 明治9年 - 明治11年   | 明治12年 - 明治22年              | 明治22年 10月1日 町村制施行 | 明治22年 - 明治45年         | 大正元年 - 大正15年          | 昭和元年 - 昭和19年          | 昭和20年 - 昭和29年            | 昭和30年 - 昭和64年          | 平成元年 - 現在              | 現在   |
| -------- | ------------ | ------------ | -------------------- | ------------------------------- | -------------------- | -------------------------------- | --------------------------- | --------------------------- | ---------------------------- | ---------------------------- | ------------------------------ | ---------------------------- | ---------------------------- | ------ |
| 気 多 郡 | 芦崎村       | 芦崎村       | 芦崎村               | 芦崎村                          | 明治10年 青谷村      | 青谷村                           | 青谷村                      | 青谷村                      | 大正3年4月1日 町制 青谷町    | 青谷町                       | 昭和28年7月1日 青谷町          | 青谷町                       | 平成16年11月1日 鳥取市に編入 | 鳥取市 |
| 気 多 郡 | 潮津村       | 潮津村       | 潮津村               | 潮津村                          | 明治10年 青谷村      | 青谷村                           | 青谷村                      | 青谷村                      | 大正3年4月1日 町制 青谷町    | 青谷町                       | 昭和28年7月1日 青谷町          | 青谷町                       | 平成16年11月1日 鳥取市に編入 | 鳥取市 |
| 気 多 郡 | 青屋村       | 青屋村       | 青屋村               | 青屋村                          | 明治10年 青谷村      | 青谷村                           | 青谷村                      | 青谷村                      | 大正3年4月1日 町制 青谷町    | 青谷町                       | 昭和28年7月1日 青谷町          | 青谷町                       | 平成16年11月1日 鳥取市に編入 | 鳥取市 |
| 気 多 郡 | 井手村       | 井手村       | 井手村               | 井手村                          | 井手村               | 井手村                           | 青谷村                      | 青谷村                      | 大正3年4月1日 町制 青谷町    | 青谷町                       | 昭和28年7月1日 青谷町          | 青谷町                       | 平成16年11月1日 鳥取市に編入 | 鳥取市 |
| 気 多 郡 | 長和瀬村     | 長和瀬村     | 長和瀬村             | 長和瀬村                        | 長和瀬村             | 長和瀬村                         | 青谷村                      | 青谷村                      | 大正3年4月1日 町制 青谷町    | 青谷町                       | 昭和28年7月1日 青谷町          | 青谷町                       | 平成16年11月1日 鳥取市に編入 | 鳥取市 |
| 気 多 郡 | 鳴滝村       | 鳴滝村       | 鳴滝村               | 鳴滝村                          | 鳴滝村               | 鳴滝村                           | 中郷村                      | 中郷村                      | 中郷村                       | 中郷村                       | 昭和28年7月1日 青谷町          | 青谷町                       | 平成16年11月1日 鳥取市に編入 | 鳥取市 |
| 気 多 郡 | 北河原村     | 北河原村     | 北河原村             | 北河原村                        | 北河原村             | 北河原村                         | 中郷村                      | 中郷村                      | 中郷村                       | 中郷村                       | 昭和28年7月1日 青谷町          | 青谷町                       | 平成16年11月1日 鳥取市に編入 | 鳥取市 |
| 気 多 郡 | 山田村       | 山田村       | 山田村               | 山田村                          | 山田村               | 山田村                           | 中郷村                      | 中郷村                      | 中郷村                       | 中郷村                       | 昭和28年7月1日 青谷町          | 青谷町                       | 平成16年11月1日 鳥取市に編入 | 鳥取市 |
| 気 多 郡 | 亀尻村       | 亀尻村       | 亀尻村               | 亀尻村                          | 亀尻村               | 亀尻村                           | 中郷村                      | 中郷村                      | 中郷村                       | 中郷村                       | 昭和28年7月1日 青谷町          | 青谷町                       | 平成16年11月1日 鳥取市に編入 | 鳥取市 |
| 気 多 郡 | 吉川村       | 吉川村       | 吉川村               | 吉川村                          | 吉川村               | 吉川村                           | 中郷村                      | 中郷村                      | 中郷村                       | 中郷村                       | 昭和28年7月1日 青谷町          | 青谷町                       | 平成16年11月1日 鳥取市に編入 | 鳥取市 |
| 気 多 郡 | 絹見村       | 絹見村       | 絹見村               | 絹見村                          | 絹見村               | 絹見村                           | 中郷村                      | 中郷村                      | 中郷村                       | 中郷村                       | 昭和28年7月1日 青谷町          | 青谷町                       | 平成16年11月1日 鳥取市に編入 | 鳥取市 |
| 気 多 郡 | 露谷村       | 露谷村       | 露谷村               | 露谷村                          | 露谷村               | 露谷村                           | 中郷村                      | 中郷村                      | 中郷村                       | 中郷村                       | 昭和28年7月1日 青谷町          | 青谷町                       | 平成16年11月1日 鳥取市に編入 | 鳥取市 |
| 気 多 郡 | 八葉寺村     | 八葉寺村     | 八葉寺村             | 八葉寺村                        | 八葉寺村             | 八葉寺村                         | 勝部村                      | 勝部村                      | 勝部村                       | 勝部村                       | 昭和28年7月1日 青谷町          | 青谷町                       | 平成16年11月1日 鳥取市に編入 | 鳥取市 |
| 気 多 郡 | 田原谷村     | 田原谷村     | 田原谷村             | 田原谷村                        | 田原谷村             | 田原谷村                         | 勝部村                      | 勝部村                      | 勝部村                       | 勝部村                       | 昭和28年7月1日 青谷町          | 青谷町                       | 平成16年11月1日 鳥取市に編入 | 鳥取市 |
| 気 多 郡 | 紙屋村       | 紙屋村       | 紙屋村               | 紙屋村                          | 紙屋村               | 紙屋村                           | 勝部村                      | 勝部村                      | 勝部村                       | 勝部村                       | 昭和28年7月1日 青谷町          | 青谷町                       | 平成16年11月1日 鳥取市に編入 | 鳥取市 |
| 気 多 郡 | 楠根村       | 楠根村       | 楠根村               | 楠根村                          | 楠根村               | 楠根村                           | 勝部村                      | 勝部村                      | 勝部村                       | 勝部村                       | 昭和28年7月1日 青谷町          | 青谷町                       | 平成16年11月1日 鳥取市に編入 | 鳥取市 |
| 気 多 郡 | 澄水村       | 澄水村       | 澄水村               | 澄水村                          | 澄水村               | 澄水村                           | 勝部村                      | 勝部村                      | 勝部村                       | 勝部村                       | 昭和28年7月1日 青谷町          | 青谷町                       | 平成16年11月1日 鳥取市に編入 | 鳥取市 |
| 気 多 郡 | 桑原村       | 桑原村       | 桑原村               | 桑原村                          | 桑原村               | 桑原村                           | 勝部村                      | 勝部村                      | 勝部村                       | 勝部村                       | 昭和28年7月1日 青谷町          | 青谷町                       | 平成16年11月1日 鳥取市に編入 | 鳥取市 |
| 気 多 郡 | 蔵内村       | 蔵内村       | 蔵内村               | 蔵内村                          | 蔵内村               | 蔵内村                           | 日置谷村                    | 日置谷村                    | 日置谷村                     | 日置谷村                     | 昭和28年7月1日 青谷町          | 青谷町                       | 平成16年11月1日 鳥取市に編入 | 鳥取市 |
| 気 多 郡 | 大坪村       | 大坪村       | 大坪村               | 大坪村                          | 大坪村               | 大坪村                           | 日置谷村                    | 日置谷村                    | 日置谷村                     | 日置谷村                     | 昭和28年7月1日 青谷町          | 青谷町                       | 平成16年11月1日 鳥取市に編入 | 鳥取市 |
| 気 多 郡 | 養郷村       | 養郷村       | 養郷村               | 養郷村                          | 養郷村               | 養郷村                           | 日置谷村                    | 日置谷村                    | 日置谷村                     | 日置谷村                     | 昭和28年7月1日 青谷町          | 青谷町                       | 平成16年11月1日 鳥取市に編入 | 鳥取市 |
| 気 多 郡 | 善積村       | 善積村       | 善積村               | 善積村                          | 明治10年 善田村      | 善田村                           | 日置谷村                    | 日置谷村                    | 日置谷村                     | 日置谷村                     | 昭和28年7月1日 青谷町          | 青谷町                       | 平成16年11月1日 鳥取市に編入 | 鳥取市 |
| 気 多 郡 | 小平田村     | 小平田村     | 小平田村             | 小平田村                        | 明治10年 善田村      | 善田村                           | 日置谷村                    | 日置谷村                    | 日置谷村                     | 日置谷村                     | 昭和28年7月1日 青谷町          | 青谷町                       | 平成16年11月1日 鳥取市に編入 | 鳥取市 |
| 気 多 郡 | 山崎村       | 山崎村       | 山崎村               | 山崎村                          | 明治10年 奥崎村      | 奥崎村                           | 日置谷村                    | 日置谷村                    | 日置谷村                     | 日置谷村                     | 昭和28年7月1日 青谷町          | 青谷町                       | 平成16年11月1日 鳥取市に編入 | 鳥取市 |
| 気 多 郡 | 奥谷村       | 奥谷村       | 奥谷村               | 奥谷村                          | 明治10年 奥崎村      | 奥崎村                           | 日置谷村                    | 日置谷村                    | 日置谷村                     | 日置谷村                     | 昭和28年7月1日 青谷町          | 青谷町                       | 平成16年11月1日 鳥取市に編入 | 鳥取市 |
| 気 多 郡 | 早牛村       | 早牛村       | 早牛村               | 早牛村                          | 早牛村               | 早牛村                           | 日置村                      | 日置村                      | 日置村                       | 日置村                       | 日置村                         | 昭和30年3月31日 青谷町に編入 | 平成16年11月1日 鳥取市に編入 | 鳥取市 |
| 気 多 郡 | 山根村       | 山根村       | 山根村               | 山根村                          | 山根村               | 山根村                           | 日置村                      | 日置村                      | 日置村                       | 日置村                       | 日置村                         | 昭和30年3月31日 青谷町に編入 | 平成16年11月1日 鳥取市に編入 | 鳥取市 |
| 気 多 郡 | 河原村       | 河原村       | 河原村               | 河原村                          | 河原村               | 河原村                           | 日置村                      | 日置村                      | 日置村                       | 日置村                       | 日置村                         | 昭和30年3月31日 青谷町に編入 | 平成16年11月1日 鳥取市に編入 | 鳥取市 |
| 気 多 郡 | 小畑村       | 小畑村       | 小畑村               | 小畑村                          | 小畑村               | 小畑村                           | 日置村                      | 日置村                      | 日置村                       | 日置村                       | 日置村                         | 昭和30年3月31日 青谷町に編入 | 平成16年11月1日 鳥取市に編入 | 鳥取市 |
| 気 多 郡 | 広木村       | 広木村       | 広木村               | 広木村                          | 広木村               | 広木村                           | 鹿野村                      | 明治32年3月20日 町制 鹿野町 | 鹿野町                       | 鹿野町                       | 鹿野町                         | 昭和30年7月1日 鹿野町        | 平成16年11月1日 鳥取市に編入 | 鳥取市 |
| 気 多 郡 | 閉野村       | 閉野村       | 閉野村               | 閉野村                          | 閉野村               | 閉野村                           | 鹿野村                      | 明治32年3月20日 町制 鹿野町 | 鹿野町                       | 鹿野町                       | 鹿野町                         | 昭和30年7月1日 鹿野町        | 平成16年11月1日 鳥取市に編入 | 鳥取市 |
| 気 多 郡 | 志加奴村     | 志加奴村     | 志加奴村             | 志加奴村                        | 志加奴村             | 志加奴村                         | 鹿野村                      | 明治32年3月20日 町制 鹿野町 | 鹿野町                       | 鹿野町                       | 鹿野町                         | 昭和30年7月1日 鹿野町        | 平成16年11月1日 鳥取市に編入 | 鳥取市 |
| 気 多 郡 | 末用村       | 末用村       | 末用村               | 末用村                          | 末用村               | 末用村                           | 鹿野村                      | 明治32年3月20日 町制 鹿野町 | 鹿野町                       | 鹿野町                       | 鹿野町                         | 昭和30年7月1日 鹿野町        | 平成16年11月1日 鳥取市に編入 | 鳥取市 |
| 気 多 郡 | 水谷村       | 水谷村       | 水谷村               | 水谷村                          | 水谷村               | 水谷村                           | 鹿野村                      | 明治32年3月20日 町制 鹿野町 | 鹿野町                       | 鹿野町                       | 鹿野町                         | 昭和30年7月1日 鹿野町        | 平成16年11月1日 鳥取市に編入 | 鳥取市 |
| 気 多 郡 | 宮方村       | 宮方村       | 宮方村               | 宮方村                          | 宮方村               | 宮方村                           | 勝谷村                      | 勝谷村                      | 勝谷村                       | 勝谷村                       | 勝谷村                         | 昭和30年7月1日 鹿野町        | 平成16年11月1日 鳥取市に編入 | 鳥取市 |
| 気 多 郡 | 寺内村       | 寺内村       | 寺内村               | 寺内村                          | 寺内村               | 寺内村                           | 勝谷村                      | 勝谷村                      | 勝谷村                       | 勝谷村                       | 勝谷村                         | 昭和30年7月1日 鹿野町        | 平成16年11月1日 鳥取市に編入 | 鳥取市 |
| 気 多 郡 | 中園村       | 中園村       | 中園村               | 中園村                          | 中園村               | 中園村                           | 勝谷村                      | 勝谷村                      | 勝谷村                       | 勝谷村                       | 勝谷村                         | 昭和30年7月1日 鹿野町        | 平成16年11月1日 鳥取市に編入 | 鳥取市 |
| 気 多 郡 | 今市村       | 今市村       | 今市村               | 今市村                          | 明治10年 今市村      | 今市村                           | 勝谷村                      | 勝谷村                      | 勝谷村                       | 勝谷村                       | 勝谷村                         | 昭和30年7月1日 鹿野町        | 平成16年11月1日 鳥取市に編入 | 鳥取市 |
| 気 多 郡 | 玉川村       | 玉川村       | 玉川村               | 玉川村                          | 明治10年 今市村      | 今市村                           | 勝谷村                      | 勝谷村                      | 勝谷村                       | 勝谷村                       | 勝谷村                         | 昭和30年7月1日 鹿野町        | 平成16年11月1日 鳥取市に編入 | 鳥取市 |
| 気 多 郡 | 岡井村       | 岡井村       | 岡井村               | 岡井村                          | 明治10年 岡木村      | 岡木村                           | 勝谷村                      | 勝谷村                      | 勝谷村                       | 勝谷村                       | 勝谷村                         | 昭和30年7月1日 鹿野町        | 平成16年11月1日 鳥取市に編入 | 鳥取市 |
| 気 多 郡 | 木梨村       | 木梨村       | 木梨村               | 木梨村                          | 明治10年 岡木村      | 岡木村                           | 勝谷村                      | 勝谷村                      | 勝谷村                       | 勝谷村                       | 勝谷村                         | 昭和30年7月1日 鹿野町        | 平成16年11月1日 鳥取市に編入 | 鳥取市 |
| 気 多 郡 | 梶掛村       | 梶掛村       | 梶掛村               | 梶掛村                          | 明治10年 乙亥正村    | 乙亥正村                         | 勝谷村                      | 勝谷村                      | 勝谷村                       | 勝谷村                       | 勝谷村                         | 昭和30年7月1日 鹿野町        | 平成16年11月1日 鳥取市に編入 | 鳥取市 |
| 気 多 郡 | 重山村       | 重山村       | 重山村               | 重山村                          | 明治10年 乙亥正村    | 乙亥正村                         | 勝谷村                      | 勝谷村                      | 勝谷村                       | 勝谷村                       | 勝谷村                         | 昭和30年7月1日 鹿野町        | 平成16年11月1日 鳥取市に編入 | 鳥取市 |
| 気 多 郡 | 小別所村     | 小別所村     | 小別所村             | 小別所村                        | 小別所村             | 小別所村                         | 小鷲河村                    | 小鷲河村                    | 小鷲河村                     | 小鷲河村                     | 小鷲河村                       | 昭和30年7月1日 鹿野町        | 平成16年11月1日 鳥取市に編入 | 鳥取市 |
| 気 多 郡 | 鷲峯村       | 鷲峯村       | 鷲峯村               | 鷲峯村                          | 鷲峯村               | 鷲峯村                           | 小鷲河村                    | 小鷲河村                    | 小鷲河村                     | 小鷲河村                     | 小鷲河村                       | 昭和30年7月1日 鹿野町        | 平成16年11月1日 鳥取市に編入 | 鳥取市 |
| 気 多 郡 | 河内村       | 河内村       | 河内村               | 河内村                          | 河内村               | 河内村                           | 小鷲河村                    | 小鷲河村                    | 小鷲河村                     | 小鷲河村                     | 小鷲河村                       | 昭和30年7月1日 鹿野町        | 平成16年11月1日 鳥取市に編入 | 鳥取市 |
| 気 多 郡 | 新町宿       | 新町宿       | 新町宿               | 新町宿                          | 明治10年 宝木宿      | 宝木宿                           | 宝木村                      | 宝木村                      | 大正3年2月1日 宝木村         | 宝木村                       | 宝木村                         | 昭和30年7月1日 気高町        | 平成16年11月1日 鳥取市に編入 | 鳥取市 |
| 気 多 郡 | 母木村       | 母木村       | 母木村               | 母木村                          | 明治10年 宝木宿      | 宝木宿                           | 宝木村                      | 宝木村                      | 大正3年2月1日 宝木村         | 宝木村                       | 宝木村                         | 昭和30年7月1日 気高町        | 平成16年11月1日 鳥取市に編入 | 鳥取市 |
| 気 多 郡 | 奥沢見村     | 奥沢見村     | 奥沢見村             | 奥沢見村                        | 奥沢見村             | 奥沢見村                         | 宝木村                      | 宝木村                      | 大正3年2月1日 宝木村         | 宝木村                       | 宝木村                         | 昭和30年7月1日 気高町        | 平成16年11月1日 鳥取市に編入 | 鳥取市 |
| 気 多 郡 | 富吉村       | 富吉村       | 富吉村               | 富吉村                          | 富吉村               | 富吉村                           | 宝木村                      | 宝木村                      | 大正3年2月1日 宝木村         | 宝木村                       | 宝木村                         | 昭和30年7月1日 気高町        | 平成16年11月1日 鳥取市に編入 | 鳥取市 |
| 気 多 郡 | 常松村       | 常松村       | 常松村               | 常松村                          | 常松村               | 常松村                           | 宝木村                      | 宝木村                      | 大正3年2月1日 宝木村         | 宝木村                       | 宝木村                         | 昭和30年7月1日 気高町        | 平成16年11月1日 鳥取市に編入 | 鳥取市 |
| 気 多 郡 | 馬場村       | 馬場村       | 馬場村               | 馬場村                          | 明治10年 上光村      | 上光村                           | 光元村                      | 光元村                      | 大正3年2月1日 宝木村         | 宝木村                       | 宝木村                         | 昭和30年7月1日 気高町        | 平成16年11月1日 鳥取市に編入 | 鳥取市 |
| 気 多 郡 | 戸島村       | 戸島村       | 戸島村               | 戸島村                          | 明治10年 上光村      | 上光村                           | 光元村                      | 光元村                      | 大正3年2月1日 宝木村         | 宝木村                       | 宝木村                         | 昭和30年7月1日 気高町        | 平成16年11月1日 鳥取市に編入 | 鳥取市 |
| 気 多 郡 | 塚手村       | 塚手村       | 塚手村               | 塚手村                          | 明治10年 上光村      | 上光村                           | 光元村                      | 光元村                      | 大正3年2月1日 宝木村         | 宝木村                       | 宝木村                         | 昭和30年7月1日 気高町        | 平成16年11月1日 鳥取市に編入 | 鳥取市 |
| 気 多 郡 | 西分村       | 西分村       | 西分村               | 西分村                          | 明治10年 上光村      | 上光村                           | 光元村                      | 光元村                      | 大正3年2月1日 宝木村         | 宝木村                       | 宝木村                         | 昭和30年7月1日 気高町        | 平成16年11月1日 鳥取市に編入 | 鳥取市 |
| 気 多 郡 | 下光元村     | 下光元村     | 下光元村             | 下光元村                        | 下光元村             | 下光元村                         | 光元村                      | 光元村                      | 大正3年2月1日 宝木村         | 宝木村                       | 宝木村                         | 昭和30年7月1日 気高町        | 平成16年11月1日 鳥取市に編入 | 鳥取市 |
| 気 多 郡 | 浜村         | 浜村         | 浜村                 | 浜村                            | 明治10年 浜村        | 浜村                             | 正条村                      | 正条村                      | 大正4年6月1日 正条村         | 正条村                       | 昭和23年4月1日 町制改称 浜村町 | 昭和30年7月1日 気高町        | 平成16年11月1日 鳥取市に編入 | 鳥取市 |
| 気 多 郡 | 宮川村       | 宮川村       | 宮川村               | 宮川村                          | 明治10年 浜村        | 浜村                             | 正条村                      | 正条村                      | 大正4年6月1日 正条村         | 正条村                       | 昭和23年4月1日 町制改称 浜村町 | 昭和30年7月1日 気高町        | 平成16年11月1日 鳥取市に編入 | 鳥取市 |
| 気 多 郡 | 湯村         | 湯村         | 湯村                 | 明治7年 改称 勝見村             | 明治10年 勝見村      | 勝見村                           | 正条村                      | 正条村                      | 大正4年6月1日 正条村         | 正条村                       | 昭和23年4月1日 町制改称 浜村町 | 昭和30年7月1日 気高町        | 平成16年11月1日 鳥取市に編入 | 鳥取市 |
| 気 多 郡 | 沢田村       | 沢田村       | 沢田村               | 沢田村                          | 明治10年 勝見村      | 勝見村                           | 正条村                      | 正条村                      | 大正4年6月1日 正条村         | 正条村                       | 昭和23年4月1日 町制改称 浜村町 | 昭和30年7月1日 気高町        | 平成16年11月1日 鳥取市に編入 | 鳥取市 |
| 気 多 郡 | 福田村       | 福田村       | 福田村               | 福田村                          | 明治10年 勝見村      | 勝見村                           | 正条村                      | 正条村                      | 大正4年6月1日 正条村         | 正条村                       | 昭和23年4月1日 町制改称 浜村町 | 昭和30年7月1日 気高町        | 平成16年11月1日 鳥取市に編入 | 鳥取市 |
| 気 多 郡 | 八幡村       | 八幡村       | 八幡村               | 八幡村                          | 八幡村               | 八幡村                           | 正条村                      | 正条村                      | 大正4年6月1日 正条村         | 正条村                       | 昭和23年4月1日 町制改称 浜村町 | 昭和30年7月1日 気高町        | 平成16年11月1日 鳥取市に編入 | 鳥取市 |
| 気 多 郡 | 下原村       | 下原村       | 下原村               | 下原村                          | 下原村               | 下原村                           | 正条村                      | 正条村                      | 大正4年6月1日 正条村         | 正条村                       | 昭和23年4月1日 町制改称 浜村町 | 昭和30年7月1日 気高町        | 平成16年11月1日 鳥取市に編入 | 鳥取市 |
| 気 多 郡 | 姫路村       | 姫路村       | 姫路村               | 姫路村                          | 明治10年 八束水村    | 八束水村                         | 八束水村                    | 八束水村                    | 大正4年6月1日 正条村         | 正条村                       | 昭和23年4月1日 町制改称 浜村町 | 昭和30年7月1日 気高町        | 平成16年11月1日 鳥取市に編入 | 鳥取市 |
| 気 多 郡 | 姉泊村       | 姉泊村       | 姉泊村               | 姉泊村                          | 明治10年 八束水村    | 八束水村                         | 八束水村                    | 八束水村                    | 大正4年6月1日 正条村         | 正条村                       | 昭和23年4月1日 町制改称 浜村町 | 昭和30年7月1日 気高町        | 平成16年11月1日 鳥取市に編入 | 鳥取市 |
| 気 多 郡 | 酒津村       | 酒津村       | 酒津村               | 酒津村                          | 酒津村               | 酒津村                           | 酒津村                      | 酒津村                      | 酒津村                       | 酒津村                       | 酒津村                         | 昭和30年7月1日 気高町        | 平成16年11月1日 鳥取市に編入 | 鳥取市 |
| 気 多 郡 | 宿村         | 宿村         | 宿村                 | 宿村                            | 宿村                 | 宿村                             | 瑞穂村                      | 瑞穂村                      | 瑞穂村                       | 瑞穂村                       | 瑞穂村                         | 昭和30年7月1日 気高町        | 平成16年11月1日 鳥取市に編入 | 鳥取市 |
| 気 多 郡 | 土居村       | 土居村       | 土居村               | 土居村                          | 土居村               | 土居村                           | 瑞穂村                      | 瑞穂村                      | 瑞穂村                       | 瑞穂村                       | 瑞穂村                         | 昭和30年7月1日 気高町        | 平成16年11月1日 鳥取市に編入 | 鳥取市 |
| 気 多 郡 | 重高村       | 重高村       | 重高村               | 重高村                          | 重高村               | 重高村                           | 瑞穂村                      | 瑞穂村                      | 瑞穂村                       | 瑞穂村                       | 瑞穂村                         | 昭和30年7月1日 気高町        | 平成16年11月1日 鳥取市に編入 | 鳥取市 |
| 気 多 郡 | 二本木村     | 二本木村     | 二本木村             | 二本木村                        | 二本木村             | 二本木村                         | 瑞穂村                      | 瑞穂村                      | 瑞穂村                       | 瑞穂村                       | 瑞穂村                         | 昭和30年7月1日 気高町        | 平成16年11月1日 鳥取市に編入 | 鳥取市 |
| 気 多 郡 | 下坂本村     | 下坂本村     | 下坂本村             | 下坂本村                        | 下坂本村             | 下坂本村                         | 瑞穂村                      | 瑞穂村                      | 瑞穂村                       | 瑞穂村                       | 瑞穂村                         | 昭和30年7月1日 気高町        | 平成16年11月1日 鳥取市に編入 | 鳥取市 |
| 気 多 郡 | 日光村       | 日光村       | 日光村               | 日光村                          | 日光村               | 日光村                           | 瑞穂村                      | 瑞穂村                      | 瑞穂村                       | 瑞穂村                       | 瑞穂村                         | 昭和30年7月1日 気高町        | 平成16年11月1日 鳥取市に編入 | 鳥取市 |
| 気 多 郡 | 下石村       | 下石村       | 下石村               | 下石村                          | 下石村               | 下石村                           | 逢坂村                      | 逢坂村                      | 逢坂村                       | 逢坂村                       | 逢坂村                         | 昭和30年7月1日 気高町        | 平成16年11月1日 鳥取市に編入 | 鳥取市 |
| 気 多 郡 | 殿村         | 殿村         | 殿村                 | 殿村                            | 殿村                 | 殿村                             | 逢坂村                      | 逢坂村                      | 逢坂村                       | 逢坂村                       | 逢坂村                         | 昭和30年7月1日 気高町        | 平成16年11月1日 鳥取市に編入 | 鳥取市 |
| 気 多 郡 | 飯里村       | 飯里村       | 飯里村               | 飯里村                          | 飯里村               | 飯里村                           | 逢坂村                      | 逢坂村                      | 逢坂村                       | 逢坂村                       | 逢坂村                         | 昭和30年7月1日 気高町        | 平成16年11月1日 鳥取市に編入 | 鳥取市 |
| 気 多 郡 | 上原村       | 上原村       | 上原村               | 上原村                          | 上原村               | 上原村                           | 逢坂村                      | 逢坂村                      | 逢坂村                       | 逢坂村                       | 逢坂村                         | 昭和30年7月1日 気高町        | 平成16年11月1日 鳥取市に編入 | 鳥取市 |
| 気 多 郡 | 山宮村       | 山宮村       | 山宮村               | 山宮村                          | 山宮村               | 山宮村                           | 逢坂村                      | 逢坂村                      | 逢坂村                       | 逢坂村                       | 逢坂村                         | 昭和30年7月1日 気高町        | 平成16年11月1日 鳥取市に編入 | 鳥取市 |
| 気 多 郡 | 会下村       | 会下村       | 会下村               | 会下村                          | 会下村               | 会下村                           | 逢坂村                      | 逢坂村                      | 逢坂村                       | 逢坂村                       | 逢坂村                         | 昭和30年7月1日 気高町        | 平成16年11月1日 鳥取市に編入 | 鳥取市 |
| 気 多 郡 | 郡家村       | 郡家村       | 郡家村               | 郡家村                          | 郡家村               | 郡家村                           | 逢坂村                      | 逢坂村                      | 逢坂村                       | 逢坂村                       | 逢坂村                         | 昭和30年7月1日 気高町        | 平成16年11月1日 鳥取市に編入 | 鳥取市 |
| 気 多 郡 | 高江村       | 高江村       | 高江村               | 高江村                          | 高江村               | 高江村                           | 逢坂村                      | 逢坂村                      | 逢坂村                       | 逢坂村                       | 逢坂村                         | 昭和30年7月1日 気高町        | 平成16年11月1日 鳥取市に編入 | 鳥取市 |
| 気 多 郡 | 橋詰村       | 橋詰村       | 橋詰村               | 橋詰村                          | 明治10年 睦逢村      | 睦逢村                           | 逢坂村                      | 逢坂村                      | 逢坂村                       | 逢坂村                       | 逢坂村                         | 昭和30年7月1日 気高町        | 平成16年11月1日 鳥取市に編入 | 鳥取市 |
| 気 多 郡 | 新宮村       | 新宮村       | 新宮村               | 新宮村                          | 明治10年 睦逢村      | 睦逢村                           | 逢坂村                      | 逢坂村                      | 逢坂村                       | 逢坂村                       | 逢坂村                         | 昭和30年7月1日 気高町        | 平成16年11月1日 鳥取市に編入 | 鳥取市 |
| 智 頭 郡 | 用瀬宿       | 用瀬宿       | 用瀬宿               | 用瀬宿                          | 明治10年 東井村      | 東井村                           | 用瀬村                      | 用瀬村                      | 大正7年2月11日 町制 用瀬町   | 用瀬町                       | 用瀬町                         | 昭和30年3月31日 用瀬町       | 平成16年11月1日 鳥取市に編入 | 鳥取市 |
| 智 頭 郡 | 東井村       | 東井村       | 東井村               | 東井村                          | 明治10年 東井村      | 東井村                           | 用瀬村                      | 用瀬村                      | 大正7年2月11日 町制 用瀬町   | 用瀬町                       | 用瀬町                         | 昭和30年3月31日 用瀬町       | 平成16年11月1日 鳥取市に編入 | 鳥取市 |
| 智 頭 郡 | 別府村       | 別府村       | 別府村               | 別府村                          | 別府村               | 別府村                           | 用瀬村                      | 用瀬村                      | 大正7年2月11日 町制 用瀬町   | 用瀬町                       | 用瀬町                         | 昭和30年3月31日 用瀬町       | 平成16年11月1日 鳥取市に編入 | 鳥取市 |
| 智 頭 郡 | 下鷹狩村     | 下鷹狩村     | 下鷹狩村             | 下鷹狩村                        | 明治10年 鷹狩村      | 鷹狩村                           | 大村                        | 大村                        | 大村                         | 大村                         | 大村                           | 昭和30年3月31日 用瀬町       | 平成16年11月1日 鳥取市に編入 | 鳥取市 |
| 智 頭 郡 | 上鷹狩村     | 上鷹狩村     | 上鷹狩村             | 上鷹狩村                        | 明治10年 鷹狩村      | 鷹狩村                           | 大村                        | 大村                        | 大村                         | 大村                         | 大村                           | 昭和30年3月31日 用瀬町       | 平成16年11月1日 鳥取市に編入 | 鳥取市 |
| 智 頭 郡 | 小田村       | 小田村       | 小田村               | 小田村                          | 明治10年 鷹狩村      | 鷹狩村                           | 大村                        | 大村                        | 大村                         | 大村                         | 大村                           | 昭和30年3月31日 用瀬町       | 平成16年11月1日 鳥取市に編入 | 鳥取市 |
| 智 頭 郡 | 赤波村       | 赤波村       | 赤波村               | 赤波村                          | 赤波村               | 赤波村                           | 大村                        | 大村                        | 大村                         | 大村                         | 大村                           | 昭和30年3月31日 用瀬町       | 平成16年11月1日 鳥取市に編入 | 鳥取市 |
| 智 頭 郡 | 美成村       | 美成村       | 美成村               | 美成村                          | 美成村               | 美成村                           | 大村                        | 大村                        | 大村                         | 大村                         | 大村                           | 昭和30年3月31日 用瀬町       | 平成16年11月1日 鳥取市に編入 | 鳥取市 |
| 智 頭 郡 | 金屋村       | 金屋村       | 金屋村               | 金屋村                          | 金屋村               | 金屋村                           | 社村                        | 社村                        | 社村                         | 社村                         | 社村                           | 昭和30年3月31日 用瀬町       | 平成16年11月1日 鳥取市に編入 | 鳥取市 |
| 智 頭 郡 | 樟原村       | 樟原村       | 樟原村               | 樟原村                          | 樟原村               | 樟原村                           | 社村                        | 社村                        | 社村                         | 社村                         | 社村                           | 昭和30年3月31日 用瀬町       | 平成16年11月1日 鳥取市に編入 | 鳥取市 |
| 智 頭 郡 | 川中村       | 川中村       | 川中村               | 川中村                          | 川中村               | 川中村                           | 社村                        | 社村                        | 社村                         | 社村                         | 社村                           | 昭和30年3月31日 用瀬町       | 平成16年11月1日 鳥取市に編入 | 鳥取市 |
| 智 頭 郡 | 宮原村       | 宮原村       | 宮原村               | 宮原村                          | 宮原村               | 宮原村                           | 社村                        | 社村                        | 社村                         | 社村                         | 社村                           | 昭和30年3月31日 用瀬町       | 平成16年11月1日 鳥取市に編入 | 鳥取市 |
| 智 頭 郡 | 安蔵村       | 安蔵村       | 安蔵村               | 安蔵村                          | 安蔵村               | 安蔵村                           | 社村                        | 社村                        | 社村                         | 社村                         | 社村                           | 昭和30年3月31日 用瀬町       | 平成16年11月1日 鳥取市に編入 | 鳥取市 |
| 智 頭 郡 | 江波村       | 江波村       | 江波村               | 江波村                          | 江波村               | 江波村                           | 社村                        | 社村                        | 社村                         | 社村                         | 社村                           | 昭和30年3月31日 用瀬町       | 平成16年11月1日 鳥取市に編入 | 鳥取市 |
| 智 頭 郡 | 屋住村       | 屋住村       | 屋住村               | 屋住村                          | 屋住村               | 屋住村                           | 社村                        | 社村                        | 社村                         | 社村                         | 社村                           | 昭和30年3月31日 用瀬町       | 平成16年11月1日 鳥取市に編入 | 鳥取市 |
| 智 頭 郡 | 家奥村       | 家奥村       | 家奥村               | 家奥村                          | 家奥村               | 家奥村                           | 社村                        | 社村                        | 社村                         | 社村                         | 社村                           | 昭和30年3月31日 用瀬町       | 平成16年11月1日 鳥取市に編入 | 鳥取市 |
| 智 頭 郡 | 古用瀬村     | 古用瀬村     | 古用瀬村             | 古用瀬村                        | 古用瀬村             | 古用瀬村                         | 社村                        | 社村                        | 社村                         | 社村                         | 社村                           | 昭和30年3月31日 用瀬町       | 平成16年11月1日 鳥取市に編入 | 鳥取市 |
| 智 頭 郡 | 小原村       | 小原村       | 小原村               | 小原村                          | 小原村               | 小原村                           | 口佐治村                    | 明治43年1月1日 佐治村       | 佐治村                       | 佐治村                       | 佐治村                         | 佐治村                       | 平成16年11月1日 鳥取市に編入 | 鳥取市 |
| 智 頭 郡 | 葛谷村       | 葛谷村       | 葛谷村               | 葛谷村                          | 葛谷村               | 葛谷村                           | 口佐治村                    | 明治43年1月1日 佐治村       | 佐治村                       | 佐治村                       | 佐治村                         | 佐治村                       | 平成16年11月1日 鳥取市に編入 | 鳥取市 |
| 智 頭 郡 | 刈地村       | 刈地村       | 刈地村               | 刈地村                          | 刈地村               | 刈地村                           | 口佐治村                    | 明治43年1月1日 佐治村       | 佐治村                       | 佐治村                       | 佐治村                         | 佐治村                       | 平成16年11月1日 鳥取市に編入 | 鳥取市 |
| 智 頭 郡 | 津無村       | 津無村       | 津無村               | 津無村                          | 津無村               | 津無村                           | 口佐治村                    | 明治43年1月1日 佐治村       | 佐治村                       | 佐治村                       | 佐治村                         | 佐治村                       | 平成16年11月1日 鳥取市に編入 | 鳥取市 |
| 智 頭 郡 | 古市村       | 古市村       | 古市村               | 古市村                          | 古市村               | 古市村                           | 口佐治村                    | 明治43年1月1日 佐治村       | 佐治村                       | 佐治村                       | 佐治村                         | 佐治村                       | 平成16年11月1日 鳥取市に編入 | 鳥取市 |
| 智 頭 郡 | 大井村       | 大井村       | 大井村               | 大井村                          | 大井村               | 大井村                           | 口佐治村                    | 明治43年1月1日 佐治村       | 佐治村                       | 佐治村                       | 佐治村                         | 佐治村                       | 平成16年11月1日 鳥取市に編入 | 鳥取市 |
| 智 頭 郡 | 森坪村       | 森坪村       | 森坪村               | 森坪村                          | 森坪村               | 森坪村                           | 口佐治村                    | 明治43年1月1日 佐治村       | 佐治村                       | 佐治村                       | 佐治村                         | 佐治村                       | 平成16年11月1日 鳥取市に編入 | 鳥取市 |
| 智 頭 郡 | 加瀬木村     | 加瀬木村     | 加瀬木村             | 加瀬木村                        | 加瀬木村             | 加瀬木村                         | 中佐治村                    | 明治43年1月1日 佐治村       | 佐治村                       | 佐治村                       | 佐治村                         | 佐治村                       | 平成16年11月1日 鳥取市に編入 | 鳥取市 |
| 智 頭 郡 | 高山村       | 高山村       | 高山村               | 高山村                          | 高山村               | 高山村                           | 中佐治村                    | 明治43年1月1日 佐治村       | 佐治村                       | 佐治村                       | 佐治村                         | 佐治村                       | 平成16年11月1日 鳥取市に編入 | 鳥取市 |
| 智 頭 郡 | 津野村       | 津野村       | 津野村               | 津野村                          | 津野村               | 津野村                           | 中佐治村                    | 明治43年1月1日 佐治村       | 佐治村                       | 佐治村                       | 佐治村                         | 佐治村                       | 平成16年11月1日 鳥取市に編入 | 鳥取市 |
| 智 頭 郡 | 福園村       | 福園村       | 福園村               | 福園村                          | 福園村               | 福園村                           | 上佐治村                    | 明治43年1月1日 佐治村       | 佐治村                       | 佐治村                       | 佐治村                         | 佐治村                       | 平成16年11月1日 鳥取市に編入 | 鳥取市 |
| 智 頭 郡 | 畑村         | 畑村         | 畑村                 | 畑村                            | 畑村                 | 畑村                             | 上佐治村                    | 明治43年1月1日 佐治村       | 佐治村                       | 佐治村                       | 佐治村                         | 佐治村                       | 平成16年11月1日 鳥取市に編入 | 鳥取市 |
| 智 頭 郡 | 舂谷村       | 舂谷村       | 舂谷村               | 舂谷村                          | 舂谷村               | 舂谷村                           | 上佐治村                    | 明治43年1月1日 佐治村       | 佐治村                       | 佐治村                       | 佐治村                         | 佐治村                       | 平成16年11月1日 鳥取市に編入 | 鳥取市 |
| 智 頭 郡 | 川本村       | 川本村       | 川本村               | 川本村                          | 川本村               | 川本村                           | 上佐治村                    | 明治43年1月1日 佐治村       | 佐治村                       | 佐治村                       | 佐治村                         | 佐治村                       | 平成16年11月1日 鳥取市に編入 | 鳥取市 |
| 智 頭 郡 | 余戸村       | 余戸村       | 余戸村               | 余戸村                          | 余戸村               | 余戸村                           | 上佐治村                    | 明治43年1月1日 佐治村       | 佐治村                       | 佐治村                       | 佐治村                         | 佐治村                       | 平成16年11月1日 鳥取市に編入 | 鳥取市 |
| 智 頭 郡 | 尾際村       | 尾際村       | 尾際村               | 尾際村                          | 尾際村               | 尾際村                           | 上佐治村                    | 明治43年1月1日 佐治村       | 佐治村                       | 佐治村                       | 佐治村                         | 佐治村                       | 平成16年11月1日 鳥取市に編入 | 鳥取市 |
| 智 頭 郡 | 中村         | 中村         | 中村                 | 中村                            | 中村                 | 中村                             | 上佐治村                    | 明治43年1月1日 佐治村       | 佐治村                       | 佐治村                       | 佐治村                         | 佐治村                       | 平成16年11月1日 鳥取市に編入 | 鳥取市 |
| 智 頭 郡 | 栃原村       | 栃原村       | 栃原村               | 栃原村                          | 栃原村               | 栃原村                           | 上佐治村                    | 明治43年1月1日 佐治村       | 佐治村                       | 佐治村                       | 佐治村                         | 佐治村                       | 平成16年11月1日 鳥取市に編入 | 鳥取市 |
| 智 頭 郡 | 万蔵村       | 万蔵村       | 万蔵村               | 万蔵村                          | 明治10年 加茂村      | 加茂村                           | 上佐治村                    | 明治43年1月1日 佐治村       | 佐治村                       | 佐治村                       | 佐治村                         | 佐治村                       | 平成16年11月1日 鳥取市に編入 | 鳥取市 |
| 智 頭 郡 | 大水村       | 大水村       | 大水村               | 大水村                          | 明治10年 加茂村      | 加茂村                           | 上佐治村                    | 明治43年1月1日 佐治村       | 佐治村                       | 佐治村                       | 佐治村                         | 佐治村                       | 平成16年11月1日 鳥取市に編入 | 鳥取市 |
| 智 頭 郡 | 尾続村       | 尾続村       | 尾続村               | 尾続村                          | 明治10年 加茂村      | 加茂村                           | 上佐治村                    | 明治43年1月1日 佐治村       | 佐治村                       | 佐治村                       | 佐治村                         | 佐治村                       | 平成16年11月1日 鳥取市に編入 | 鳥取市 |
| 智 頭 郡 | 細尾村       | 細尾村       | 細尾村               | 細尾村                          | 明治10年 加茂村      | 加茂村                           | 上佐治村                    | 明治43年1月1日 佐治村       | 佐治村                       | 佐治村                       | 佐治村                         | 佐治村                       | 平成16年11月1日 鳥取市に編入 | 鳥取市 |
| 八 上 郡 | 河原村       | 河原村       | 河原村               | 河原村                          | 河原村               | 河原村                           | 久長村                      | 明治26年12月1日 河原村      | 大正15年7月1日 町制 河原町   | 河原町                       | 河原町                         | 昭和30年3月28日 河原町       | 平成16年11月1日 鳥取市に編入 | 鳥取市 |
| 八 上 郡 | 渡一木村     | 渡一木村     | 渡一木村             | 渡一木村                        | 渡一木村             | 渡一木村                         | 久長村                      | 明治26年12月1日 河原村      | 大正15年7月1日 町制 河原町   | 河原町                       | 河原町                         | 昭和30年3月28日 河原町       | 平成16年11月1日 鳥取市に編入 | 鳥取市 |
| 八 上 郡 | 谷一木村     | 谷一木村     | 谷一木村             | 谷一木村                        | 谷一木村             | 谷一木村                         | 久長村                      | 明治26年12月1日 河原村      | 大正15年7月1日 町制 河原町   | 河原町                       | 河原町                         | 昭和30年3月28日 河原町       | 平成16年11月1日 鳥取市に編入 | 鳥取市 |
| 八 上 郡 | 長瀬村       | 長瀬村       | 長瀬村               | 長瀬村                          | 長瀬村               | 長瀬村                           | 久長村                      | 明治26年12月1日 河原村      | 大正15年7月1日 町制 河原町   | 河原町                       | 河原町                         | 昭和30年3月28日 河原町       | 平成16年11月1日 鳥取市に編入 | 鳥取市 |
| 八 上 郡 | 袋河原村     | 袋河原村     | 袋河原村             | 袋河原村                        | 袋河原村             | 袋河原村                         | 三保村                      | 明治26年12月1日 河原村      | 大正15年7月1日 町制 河原町   | 河原町                       | 河原町                         | 昭和30年3月28日 河原町       | 平成16年11月1日 鳥取市に編入 | 鳥取市 |
| 八 上 郡 | 布袋村       | 布袋村       | 布袋村               | 布袋村                          | 布袋村               | 布袋村                           | 三保村                      | 明治26年12月1日 河原村      | 大正15年7月1日 町制 河原町   | 河原町                       | 河原町                         | 昭和30年3月28日 河原町       | 平成16年11月1日 鳥取市に編入 | 鳥取市 |
| 八 上 郡 | 稲常村       | 稲常村       | 稲常村               | 稲常村                          | 稲常村               | 稲常村                           | 三保村                      | 明治26年12月1日 河原村      | 大正15年7月1日 町制 河原町   | 河原町                       | 河原町                         | 昭和30年3月28日 河原町       | 平成16年11月1日 鳥取市に編入 | 鳥取市 |
| 八 上 郡 | 曳田村       | 曳田村       | 曳田村               | 曳田村                          | 曳田村               | 曳田村                           | 曳田村                      | 明治44年9月1日 改称 八上村  | 八上村                       | 八上村                       | 八上村                         | 昭和30年3月28日 河原町       | 平成16年11月1日 鳥取市に編入 | 鳥取市 |
| 八 上 郡 | 天神原村     | 天神原村     | 天神原村             | 天神原村                        | 天神原村             | 天神原村                         | 曳田村                      | 明治44年9月1日 改称 八上村  | 八上村                       | 八上村                       | 八上村                         | 昭和30年3月28日 河原町       | 平成16年11月1日 鳥取市に編入 | 鳥取市 |
| 八 上 郡 | 中井村       | 中井村       | 中井村               | 中井村                          | 中井村               | 中井村                           | 五総村                      | 五総村                      | 大正4年4月1日 西郷村         | 西郷村                       | 西郷村                         | 昭和30年3月28日 河原町       | 平成16年11月1日 鳥取市に編入 | 鳥取市 |
| 八 上 郡 | 牛戸村       | 牛戸村       | 牛戸村               | 牛戸村                          | 牛戸村               | 牛戸村                           | 五総村                      | 五総村                      | 大正4年4月1日 西郷村         | 西郷村                       | 西郷村                         | 昭和30年3月28日 河原町       | 平成16年11月1日 鳥取市に編入 | 鳥取市 |
| 八 上 郡 | 神馬村       | 神馬村       | 神馬村               | 神馬村                          | 神馬村               | 神馬村                           | 五総村                      | 五総村                      | 大正4年4月1日 西郷村         | 西郷村                       | 西郷村                         | 昭和30年3月28日 河原町       | 平成16年11月1日 鳥取市に編入 | 鳥取市 |
| 八 上 郡 | 小河内村     | 小河内村     | 小河内村             | 小河内村                        | 小河内村             | 小河内村                         | 五総村                      | 五総村                      | 大正4年4月1日 西郷村         | 西郷村                       | 西郷村                         | 昭和30年3月28日 河原町       | 平成16年11月1日 鳥取市に編入 | 鳥取市 |
| 八 上 郡 | 鹿野村       | 鹿野村       | 鹿野村               | 鹿野村                          | 明治10年 本鹿村      | 本鹿村                           | 五総村                      | 五総村                      | 大正4年4月1日 西郷村         | 西郷村                       | 西郷村                         | 昭和30年3月28日 河原町       | 平成16年11月1日 鳥取市に編入 | 鳥取市 |
| 八 上 郡 | 本角村       | 本角村       | 本角村               | 本角村                          | 明治10年 本鹿村      | 本鹿村                           | 五総村                      | 五総村                      | 大正4年4月1日 西郷村         | 西郷村                       | 西郷村                         | 昭和30年3月28日 河原町       | 平成16年11月1日 鳥取市に編入 | 鳥取市 |
| 八 上 郡 | 湯谷村       | 湯谷村       | 湯谷村               | 湯谷村                          | 湯谷村               | 湯谷村                           | 明治村                      | 明治村                      | 大正4年4月1日 西郷村         | 西郷村                       | 西郷村                         | 昭和30年3月28日 河原町       | 平成16年11月1日 鳥取市に編入 | 鳥取市 |
| 八 上 郡 | 小畑村       | 小畑村       | 小畑村               | 小畑村                          | 小畑村               | 小畑村                           | 明治村                      | 明治村                      | 大正4年4月1日 西郷村         | 西郷村                       | 西郷村                         | 昭和30年3月28日 河原町       | 平成16年11月1日 鳥取市に編入 | 鳥取市 |
| 八 上 郡 | 弓河内村     | 弓河内村     | 弓河内村             | 弓河内村                        | 弓河内村             | 弓河内村                         | 明治村                      | 明治村                      | 大正4年4月1日 西郷村         | 西郷村                       | 西郷村                         | 昭和30年3月28日 河原町       | 平成16年11月1日 鳥取市に編入 | 鳥取市 |
| 八 上 郡 | 北村         | 北村         | 北村                 | 北村                            | 北村                 | 北村                             | 明治村                      | 明治村                      | 大正4年4月1日 西郷村         | 西郷村                       | 西郷村                         | 昭和30年3月28日 河原町       | 平成16年11月1日 鳥取市に編入 | 鳥取市 |
| 八 上 郡 | 佐貫村       | 佐貫村       | 佐貫村               | 佐貫村                          | 佐貫村               | 佐貫村                           | 佐貫村                      | 佐貫村                      | 大正6年10月1日 散岐村        | 散岐村                       | 散岐村                         | 昭和30年3月28日 河原町       | 平成16年11月1日 鳥取市に編入 | 鳥取市 |
| 八 上 郡 | 八日市村     | 八日市村     | 八日市村             | 八日市村                        | 八日市村             | 八日市村                         | 佐貫村                      | 佐貫村                      | 大正6年10月1日 散岐村        | 散岐村                       | 散岐村                         | 昭和30年3月28日 河原町       | 平成16年11月1日 鳥取市に編入 | 鳥取市 |
| 八 上 郡 | 和奈見村     | 和奈見村     | 和奈見村             | 和奈見村                        | 和奈見村             | 和奈見村                         | 佐貫村                      | 佐貫村                      | 大正6年10月1日 散岐村        | 散岐村                       | 散岐村                         | 昭和30年3月28日 河原町       | 平成16年11月1日 鳥取市に編入 | 鳥取市 |
| 八 上 郡 | 水根村       | 水根村       | 水根村               | 水根村                          | 水根村               | 水根村                           | 宇戸村                      | 宇戸村                      | 大正6年10月1日 散岐村        | 散岐村                       | 散岐村                         | 昭和30年3月28日 河原町       | 平成16年11月1日 鳥取市に編入 | 鳥取市 |
| 八 上 郡 | 山上村       | 山上村       | 山上村               | 山上村                          | 山上村               | 山上村                           | 宇戸村                      | 宇戸村                      | 大正6年10月1日 散岐村        | 散岐村                       | 散岐村                         | 昭和30年3月28日 河原町       | 平成16年11月1日 鳥取市に編入 | 鳥取市 |
| 八 上 郡 | 小倉村       | 小倉村       | 小倉村               | 小倉村                          | 小倉村               | 小倉村                           | 宇戸村                      | 宇戸村                      | 大正6年10月1日 散岐村        | 散岐村                       | 散岐村                         | 昭和30年3月28日 河原町       | 平成16年11月1日 鳥取市に編入 | 鳥取市 |
| 八 上 郡 | 山手村       | 山手村       | 山手村               | 山手村                          | 山手村               | 山手村                           | 国英村                      | 国英村                      | 国英村                       | 国英村                       | 国英村                         | 昭和30年3月28日 河原町       | 平成16年11月1日 鳥取市に編入 | 鳥取市 |
| 八 上 郡 | 郷原村       | 郷原村       | 郷原村               | 郷原村                          | 郷原村               | 郷原村                           | 国英村                      | 国英村                      | 国英村                       | 国英村                       | 国英村                         | 昭和30年3月28日 河原町       | 平成16年11月1日 鳥取市に編入 | 鳥取市 |
| 八 上 郡 | 三谷村       | 三谷村       | 三谷村               | 三谷村                          | 三谷村               | 三谷村                           | 国英村                      | 国英村                      | 国英村                       | 国英村                       | 国英村                         | 昭和30年3月28日 河原町       | 平成16年11月1日 鳥取市に編入 | 鳥取市 |
| 八 上 郡 | 今在家村     | 今在家村     | 今在家村             | 今在家村                        | 今在家村             | 今在家村                         | 国英村                      | 国英村                      | 国英村                       | 国英村                       | 国英村                         | 昭和30年3月28日 河原町       | 平成16年11月1日 鳥取市に編入 | 鳥取市 |
| 八 上 郡 | 徳吉村       | 徳吉村       | 徳吉村               | 徳吉村                          | 徳吉村               | 徳吉村                           | 国英村                      | 国英村                      | 国英村                       | 国英村                       | 国英村                         | 昭和30年3月28日 河原町       | 平成16年11月1日 鳥取市に編入 | 鳥取市 |
| 八 上 郡 | 片山村       | 片山村       | 片山村               | 片山村                          | 片山村               | 片山村                           | 国英村                      | 国英村                      | 国英村                       | 国英村                       | 国英村                         | 昭和30年3月28日 河原町       | 平成16年11月1日 鳥取市に編入 | 鳥取市 |
| 八 上 郡 | 釜口村       | 釜口村       | 釜口村               | 釜口村                          | 釜口村               | 釜口村                           | 国英村                      | 国英村                      | 国英村                       | 国英村                       | 国英村                         | 昭和30年3月28日 河原町       | 平成16年11月1日 鳥取市に編入 | 鳥取市 |
| 八 上 郡 | 高津原村     | 高津原村     | 高津原村             | 高津原村                        | 明治10年 高福村      | 高福村                           | 国英村                      | 国英村                      | 国英村                       | 国英村                       | 国英村                         | 昭和30年3月28日 河原町       | 平成16年11月1日 鳥取市に編入 | 鳥取市 |
| 八 上 郡 | 福和田村     | 福和田村     | 福和田村             | 福和田村                        | 明治10年 高福村      | 高福村                           | 国英村                      | 国英村                      | 国英村                       | 国英村                       | 国英村                         | 昭和30年3月28日 河原町       | 平成16年11月1日 鳥取市に編入 | 鳥取市 |
| 八 上 郡 | 円通寺村     | 円通寺村     | 円通寺村             | 円通寺村                        | 円通寺村             | 明治13年 所属変更 邑美郡円通寺村 | 倉田村                      | 倉田村                      | 倉田村                       | 倉田村                       | 昭和28年7月1日 鳥取市に編入    | 鳥取市                       | 鳥取市                       | 鳥取市 |
| 邑 美 郡 | 蔵田村       | 蔵田村       | 蔵田村               | 蔵田村                          | 蔵田村               | 蔵田村                           | 倉田村                      | 倉田村                      | 倉田村                       | 倉田村                       | 昭和28年7月1日 鳥取市に編入    | 鳥取市                       | 鳥取市                       | 鳥取市 |
| 邑 美 郡 | 国安村       | 国安村       | 国安村               | 国安村                          | 国安村               | 国安村                           | 倉田村                      | 倉田村                      | 倉田村                       | 倉田村                       | 昭和28年7月1日 鳥取市に編入    | 鳥取市                       | 鳥取市                       | 鳥取市 |
| 邑 美 郡 | 橋本村       | 橋本村       | 橋本村               | 橋本村                          | 橋本村               | 橋本村                           | 倉田村                      | 倉田村                      | 倉田村                       | 倉田村                       | 昭和28年7月1日 鳥取市に編入    | 鳥取市                       | 鳥取市                       | 鳥取市 |
| 邑 美 郡 | 八坂村       | 八坂村       | 八坂村               | 八坂村                          | 八坂村               | 八坂村                           | 倉田村                      | 倉田村                      | 倉田村                       | 倉田村                       | 昭和28年7月1日 鳥取市に編入    | 鳥取市                       | 鳥取市                       | 鳥取市 |
| 邑 美 郡 | 馬場村       | 馬場村       | 馬場村               | 馬場村                          | 明治11年 馬場村      | 馬場村                           | 倉田村                      | 倉田村                      | 倉田村                       | 倉田村                       | 昭和28年7月1日 鳥取市に編入    | 鳥取市                       | 鳥取市                       | 鳥取市 |
| 邑 美 郡 | 小島村       | 小島村       | 小島村               | 小島村                          | 明治11年 馬場村      | 馬場村                           | 倉田村                      | 倉田村                      | 倉田村                       | 倉田村                       | 昭和28年7月1日 鳥取市に編入    | 鳥取市                       | 鳥取市                       | 鳥取市 |
| 邑 美 郡 | 天王島村     | 天王島村     | 天王島村             | 天王島村                        | 明治11年 馬場村      | 馬場村                           | 倉田村                      | 倉田村                      | 倉田村                       | 倉田村                       | 昭和28年7月1日 鳥取市に編入    | 鳥取市                       | 鳥取市                       | 鳥取市 |
| 邑 美 郡 | 向国安村     | 向国安村     | 向国安村             | 明治5年 所属変更 高草郡向国安村 | 向国安村             | 向国安村                         | 美穂村                      | 美穂村                      | 美穂村                       | 美穂村                       | 昭和28年7月1日 鳥取市に編入    | 鳥取市                       | 鳥取市                       | 鳥取市 |
| 邑 美 郡 | 向国安村     | 向国安村     | 明治初年 分立 源太村 | 明治5年 所属変更 高草郡源太村   | 源太村               | 源太村                           | 美穂村                      | 美穂村                      | 美穂村                       | 美穂村                       | 昭和28年7月1日 鳥取市に編入    | 鳥取市                       | 鳥取市                       | 鳥取市 |
| 高 草 郡 | 竹生村       | 竹生村       | 竹生村               | 竹生村                          | 竹生村               | 竹生村                           | 美穂村                      | 美穂村                      | 美穂村                       | 美穂村                       | 昭和28年7月1日 鳥取市に編入    | 鳥取市                       | 鳥取市                       | 鳥取市 |
| 高 草 郡 | 上味野村     | 上味野村     | 上味野村             | 上味野村                        | 上味野村             | 上味野村                         | 美穂村                      | 美穂村                      | 美穂村                       | 美穂村                       | 昭和28年7月1日 鳥取市に編入    | 鳥取市                       | 鳥取市                       | 鳥取市 |
| 高 草 郡 | 下味野村     | 下味野村     | 下味野村             | 下味野村                        | 下味野村             | 下味野村                         | 美穂村                      | 美穂村                      | 美穂村                       | 美穂村                       | 昭和28年7月1日 鳥取市に編入    | 鳥取市                       | 鳥取市                       | 鳥取市 |
| 高 草 郡 | 下味野村     | 下味野村     | 明治2年 分立 朝月村  | 朝月村                          | 朝月村               | 朝月村                           | 美穂村                      | 美穂村                      | 美穂村                       | 美穂村                       | 昭和28年7月1日 鳥取市に編入    | 鳥取市                       | 鳥取市                       | 鳥取市 |
| 高 草 郡 | 菖蒲村       | 菖蒲村       | 菖蒲村               | 菖蒲村                          | 菖蒲村               | 菖蒲村                           | 蒲野部村                    | 蒲野部村                    | 大正6年10月1日 大正村        | 大正村                       | 昭和28年7月1日 鳥取市に編入    | 鳥取市                       | 鳥取市                       | 鳥取市 |
| 高 草 郡 | 服部村       | 服部村       | 服部村               | 服部村                          | 服部村               | 服部村                           | 蒲野部村                    | 蒲野部村                    | 大正6年10月1日 大正村        | 大正村                       | 昭和28年7月1日 鳥取市に編入    | 鳥取市                       | 鳥取市                       | 鳥取市 |
| 高 草 郡 | 野寺村       | 野寺村       | 野寺村               | 野寺村                          | 野寺村               | 野寺村                           | 蒲野部村                    | 蒲野部村                    | 大正6年10月1日 大正村        | 大正村                       | 昭和28年7月1日 鳥取市に編入    | 鳥取市                       | 鳥取市                       | 鳥取市 |
| 高 草 郡 | 古海村       | 古海村       | 古海村               | 古海村                          | 古海村               | 古海村                           | 海徳村                      | 海徳村                      | 大正6年10月1日 大正村        | 大正村                       | 昭和28年7月1日 鳥取市に編入    | 鳥取市                       | 鳥取市                       | 鳥取市 |
| 高 草 郡 | 徳尾村       | 徳尾村       | 徳尾村               | 徳尾村                          | 徳尾村               | 徳尾村                           | 海徳村                      | 海徳村                      | 大正6年10月1日 大正村        | 大正村                       | 昭和28年7月1日 鳥取市に編入    | 鳥取市                       | 鳥取市                       | 鳥取市 |
| 高 草 郡 | 松上村       | 松上村       | 松上村               | 松上村                          | 松上村               | 松上村                           | 明治村                      | 明治村                      | 大正3年2月1日 明治村         | 明治村                       | 昭和28年7月1日 鳥取市に編入    | 鳥取市                       | 鳥取市                       | 鳥取市 |
| 高 草 郡 | 槙原村       | 槙原村       | 槙原村               | 槙原村                          | 槙原村               | 槙原村                           | 明治村                      | 明治村                      | 大正3年2月1日 明治村         | 明治村                       | 昭和28年7月1日 鳥取市に編入    | 鳥取市                       | 鳥取市                       | 鳥取市 |
| 高 草 郡 | 河内村       | 河内村       | 河内村               | 河内村                          | 河内村               | 河内村                           | 明治村                      | 明治村                      | 大正3年2月1日 明治村         | 明治村                       | 昭和28年7月1日 鳥取市に編入    | 鳥取市                       | 鳥取市                       | 鳥取市 |
| 高 草 郡 | 上段村       | 上段村       | 上段村               | 上段村                          | 上段村               | 上段村                           | 穏治村                      | 穏治村                      | 大正3年2月1日 明治村         | 明治村                       | 昭和28年7月1日 鳥取市に編入    | 鳥取市                       | 鳥取市                       | 鳥取市 |
| 高 草 郡 | 尾崎村       | 尾崎村       | 尾崎村               | 尾崎村                          | 尾崎村               | 尾崎村                           | 穏治村                      | 穏治村                      | 大正3年2月1日 明治村         | 明治村                       | 昭和28年7月1日 鳥取市に編入    | 鳥取市                       | 鳥取市                       | 鳥取市 |
| 高 草 郡 | 上原村       | 上原村       | 上原村               | 上原村                          | 上原村               | 上原村                           | 穏治村                      | 穏治村                      | 大正3年2月1日 明治村         | 明治村                       | 昭和28年7月1日 鳥取市に編入    | 鳥取市                       | 鳥取市                       | 鳥取市 |
| 高 草 郡 | 細見村       | 細見村       | 細見村               | 細見村                          | 細見村               | 細見村                           | 穏治村                      | 穏治村                      | 大正3年2月1日 明治村         | 明治村                       | 昭和28年7月1日 鳥取市に編入    | 鳥取市                       | 鳥取市                       | 鳥取市 |
| 高 草 郡 | 本高村       | 本高村       | 本高村               | 本高村                          | 本高村               | 本高村                           | 東郷村                      | 東郷村                      | 大正6年9月1日 東郷村         | 東郷村                       | 昭和28年7月1日 鳥取市に編入    | 鳥取市                       | 鳥取市                       | 鳥取市 |
| 高 草 郡 | 北村         | 北村         | 北村                 | 北村                            | 北村                 | 北村                             | 東郷村                      | 東郷村                      | 大正6年9月1日 東郷村         | 東郷村                       | 昭和28年7月1日 鳥取市に編入    | 鳥取市                       | 鳥取市                       | 鳥取市 |
| 高 草 郡 | 今在家村     | 今在家村     | 今在家村             | 今在家村                        | 今在家村             | 今在家村                         | 東郷村                      | 東郷村                      | 大正6年9月1日 東郷村         | 東郷村                       | 昭和28年7月1日 鳥取市に編入    | 鳥取市                       | 鳥取市                       | 鳥取市 |
| 高 草 郡 | 篠坂村       | 篠坂村       | 篠坂村               | 篠坂村                          | 篠坂村               | 篠坂村                           | 東郷村                      | 東郷村                      | 大正6年9月1日 東郷村         | 東郷村                       | 昭和28年7月1日 鳥取市に編入    | 鳥取市                       | 鳥取市                       | 鳥取市 |
| 高 草 郡 | 中村         | 中村         | 中村                 | 中村                            | 中村                 | 中村                             | 福富村                      | 福富村                      | 大正6年9月1日 東郷村         | 東郷村                       | 昭和28年7月1日 鳥取市に編入    | 鳥取市                       | 鳥取市                       | 鳥取市 |
| 高 草 郡 | 高路村       | 高路村       | 高路村               | 高路村                          | 高路村               | 高路村                           | 福富村                      | 福富村                      | 大正6年9月1日 東郷村         | 東郷村                       | 昭和28年7月1日 鳥取市に編入    | 鳥取市                       | 鳥取市                       | 鳥取市 |
| 高 草 郡 | 大森村       | 大森村       | 大森村               | 大森村                          | 明治10年 有富村      | 有富村                           | 福富村                      | 福富村                      | 大正6年9月1日 東郷村         | 東郷村                       | 昭和28年7月1日 鳥取市に編入    | 鳥取市                       | 鳥取市                       | 鳥取市 |
| 高 草 郡 | 荒神谷村     | 荒神谷村     | 荒神谷村             | 荒神谷村                        | 明治10年 有富村      | 有富村                           | 福富村                      | 福富村                      | 大正6年9月1日 東郷村         | 東郷村                       | 昭和28年7月1日 鳥取市に編入    | 鳥取市                       | 鳥取市                       | 鳥取市 |
| 高 草 郡 | 下砂見村     | 下砂見村     | 下砂見村             | 下砂見村                        | 下砂見村             | 下砂見村                         | 砂見村                      | 砂見村                      | 大正7年1月1日 神戸村         | 神戸村                       | 昭和28年7月1日 鳥取市に編入    | 鳥取市                       | 鳥取市                       | 鳥取市 |
| 高 草 郡 | 中砂見村     | 中砂見村     | 中砂見村             | 中砂見村                        | 中砂見村             | 中砂見村                         | 砂見村                      | 砂見村                      | 大正7年1月1日 神戸村         | 神戸村                       | 昭和28年7月1日 鳥取市に編入    | 鳥取市                       | 鳥取市                       | 鳥取市 |
| 高 草 郡 | 上砂見村     | 上砂見村     | 上砂見村             | 上砂見村                        | 上砂見村             | 上砂見村                         | 砂見村                      | 砂見村                      | 大正7年1月1日 神戸村         | 神戸村                       | 昭和28年7月1日 鳥取市に編入    | 鳥取市                       | 鳥取市                       | 鳥取市 |
| 高 草 郡 | 岩坪村       | 岩坪村       | 岩坪村               | 岩坪村                          | 岩坪村               | 岩坪村                           | 岩坪村                      | 岩坪村                      | 大正7年1月1日 神戸村         | 神戸村                       | 昭和28年7月1日 鳥取市に編入    | 鳥取市                       | 鳥取市                       | 鳥取市 |
| 高 草 郡 | 横枕村       | 横枕村       | 横枕村               | 横枕村                          | 横枕村               | 横枕村                           | 大和村                      | 大和村                      | 大和村                       | 大和村                       | 昭和28年7月1日 鳥取市に編入    | 鳥取市                       | 鳥取市                       | 鳥取市 |
| 高 草 郡 | 玉津村       | 玉津村       | 玉津村               | 玉津村                          | 玉津村               | 玉津村                           | 大和村                      | 大和村                      | 大和村                       | 大和村                       | 昭和28年7月1日 鳥取市に編入    | 鳥取市                       | 鳥取市                       | 鳥取市 |
| 高 草 郡 | 倭文村       | 倭文村       | 倭文村               | 倭文村                          | 倭文村               | 倭文村                           | 大和村                      | 大和村                      | 大和村                       | 大和村                       | 昭和28年7月1日 鳥取市に編入    | 鳥取市                       | 鳥取市                       | 鳥取市 |
| 高 草 郡 | 長谷村       | 長谷村       | 長谷村               | 長谷村                          | 長谷村               | 長谷村                           | 大和村                      | 大和村                      | 大和村                       | 大和村                       | 昭和28年7月1日 鳥取市に編入    | 鳥取市                       | 鳥取市                       | 鳥取市 |
| 高 草 郡 | 赤子田村     | 赤子田村     | 赤子田村             | 赤子田村                        | 赤子田村             | 赤子田村                         | 大和村                      | 大和村                      | 大和村                       | 大和村                       | 昭和28年7月1日 鳥取市に編入    | 鳥取市                       | 鳥取市                       | 鳥取市 |
| 高 草 郡 | 猪子村       | 猪子村       | 猪子村               | 猪子村                          | 猪子村               | 猪子村                           | 大和村                      | 大和村                      | 大和村                       | 大和村                       | 昭和28年7月1日 鳥取市に編入    | 鳥取市                       | 鳥取市                       | 鳥取市 |
| 高 草 郡 | 野坂村       | 野坂村       | 野坂村               | 野坂村                          | 野坂村               | 野坂村                           | 豊実村                      | 豊実村                      | 豊実村                       | 豊実村                       | 昭和28年7月1日 鳥取市に編入    | 鳥取市                       | 鳥取市                       | 鳥取市 |
| 高 草 郡 | 島村         | 島村         | 島村                 | 島村                            | 島村                 | 島村                             | 豊実村                      | 豊実村                      | 豊実村                       | 豊実村                       | 昭和28年7月1日 鳥取市に編入    | 鳥取市                       | 鳥取市                       | 鳥取市 |
| 高 草 郡 | 宮谷村       | 宮谷村       | 宮谷村               | 宮谷村                          | 宮谷村               | 宮谷村                           | 豊実村                      | 豊実村                      | 豊実村                       | 豊実村                       | 昭和28年7月1日 鳥取市に編入    | 鳥取市                       | 鳥取市                       | 鳥取市 |
| 高 草 郡 | 下段村       | 下段村       | 下段村               | 下段村                          | 下段村               | 下段村                           | 豊実村                      | 豊実村                      | 豊実村                       | 豊実村                       | 昭和28年7月1日 鳥取市に編入    | 鳥取市                       | 鳥取市                       | 鳥取市 |
| 高 草 郡 | 大塚村       | 大塚村       | 大塚村               | 大塚村                          | 大塚村               | 大塚村                           | 豊実村                      | 豊実村                      | 豊実村                       | 豊実村                       | 昭和28年7月1日 鳥取市に編入    | 鳥取市                       | 鳥取市                       | 鳥取市 |
| 高 草 郡 | 大満村       | 大満村       | 大満村               | 大満村                          | 明治10年 大桷村      | 大桷村                           | 豊実村                      | 豊実村                      | 豊実村                       | 豊実村                       | 昭和28年7月1日 鳥取市に編入    | 鳥取市                       | 鳥取市                       | 鳥取市 |
| 高 草 郡 | 桷間村       | 桷間村       | 桷間村               | 桷間村                          | 明治10年 大桷村      | 大桷村                           | 豊実村                      | 豊実村                      | 豊実村                       | 豊実村                       | 昭和28年7月1日 鳥取市に編入    | 鳥取市                       | 鳥取市                       | 鳥取市 |
| 高 草 郡 | 湖山村       | 湖山村       | 湖山村               | 湖山村                          | 湖山村               | 湖山村                           | 湖山村                      | 湖山村                      | 湖山村                       | 湖山村                       | 昭和28年7月1日 鳥取市に編入    | 鳥取市                       | 鳥取市                       | 鳥取市 |
| 高 草 郡 | 三山口村     | 三山口村     | 三山口村             | 三山口村                        | 三山口村             | 三山口村                         | 松保村                      | 松保村                      | 松保村                       | 松保村                       | 昭和28年7月1日 鳥取市に編入    | 鳥取市                       | 鳥取市                       | 鳥取市 |
| 高 草 郡 | 良田村       | 良田村       | 良田村               | 良田村                          | 良田村               | 良田村                           | 松保村                      | 松保村                      | 松保村                       | 松保村                       | 昭和28年7月1日 鳥取市に編入    | 鳥取市                       | 鳥取市                       | 鳥取市 |
| 高 草 郡 | 高住村       | 高住村       | 高住村               | 高住村                          | 高住村               | 高住村                           | 松保村                      | 松保村                      | 松保村                       | 松保村                       | 昭和28年7月1日 鳥取市に編入    | 鳥取市                       | 鳥取市                       | 鳥取市 |
| 高 草 郡 | 布勢村       | 布勢村       | 布勢村               | 布勢村                          | 布勢村               | 布勢村                           | 松保村                      | 松保村                      | 松保村                       | 松保村                       | 昭和28年7月1日 鳥取市に編入    | 鳥取市                       | 鳥取市                       | 鳥取市 |
| 高 草 郡 | 足山村       | 足山村       | 足山村               | 足山村                          | 足山村               | 足山村                           | 松保村                      | 松保村                      | 松保村                       | 松保村                       | 昭和28年7月1日 鳥取市に編入    | 鳥取市                       | 鳥取市                       | 鳥取市 |
| 高 草 郡 | 倉見村       | 倉見村       | 倉見村               | 倉見村                          | 明治10年 桂見村      | 桂見村                           | 松保村                      | 松保村                      | 松保村                       | 松保村                       | 昭和28年7月1日 鳥取市に編入    | 鳥取市                       | 鳥取市                       | 鳥取市 |
| 高 草 郡 | 三谷村       | 三谷村       | 三谷村               | 三谷村                          | 明治10年 桂見村      | 桂見村                           | 松保村                      | 松保村                      | 松保村                       | 松保村                       | 昭和28年7月1日 鳥取市に編入    | 鳥取市                       | 鳥取市                       | 鳥取市 |
| 高 草 郡 | 岩室村       | 岩室村       | 岩室村               | 岩室村                          | 岩室村               | 明治14年 岩吉村                  | 松保村                      | 松保村                      | 松保村                       | 松保村                       | 昭和28年7月1日 鳥取市に編入    | 鳥取市                       | 鳥取市                       | 鳥取市 |
| 高 草 郡 | 吉山村       | 吉山村       | 吉山村               | 吉山村                          | 吉山村               | 明治14年 岩吉村                  | 松保村                      | 松保村                      | 松保村                       | 松保村                       | 昭和28年7月1日 鳥取市に編入    | 鳥取市                       | 鳥取市                       | 鳥取市 |
| 高 草 郡 | 甲山村       | 甲山村       | 甲山村               | 甲山村                          | 明治10年 里仁村      | 里仁村                           | 松保村                      | 松保村                      | 松保村                       | 松保村                       | 昭和28年7月1日 鳥取市に編入    | 鳥取市                       | 鳥取市                       | 鳥取市 |
| 高 草 郡 | 畠崎村       | 畠崎村       | 畠崎村               | 畠崎村                          | 明治10年 里仁村      | 里仁村                           | 松保村                      | 松保村                      | 松保村                       | 松保村                       | 昭和28年7月1日 鳥取市に編入    | 鳥取市                       | 鳥取市                       | 鳥取市 |
| 高 草 郡 | 徳吉村       | 徳吉村       | 徳吉村               | 徳吉村                          | 徳吉村               | 徳吉村                           | 千代水村                    | 千代水村                    | 千代水村                     | 千代水村                     | 昭和28年7月1日 鳥取市に編入    | 鳥取市                       | 鳥取市                       | 鳥取市 |
| 高 草 郡 | 秋里村       | 秋里村       | 秋里村               | 秋里村                          | 秋里村               | 秋里村                           | 千代水村                    | 千代水村                    | 千代水村                     | 千代水村                     | 昭和28年7月1日 鳥取市に編入    | 鳥取市                       | 鳥取市                       | 鳥取市 |
| 高 草 郡 | 江津村       | 江津村       | 江津村               | 江津村                          | 江津村               | 江津村                           | 千代水村                    | 千代水村                    | 千代水村                     | 千代水村                     | 昭和28年7月1日 鳥取市に編入    | 鳥取市                       | 鳥取市                       | 鳥取市 |
| 高 草 郡 | 晩稲村       | 晩稲村       | 晩稲村               | 晩稲村                          | 晩稲村               | 晩稲村                           | 千代水村                    | 千代水村                    | 千代水村                     | 千代水村                     | 昭和28年7月1日 鳥取市に編入    | 鳥取市                       | 鳥取市                       | 鳥取市 |
| 高 草 郡 | 南隈村       | 南隈村       | 南隈村               | 南隈村                          | 南隈村               | 南隈村                           | 千代水村                    | 千代水村                    | 千代水村                     | 千代水村                     | 昭和28年7月1日 鳥取市に編入    | 鳥取市                       | 鳥取市                       | 鳥取市 |
| 高 草 郡 | 安長村       | 安長村       | 安長村               | 安長村                          | 安長村               | 明治20年 安長村                  | 千代水村                    | 千代水村                    | 千代水村                     | 千代水村                     | 昭和28年7月1日 鳥取市に編入    | 鳥取市                       | 鳥取市                       | 鳥取市 |
| 高 草 郡 | 鴈津村       | 鴈津村       | 鴈津村               | 鴈津村                          | 鴈津村               | 明治20年 安長村                  | 千代水村                    | 千代水村                    | 千代水村                     | 千代水村                     | 昭和28年7月1日 鳥取市に編入    | 鳥取市                       | 鳥取市                       | 鳥取市 |
| 高 草 郡 | 湯村         | 湯村         | 湯村                 | 明治7年 改称 吉岡村             | 明治10年 吉岡村      | 吉岡村                           | 吉岡村                      | 吉岡村                      | 吉岡村                       | 吉岡村                       | 昭和28年7月1日 鳥取市に編入    | 鳥取市                       | 鳥取市                       | 鳥取市 |
| 高 草 郡 | 湯谷村       | 湯谷村       | 湯谷村               | 湯谷村                          | 明治10年 吉岡村      | 吉岡村                           | 吉岡村                      | 吉岡村                      | 吉岡村                       | 吉岡村                       | 昭和28年7月1日 鳥取市に編入    | 鳥取市                       | 鳥取市                       | 鳥取市 |
| 高 草 郡 | 妙徳寺村     | 妙徳寺村     | 妙徳寺村             | 妙徳寺村                        | 妙徳寺村             | 妙徳寺村                         | 吉岡村                      | 吉岡村                      | 吉岡村                       | 吉岡村                       | 昭和28年7月1日 鳥取市に編入    | 鳥取市                       | 鳥取市                       | 鳥取市 |
| 高 草 郡 | 双六原村     | 双六原村     | 双六原村             | 双六原村                        | 双六原村             | 双六原村                         | 吉岡村                      | 吉岡村                      | 吉岡村                       | 吉岡村                       | 昭和28年7月1日 鳥取市に編入    | 鳥取市                       | 鳥取市                       | 鳥取市 |
| 高 草 郡 | 矢矯村       | 矢矯村       | 矢矯村               | 矢矯村                          | 矢矯村               | 矢矯村                           | 吉岡村                      | 吉岡村                      | 吉岡村                       | 吉岡村                       | 昭和28年7月1日 鳥取市に編入    | 鳥取市                       | 鳥取市                       | 鳥取市 |
| 高 草 郡 | 洞谷村       | 洞谷村       | 洞谷村               | 洞谷村                          | 洞谷村               | 洞谷村                           | 吉岡村                      | 吉岡村                      | 吉岡村                       | 吉岡村                       | 昭和28年7月1日 鳥取市に編入    | 鳥取市                       | 鳥取市                       | 鳥取市 |
| 高 草 郡 | 瀬田蔵村     | 瀬田蔵村     | 瀬田蔵村             | 瀬田蔵村                        | 瀬田蔵村             | 瀬田蔵村                         | 吉岡村                      | 吉岡村                      | 吉岡村                       | 吉岡村                       | 昭和28年7月1日 鳥取市に編入    | 鳥取市                       | 鳥取市                       | 鳥取市 |
| 高 草 郡 | 長柄村       | 長柄村       | 長柄村               | 長柄村                          | 長柄村               | 長柄村                           | 吉岡村                      | 吉岡村                      | 吉岡村                       | 吉岡村                       | 昭和28年7月1日 鳥取市に編入    | 鳥取市                       | 鳥取市                       | 鳥取市 |
| 高 草 郡 | 松原村       | 松原村       | 松原村               | 松原村                          | 松原村               | 松原村                           | 大郷村                      | 大郷村                      | 大郷村                       | 大郷村                       | 昭和28年7月1日 鳥取市に編入    | 鳥取市                       | 鳥取市                       | 鳥取市 |
| 高 草 郡 | 六段田村     | 六段田村     | 六段田村             | 六段田村                        | 六段田村             | 六段田村                         | 大郷村                      | 大郷村                      | 大郷村                       | 大郷村                       | 昭和28年7月1日 鳥取市に編入    | 鳥取市                       | 鳥取市                       | 鳥取市 |
| 高 草 郡 | 福井村       | 福井村       | 福井村               | 福井村                          | 福井村               | 福井村                           | 大郷村                      | 大郷村                      | 大郷村                       | 大郷村                       | 昭和28年7月1日 鳥取市に編入    | 鳥取市                       | 鳥取市                       | 鳥取市 |
| 高 草 郡 | 大谷村       | 大谷村       | 大谷村               | 大谷村                          | 明治10年 金沢村      | 金沢村                           | 大郷村                      | 大郷村                      | 大郷村                       | 大郷村                       | 昭和28年7月1日 鳥取市に編入    | 鳥取市                       | 鳥取市                       | 鳥取市 |
| 高 草 郡 | 岩本村       | 岩本村       | 岩本村               | 岩本村                          | 明治10年 金沢村      | 金沢村                           | 大郷村                      | 大郷村                      | 大郷村                       | 大郷村                       | 昭和28年7月1日 鳥取市に編入    | 鳥取市                       | 鳥取市                       | 鳥取市 |
| 高 草 郡 | 大畑村       | 大畑村       | 大畑村               | 大畑村                          | 明治10年 大畑村      | 大畑村                           | 大郷村                      | 大郷村                      | 大郷村                       | 大郷村                       | 昭和28年7月1日 鳥取市に編入    | 鳥取市                       | 鳥取市                       | 鳥取市 |
| 高 草 郡 | 福谷村       | 福谷村       | 福谷村               | 福谷村                          | 明治10年 大畑村      | 大畑村                           | 大郷村                      | 大郷村                      | 大郷村                       | 大郷村                       | 昭和28年7月1日 鳥取市に編入    | 鳥取市                       | 鳥取市                       | 鳥取市 |
| 高 草 郡 | 伏野村       | 伏野村       | 伏野村               | 伏野村                          | 伏野村               | 伏野村                           | 末恒村                      | 末恒村                      | 末恒村                       | 末恒村                       | 昭和28年7月1日 鳥取市に編入    | 鳥取市                       | 鳥取市                       | 鳥取市 |
| 高 草 郡 | 三津村       | 三津村       | 三津村               | 三津村                          | 三津村               | 三津村                           | 末恒村                      | 末恒村                      | 末恒村                       | 末恒村                       | 昭和28年7月1日 鳥取市に編入    | 鳥取市                       | 鳥取市                       | 鳥取市 |
| 高 草 郡 | 内海村       | 内海村       | 内海村               | 内海村                          | 内海村               | 内海村                           | 末恒村                      | 末恒村                      | 末恒村                       | 末恒村                       | 昭和28年7月1日 鳥取市に編入    | 鳥取市                       | 鳥取市                       | 鳥取市 |
| 高 草 郡 | 小沢見村     | 小沢見村     | 小沢見村             | 小沢見村                        | 小沢見村             | 小沢見村                         | 末恒村                      | 末恒村                      | 末恒村                       | 末恒村                       | 昭和28年7月1日 鳥取市に編入    | 鳥取市                       | 鳥取市                       | 鳥取市 |
| 高 草 郡 | 内海中村     | 内海中村     | 内海中村             | 内海中村                        | 内海中村             | 内海中村                         | 末恒村                      | 末恒村                      | 末恒村                       | 末恒村                       | 昭和28年7月1日 鳥取市に編入    | 鳥取市                       | 鳥取市                       | 鳥取市 |
| 高 草 郡 | 御熊村       | 御熊村       | 御熊村               | 御熊村                          | 御熊村               | 御熊村                           | 末恒村                      | 末恒村                      | 末恒村                       | 末恒村                       | 昭和28年7月1日 鳥取市に編入    | 鳥取市                       | 鳥取市                       | 鳥取市 |
| 高 草 郡 | 賀露村       | 賀露村       | 賀露村               | 賀露村                          | 賀露村               | 賀露村                           | 賀露村                      | 賀露村                      | 賀露村                       | 昭和12年2月15日 鳥取市に編入 | 鳥取市                         | 鳥取市                       | 鳥取市                       | 鳥取市 |
| 邑 美 郡 | 古市村       | 古市村       | 古市村               | 古市村                          | 古市村               | 古市村                           | 美保村                      | 美保村                      | 美保村                       | 昭和8年10月1日 鳥取市に編入  | 鳥取市                         | 鳥取市                       | 鳥取市                       | 鳥取市 |
| 邑 美 郡 | 富安村       | 富安村       | 富安村               | 富安村                          | 富安村               | 富安村                           | 美保村                      | 美保村                      | 美保村                       | 昭和8年10月1日 鳥取市に編入  | 鳥取市                         | 鳥取市                       | 鳥取市                       | 鳥取市 |
| 邑 美 郡 | 吉成村       | 吉成村       | 吉成村               | 吉成村                          | 吉成村               | 吉成村                           | 美保村                      | 美保村                      | 美保村                       | 昭和8年10月1日 鳥取市に編入  | 鳥取市                         | 鳥取市                       | 鳥取市                       | 鳥取市 |
| 邑 美 郡 | 大覚寺村     | 大覚寺村     | 大覚寺村             | 大覚寺村                        | 大覚寺村             | 大覚寺村                         | 美保村                      | 美保村                      | 美保村                       | 昭和8年10月1日 鳥取市に編入  | 鳥取市                         | 鳥取市                       | 鳥取市                       | 鳥取市 |
| 邑 美 郡 | 的場村       | 的場村       | 的場村               | 的場村                          | 的場村               | 的場村                           | 美保村                      | 美保村                      | 美保村                       | 昭和8年10月1日 鳥取市に編入  | 鳥取市                         | 鳥取市                       | 鳥取市                       | 鳥取市 |
| 邑 美 郡 | 宮長村       | 宮長村       | 宮長村               | 宮長村                          | 宮長村               | 宮長村                           | 美保村                      | 美保村                      | 美保村                       | 昭和8年10月1日 鳥取市に編入  | 鳥取市                         | 鳥取市                       | 鳥取市                       | 鳥取市 |
| 邑 美 郡 | 叶村         | 叶村         | 叶村                 | 叶村                            | 叶村                 | 叶村                             | 美保村                      | 美保村                      | 美保村                       | 昭和8年10月1日 鳥取市に編入  | 鳥取市                         | 鳥取市                       | 鳥取市                       | 鳥取市 |
| 邑 美 郡 | 数津村       | 数津村       | 数津村               | 数津村                          | 数津村               | 数津村                           | 美保村                      | 美保村                      | 美保村                       | 昭和8年10月1日 鳥取市に編入  | 鳥取市                         | 鳥取市                       | 鳥取市                       | 鳥取市 |
| 邑 美 郡 | 覚寺村       | 覚寺村       | 覚寺村               | 覚寺村                          | 覚寺村               | 覚寺村                           | 中ノ郷村                    | 中ノ郷村                    | 中ノ郷村                     | 昭和8年4月1日 鳥取市に編入   | 鳥取市                         | 鳥取市                       | 鳥取市                       | 鳥取市 |
| 邑 美 郡 | 円護寺村     | 円護寺村     | 円護寺村             | 円護寺村                        | 円護寺村             | 円護寺村                         | 中ノ郷村                    | 中ノ郷村                    | 中ノ郷村                     | 昭和8年4月1日 鳥取市に編入   | 鳥取市                         | 鳥取市                       | 鳥取市                       | 鳥取市 |
| 邑 美 郡 | 浜坂村       | 浜坂村       | 浜坂村               | 浜坂村                          | 浜坂村               | 浜坂村                           | 中ノ郷村                    | 中ノ郷村                    | 中ノ郷村                     | 昭和8年4月1日 鳥取市に編入   | 鳥取市                         | 鳥取市                       | 鳥取市                       | 鳥取市 |
| 邑 美 郡 | 行徳村       | 行徳村       | 行徳村               | 行徳村                          | 行徳村               | 行徳村                           | 富桑村                      | 富桑村                      | 大正12年5月10日 鳥取市に編入 | 鳥取市                       | 鳥取市                         | 鳥取市                       | 鳥取市                       | 鳥取市 |
| 邑 美 郡 | 田島村       | 田島村       | 田島村               | 田島村                          | 田島村               | 田島村                           | 富桑村                      | 富桑村                      | 大正12年5月10日 鳥取市に編入 | 鳥取市                       | 鳥取市                         | 鳥取市                       | 鳥取市                       | 鳥取市 |
| 邑 美 郡 | 品治村       | 品治村       | 品治村               | 品治村                          | 明治10年 西品治村    | 西品治村                         | 富桑村                      | 富桑村                      | 大正12年5月10日 鳥取市に編入 | 鳥取市                       | 鳥取市                         | 鳥取市                       | 鳥取市                       | 鳥取市 |
| 邑 美 郡 | 品治村       | 品治村       | 品治村               | 品治村                          | 明治10年 東品治村    | 東品治村                         | 鳥取市                      | 鳥取市                      | 鳥取市                       | 鳥取市                       | 鳥取市                         | 鳥取市                       | 鳥取市                       | 鳥取市 |
| 邑 美 郡 | 湯所村       | 湯所村       | 湯所村               | 湯所村                          | 湯所村               | 湯所村                           | 鳥取市                      | 鳥取市                      | 鳥取市                       | 鳥取市                       | 鳥取市                         | 鳥取市                       | 鳥取市                       | 鳥取市 |
| 邑 美 郡 | 吉方村       | 吉方村       | 吉方村               | 吉方村                          | 吉方村               | 吉方村                           | 鳥取市                      | 鳥取市                      | 鳥取市                       | 鳥取市                       | 鳥取市                         | 鳥取市                       | 鳥取市                       | 鳥取市 |
| 邑 美 郡 | 鳥取町       | 鳥取町       | 鳥取町               | 鳥取町                          | 鳥取町               | 鳥取町                           | 鳥取市                      | 鳥取市                      | 鳥取市                       | 鳥取市                       | 鳥取市                         | 鳥取市                       | 鳥取市                       | 鳥取市 |
| 法 美 郡 | 立川町一丁目 | 立川町一丁目 | 立川町一丁目         | 立川町一丁目                    | 立川町一丁目         | 立川町一丁目                     | 鳥取市                      | 鳥取市                      | 鳥取市                       | 鳥取市                       | 鳥取市                         | 鳥取市                       | 鳥取市                       | 鳥取市 |
| 法 美 郡 | 立川町二丁目 | 立川町二丁目 | 立川町二丁目         | 立川町二丁目                    | 立川町二丁目         | 立川町二丁目                     | 鳥取市                      | 鳥取市                      | 鳥取市                       | 鳥取市                       | 鳥取市                         | 鳥取市                       | 鳥取市                       | 鳥取市 |
| 法 美 郡 | 立川町三丁目 | 立川町三丁目 | 立川町三丁目         | 立川町三丁目                    | 立川町三丁目         | 立川町三丁目                     | 鳥取市                      | 鳥取市                      | 鳥取市                       | 鳥取市                       | 鳥取市                         | 鳥取市                       | 鳥取市                       | 鳥取市 |
| 法 美 郡 | 稲吉村       | 稲吉村       | 稲吉村               | 稲吉村                          | 明治10年 立川村      | 明治12年 分立 立川町四丁目       | 鳥取市                      | 鳥取市                      | 鳥取市                       | 鳥取市                       | 鳥取市                         | 鳥取市                       | 鳥取市                       | 鳥取市 |
| 法 美 郡 | 立川村       | 立川村       | 立川村               | 立川村                          | 明治10年 立川村      | 立川村                           | 鳥取市                      | 鳥取市                      | 鳥取市                       | 鳥取市                       | 鳥取市                         | 鳥取市                       | 鳥取市                       | 鳥取市 |
| 法 美 郡 | 卯垣村       | 一部         | 卯垣村               | 卯垣村                          | 明治10年 立川村      | 立川村                           | 鳥取市                      | 鳥取市                      | 鳥取市                       | 鳥取市                       | 鳥取市                         | 鳥取市                       | 鳥取市                       | 鳥取市 |
| 法 美 郡 | 卯垣村       | 一部を除く   | 卯垣村               | 卯垣村                          | 卯垣村               | 卯垣村                           | 稲葉村                      | 稲葉村                      | 稲葉村                       | 昭和7年4月1日 鳥取市に編入   | 鳥取市                         | 鳥取市                       | 鳥取市                       | 鳥取市 |
| 法 美 郡 | 滝山村       | 滝山村       | 滝山村               | 滝山村                          | 滝山村               | 滝山村                           | 稲葉村                      | 稲葉村                      | 稲葉村                       | 昭和7年4月1日 鳥取市に編入   | 鳥取市                         | 鳥取市                       | 鳥取市                       | 鳥取市 |
| 法 美 郡 | 百谷村       | 百谷村       | 百谷村               | 百谷村                          | 百谷村               | 百谷村                           | 稲葉村                      | 稲葉村                      | 稲葉村                       | 昭和7年4月1日 鳥取市に編入   | 鳥取市                         | 鳥取市                       | 鳥取市                       | 鳥取市 |
| 法 美 郡 | 岩倉村       | 岩倉村       | 岩倉村               | 岩倉村                          | 岩倉村               | 岩倉村                           | 稲葉村                      | 稲葉村                      | 稲葉村                       | 昭和7年4月1日 鳥取市に編入   | 鳥取市                         | 鳥取市                       | 鳥取市                       | 鳥取市 |
| 邑 美 郡 | 小西谷村     | 小西谷村     | 小西谷村             | 明治5年 所属変更 法美郡小西谷村 | 法美郡小西谷村       | 法美郡小西谷村                   | 稲葉村                      | 稲葉村                      | 稲葉村                       | 昭和7年4月1日 鳥取市に編入   | 鳥取市                         | 鳥取市                       | 鳥取市                       | 鳥取市 |
| 邑 美 郡 | 東大路村     | 東大路村     | 東大路村             | 東大路村                        | 東大路村             | 東大路村                         | 大路村                      | 大路村                      | 大正7年4月1日 米里村         | 米里村                       | 米里村                         | 昭和30年7月20日 鳥取市に編入 | 鳥取市                       | 鳥取市 |
| 邑 美 郡 | 中大路村     | 中大路村     | 中大路村             | 中大路村                        | 中大路村             | 中大路村                         | 大路村                      | 大路村                      | 大正7年4月1日 米里村         | 米里村                       | 米里村                         | 昭和30年7月20日 鳥取市に編入 | 鳥取市                       | 鳥取市 |
| 邑 美 郡 | 西大路村     | 西大路村     | 西大路村             | 西大路村                        | 西大路村             | 西大路村                         | 大路村                      | 大路村                      | 大正7年4月1日 米里村         | 米里村                       | 米里村                         | 昭和30年7月20日 鳥取市に編入 | 鳥取市                       | 鳥取市 |
| 邑 美 郡 | 美和村       | 美和村       | 美和村               | 美和村                          | 美和村               | 美和村                           | 三戸古村                    | 三戸古村                    | 大正7年4月1日 米里村         | 米里村                       | 米里村                         | 昭和30年7月20日 鳥取市に編入 | 鳥取市                       | 鳥取市 |
| 邑 美 郡 | 古郡家村     | 古郡家村     | 古郡家村             | 古郡家村                        | 古郡家村             | 古郡家村                         | 三戸古村                    | 三戸古村                    | 大正7年4月1日 米里村         | 米里村                       | 米里村                         | 昭和30年7月20日 鳥取市に編入 | 鳥取市                       | 鳥取市 |
| 邑 美 郡 | 久末村       | 久末村       | 久末村               | 久末村                          | 久末村               | 久末村                           | 三戸古村                    | 三戸古村                    | 大正7年4月1日 米里村         | 米里村                       | 米里村                         | 昭和30年7月20日 鳥取市に編入 | 鳥取市                       | 鳥取市 |
| 邑 美 郡 | 越路村       | 越路村       | 越路村               | 越路村                          | 越路村               | 越路村                           | 三戸古村                    | 三戸古村                    | 大正7年4月1日 米里村         | 米里村                       | 米里村                         | 昭和30年7月20日 鳥取市に編入 | 鳥取市                       | 鳥取市 |
| 邑 美 郡 | 新村         | 新村         | 新村                 | 新村                            | 新村                 | 新村                             | 法美郡 面影村               | 法美郡 面影村               | 面影村                       | 面影村                       | 昭和28年7月1日 鳥取市に編入    | 鳥取市                       | 鳥取市                       | 鳥取市 |
| 邑 美 郡 | 雲山村       | 雲山村       | 雲山村               | 雲山村                          | 雲山村               | 雲山村                           | 法美郡 面影村               | 法美郡 面影村               | 面影村                       | 面影村                       | 昭和28年7月1日 鳥取市に編入    | 鳥取市                       | 鳥取市                       | 鳥取市 |
| 法 美 郡 | 大杙村       | 大杙村       | 大杙村               | 大杙村                          | 大杙村               | 大杙村                           | 法美郡 面影村               | 法美郡 面影村               | 面影村                       | 面影村                       | 昭和28年7月1日 鳥取市に編入    | 鳥取市                       | 鳥取市                       | 鳥取市 |
| 法 美 郡 | 今在家村     | 今在家村     | 今在家村             | 今在家村                        | 今在家村             | 今在家村                         | 法美郡 面影村               | 法美郡 面影村               | 面影村                       | 面影村                       | 昭和28年7月1日 鳥取市に編入    | 鳥取市                       | 鳥取市                       | 鳥取市 |
| 法 美 郡 | 桜谷村       | 桜谷村       | 桜谷村               | 桜谷村                          | 桜谷村               | 桜谷村                           | 法美郡 面影村               | 法美郡 面影村               | 面影村                       | 面影村                       | 昭和28年7月1日 鳥取市に編入    | 鳥取市                       | 鳥取市                       | 鳥取市 |
| 法 美 郡 | 正蓮寺村     | 正蓮寺村     | 正蓮寺村             | 正蓮寺村                        | 正蓮寺村             | 正蓮寺村                         | 法美郡 面影村               | 法美郡 面影村               | 面影村                       | 面影村                       | 昭和28年7月1日 鳥取市に編入    | 鳥取市                       | 鳥取市                       | 鳥取市 |
| 法 美 郡 | 余戸村       | 余戸村       | 余戸村               | 余戸村                          | 余戸村               | 余戸村                           | 津ノ井村                    | 津ノ井村                    | 津ノ井村                     | 津ノ井村                     | 津ノ井村                       | 昭和38年4月22日 鳥取市に編入 | 鳥取市                       | 鳥取市 |
| 法 美 郡 | 杉崎村       | 杉崎村       | 杉崎村               | 杉崎村                          | 杉崎村               | 杉崎村                           | 津ノ井村                    | 津ノ井村                    | 津ノ井村                     | 津ノ井村                     | 津ノ井村                       | 昭和38年4月22日 鳥取市に編入 | 鳥取市                       | 鳥取市 |
| 法 美 郡 | 生山村       | 生山村       | 生山村               | 生山村                          | 生山村               | 生山村                           | 津ノ井村                    | 津ノ井村                    | 津ノ井村                     | 津ノ井村                     | 津ノ井村                       | 昭和38年4月22日 鳥取市に編入 | 鳥取市                       | 鳥取市 |
| 法 美 郡 | 桂木村       | 桂木村       | 桂木村               | 桂木村                          | 桂木村               | 桂木村                           | 津ノ井村                    | 津ノ井村                    | 津ノ井村                     | 津ノ井村                     | 津ノ井村                       | 昭和38年4月22日 鳥取市に編入 | 鳥取市                       | 鳥取市 |
| 法 美 郡 | 船木村       | 船木村       | 船木村               | 船木村                          | 船木村               | 船木村                           | 津ノ井村                    | 津ノ井村                    | 津ノ井村                     | 津ノ井村                     | 津ノ井村                       | 昭和38年4月22日 鳥取市に編入 | 鳥取市                       | 鳥取市 |
| 法 美 郡 | 広岡村       | 広岡村       | 広岡村               | 広岡村                          | 広岡村               | 広岡村                           | 津ノ井村                    | 津ノ井村                    | 津ノ井村                     | 津ノ井村                     | 津ノ井村                       | 昭和38年4月22日 鳥取市に編入 | 鳥取市                       | 鳥取市 |
| 法 美 郡 | 海蔵寺村     | 海蔵寺村     | 海蔵寺村             | 海蔵寺村                        | 海蔵寺村             | 海蔵寺村                         | 津ノ井村                    | 津ノ井村                    | 津ノ井村                     | 津ノ井村                     | 津ノ井村                       | 昭和38年4月22日 鳥取市に編入 | 鳥取市                       | 鳥取市 |
| 法 美 郡 | 紙子谷村     | 紙子谷村     | 紙子谷村             | 紙子谷村                        | 紙子谷村             | 紙子谷村                         | 津ノ井村                    | 津ノ井村                    | 津ノ井村                     | 津ノ井村                     | 津ノ井村                       | 昭和38年4月22日 鳥取市に編入 | 鳥取市                       | 鳥取市 |
| 法 美 郡 | 香取村       | 香取村       | 香取村               | 香取村                          | 香取村               | 香取村                           | 津ノ井村                    | 津ノ井村                    | 津ノ井村                     | 津ノ井村                     | 津ノ井村                       | 昭和38年4月22日 鳥取市に編入 | 鳥取市                       | 鳥取市 |
| 法 美 郡 | 禰宜谷村     | 禰宜谷村     | 禰宜谷村             | 禰宜谷村                        | 禰宜谷村             | 禰宜谷村                         | 津ノ井村                    | 津ノ井村                    | 津ノ井村                     | 津ノ井村                     | 津ノ井村                       | 昭和38年4月22日 鳥取市に編入 | 鳥取市                       | 鳥取市 |
| 法 美 郡 | 奥谷村       | 奥谷村       | 奥谷村               | 奥谷村                          | 奥谷村               | 奥谷村                           | 国府村                      | 明治40年4月1日 宇倍野村     | 宇倍野村                     | 宇倍野村                     | 宇倍野村                       | 昭和32年1月1日 国府町        | 平成16年11月1日 鳥取市に編入 | 鳥取市 |
| 法 美 郡 | 宮下村       | 宮下村       | 宮下村               | 宮下村                          | 宮下村               | 宮下村                           | 国府村                      | 明治40年4月1日 宇倍野村     | 宇倍野村                     | 宇倍野村                     | 宇倍野村                       | 昭和32年1月1日 国府町        | 平成16年11月1日 鳥取市に編入 | 鳥取市 |
| 法 美 郡 | 町屋村       | 町屋村       | 町屋村               | 町屋村                          | 町屋村               | 町屋村                           | 国府村                      | 明治40年4月1日 宇倍野村     | 宇倍野村                     | 宇倍野村                     | 宇倍野村                       | 昭和32年1月1日 国府町        | 平成16年11月1日 鳥取市に編入 | 鳥取市 |
| 法 美 郡 | 美歎村       | 美歎村       | 美歎村               | 美歎村                          | 美歎村               | 美歎村                           | 国府村                      | 明治40年4月1日 宇倍野村     | 宇倍野村                     | 宇倍野村                     | 宇倍野村                       | 昭和32年1月1日 国府町        | 平成16年11月1日 鳥取市に編入 | 鳥取市 |
| 法 美 郡 | 庁村         | 庁村         | 庁村                 | 庁村                            | 庁村                 | 庁村                             | 国府村                      | 明治40年4月1日 宇倍野村     | 宇倍野村                     | 宇倍野村                     | 宇倍野村                       | 昭和32年1月1日 国府町        | 平成16年11月1日 鳥取市に編入 | 鳥取市 |
| 法 美 郡 | 中郷村       | 中郷村       | 中郷村               | 中郷村                          | 中郷村               | 中郷村                           | 国府村                      | 明治40年4月1日 宇倍野村     | 宇倍野村                     | 宇倍野村                     | 宇倍野村                       | 昭和32年1月1日 国府町        | 平成16年11月1日 鳥取市に編入 | 鳥取市 |
| 法 美 郡 | 安田村       | 安田村       | 安田村               | 安田村                          | 安田村               | 安田村                           | 国府村                      | 明治40年4月1日 宇倍野村     | 宇倍野村                     | 宇倍野村                     | 宇倍野村                       | 昭和32年1月1日 国府町        | 平成16年11月1日 鳥取市に編入 | 鳥取市 |
| 法 美 郡 | 三代寺村     | 三代寺村     | 三代寺村             | 三代寺村                        | 三代寺村             | 三代寺村                         | 国府村                      | 明治40年4月1日 宇倍野村     | 宇倍野村                     | 宇倍野村                     | 宇倍野村                       | 昭和32年1月1日 国府町        | 平成16年11月1日 鳥取市に編入 | 鳥取市 |
| 法 美 郡 | 法花寺村     | 法花寺村     | 法花寺村             | 法花寺村                        | 法花寺村             | 法花寺村                         | 国府村                      | 明治40年4月1日 宇倍野村     | 宇倍野村                     | 宇倍野村                     | 宇倍野村                       | 昭和32年1月1日 国府町        | 平成16年11月1日 鳥取市に編入 | 鳥取市 |
| 法 美 郡 | 国分寺村     | 国分寺村     | 国分寺村             | 国分寺村                        | 国分寺村             | 国分寺村                         | 国府村                      | 明治40年4月1日 宇倍野村     | 宇倍野村                     | 宇倍野村                     | 宇倍野村                       | 昭和32年1月1日 国府町        | 平成16年11月1日 鳥取市に編入 | 鳥取市 |
| 法 美 郡 | 広西村       | 広西村       | 広西村               | 広西村                          | 広西村               | 広西村                           | 御陵村                      | 明治40年4月1日 宇倍野村     | 宇倍野村                     | 宇倍野村                     | 宇倍野村                       | 昭和32年1月1日 国府町        | 平成16年11月1日 鳥取市に編入 | 鳥取市 |
| 法 美 郡 | 玉鉾村       | 玉鉾村       | 玉鉾村               | 玉鉾村                          | 玉鉾村               | 玉鉾村                           | 御陵村                      | 明治40年4月1日 宇倍野村     | 宇倍野村                     | 宇倍野村                     | 宇倍野村                       | 昭和32年1月1日 国府町        | 平成16年11月1日 鳥取市に編入 | 鳥取市 |
| 法 美 郡 | 岡益村       | 岡益村       | 岡益村               | 岡益村                          | 岡益村               | 岡益村                           | 御陵村                      | 明治40年4月1日 宇倍野村     | 宇倍野村                     | 宇倍野村                     | 宇倍野村                       | 昭和32年1月1日 国府町        | 平成16年11月1日 鳥取市に編入 | 鳥取市 |
| 法 美 郡 | 清水村       | 清水村       | 清水村               | 清水村                          | 清水村               | 清水村                           | 御陵村                      | 明治40年4月1日 宇倍野村     | 宇倍野村                     | 宇倍野村                     | 宇倍野村                       | 昭和32年1月1日 国府町        | 平成16年11月1日 鳥取市に編入 | 鳥取市 |
| 法 美 郡 | 山根村       | 山根村       | 山根村               | 山根村                          | 山根村               | 山根村                           | 御陵村                      | 明治40年4月1日 宇倍野村     | 宇倍野村                     | 宇倍野村                     | 宇倍野村                       | 昭和32年1月1日 国府町        | 平成16年11月1日 鳥取市に編入 | 鳥取市 |
| 法 美 郡 | 麻生村       | 麻生村       | 麻生村               | 麻生村                          | 麻生村               | 麻生村                           | 法美村                      | 明治40年4月1日 宇倍野村     | 宇倍野村                     | 宇倍野村                     | 宇倍野村                       | 昭和32年1月1日 国府町        | 平成16年11月1日 鳥取市に編入 | 鳥取市 |
| 法 美 郡 | 糸谷村       | 糸谷村       | 糸谷村               | 糸谷村                          | 糸谷村               | 糸谷村                           | 法美村                      | 明治40年4月1日 宇倍野村     | 宇倍野村                     | 宇倍野村                     | 宇倍野村                       | 昭和32年1月1日 国府町        | 平成16年11月1日 鳥取市に編入 | 鳥取市 |
| 法 美 郡 | 谷村         | 谷村         | 谷村                 | 谷村                            | 谷村                 | 谷村                             | 法美村                      | 明治40年4月1日 宇倍野村     | 宇倍野村                     | 宇倍野村                     | 宇倍野村                       | 昭和32年1月1日 国府町        | 平成16年11月1日 鳥取市に編入 | 鳥取市 |
| 法 美 郡 | 神垣村町     | 神垣村町     | 神垣村町             | 神垣村町                        | 神垣村町             | 神垣村町                         | 法美村                      | 明治40年4月1日 宇倍野村     | 宇倍野村                     | 宇倍野村                     | 宇倍野村                       | 昭和32年1月1日 国府町        | 平成16年11月1日 鳥取市に編入 | 鳥取市 |
| 法 美 郡 | 高岡村       | 高岡村       | 高岡村               | 明治8年 高岡村                  | 高岡村               | 高岡村                           | 法美村                      | 明治40年4月1日 宇倍野村     | 宇倍野村                     | 宇倍野村                     | 宇倍野村                       | 昭和32年1月1日 国府町        | 平成16年11月1日 鳥取市に編入 | 鳥取市 |
| 法 美 郡 | 高井村       | 高井村       | 高井村               | 明治8年 高岡村                  | 高岡村               | 高岡村                           | 法美村                      | 明治40年4月1日 宇倍野村     | 宇倍野村                     | 宇倍野村                     | 宇倍野村                       | 昭和32年1月1日 国府町        | 平成16年11月1日 鳥取市に編入 | 鳥取市 |
| 法 美 郡 | 新井村       | 新井村       | 新井村               | 新井村                          | 新井村               | 新井村                           | 登儀村                      | 登儀村                      | 大正7年4月1日 成器村         | 成器村                       | 昭和27年11月1日 大成村         | 昭和32年1月1日 国府町        | 平成16年11月1日 鳥取市に編入 | 鳥取市 |
| 法 美 郡 | 吉野村       | 吉野村       | 吉野村               | 吉野村                          | 吉野村               | 吉野村                           | 登儀村                      | 登儀村                      | 大正7年4月1日 成器村         | 成器村                       | 昭和27年11月1日 大成村         | 昭和32年1月1日 国府町        | 平成16年11月1日 鳥取市に編入 | 鳥取市 |
| 法 美 郡 | 松尾村       | 松尾村       | 松尾村               | 松尾村                          | 松尾村               | 松尾村                           | 登儀村                      | 登儀村                      | 大正7年4月1日 成器村         | 成器村                       | 昭和27年11月1日 大成村         | 昭和32年1月1日 国府町        | 平成16年11月1日 鳥取市に編入 | 鳥取市 |
| 法 美 郡 | 中河原村     | 中河原村     | 中河原村             | 中河原村                        | 中河原村             | 中河原村                         | 登儀村                      | 登儀村                      | 大正7年4月1日 成器村         | 成器村                       | 昭和27年11月1日 大成村         | 昭和32年1月1日 国府町        | 平成16年11月1日 鳥取市に編入 | 鳥取市 |
| 法 美 郡 | 山崎村       | 山崎村       | 山崎村               | 山崎村                          | 山崎村               | 山崎村                           | 登儀村                      | 登儀村                      | 大正7年4月1日 成器村         | 成器村                       | 昭和27年11月1日 大成村         | 昭和32年1月1日 国府町        | 平成16年11月1日 鳥取市に編入 | 鳥取市 |
| 法 美 郡 | 殿村         | 殿村         | 殿村                 | 殿村                            | 殿村                 | 殿村                             | 登儀村                      | 登儀村                      | 大正7年4月1日 成器村         | 成器村                       | 昭和27年11月1日 大成村         | 昭和32年1月1日 国府町        | 平成16年11月1日 鳥取市に編入 | 鳥取市 |
| 法 美 郡 | 神護村       | 神護村       | 神護村               | 神護村                          | 神護村               | 神護村                           | 登儀村                      | 登儀村                      | 大正7年4月1日 成器村         | 成器村                       | 昭和27年11月1日 大成村         | 昭和32年1月1日 国府町        | 平成16年11月1日 鳥取市に編入 | 鳥取市 |
| 法 美 郡 | 荒舟村       | 荒舟村       | 荒舟村               | 荒舟村                          | 荒舟村               | 荒舟村                           | 上舟村                      | 上舟村                      | 大正7年4月1日 成器村         | 成器村                       | 昭和27年11月1日 大成村         | 昭和32年1月1日 国府町        | 平成16年11月1日 鳥取市に編入 | 鳥取市 |
| 法 美 郡 | 上荒舟村     | 上荒舟村     | 上荒舟村             | 上荒舟村                        | 上荒舟村             | 上荒舟村                         | 上舟村                      | 上舟村                      | 大正7年4月1日 成器村         | 成器村                       | 昭和27年11月1日 大成村         | 昭和32年1月1日 国府町        | 平成16年11月1日 鳥取市に編入 | 鳥取市 |
| 法 美 郡 | 上地村       | 上地村       | 上地村               | 上地村                          | 上地村               | 上地村                           | 上舟村                      | 上舟村                      | 大正7年4月1日 成器村         | 成器村                       | 昭和27年11月1日 大成村         | 昭和32年1月1日 国府町        | 平成16年11月1日 鳥取市に編入 | 鳥取市 |
| 法 美 郡 | 拾石村       | 拾石村       | 拾石村               | 拾石村                          | 拾石村               | 拾石村                           | 大茅村                      | 大茅村                      | 大茅村                       | 大茅村                       | 昭和27年11月1日 大成村         | 昭和32年1月1日 国府町        | 平成16年11月1日 鳥取市に編入 | 鳥取市 |
| 法 美 郡 | 楠城村       | 楠城村       | 楠城村               | 楠城村                          | 楠城村               | 楠城村                           | 大茅村                      | 大茅村                      | 大茅村                       | 大茅村                       | 昭和27年11月1日 大成村         | 昭和32年1月1日 国府町        | 平成16年11月1日 鳥取市に編入 | 鳥取市 |
| 法 美 郡 | 下木原村     | 下木原村     | 下木原村             | 下木原村                        | 下木原村             | 下木原村                         | 大茅村                      | 大茅村                      | 大茅村                       | 大茅村                       | 昭和27年11月1日 大成村         | 昭和32年1月1日 国府町        | 平成16年11月1日 鳥取市に編入 | 鳥取市 |
| 法 美 郡 | 木原村       | 木原村       | 木原村               | 木原村                          | 木原村               | 木原村                           | 大茅村                      | 大茅村                      | 大茅村                       | 大茅村                       | 昭和27年11月1日 大成村         | 昭和32年1月1日 国府町        | 平成16年11月1日 鳥取市に編入 | 鳥取市 |
| 法 美 郡 | 雨滝村       | 雨滝村       | 雨滝村               | 雨滝村                          | 雨滝村               | 雨滝村                           | 大茅村                      | 大茅村                      | 大茅村                       | 大茅村                       | 昭和27年11月1日 大成村         | 昭和32年1月1日 国府町        | 平成16年11月1日 鳥取市に編入 | 鳥取市 |
| 法 美 郡 | 栃本村       | 栃本村       | 栃本村               | 栃本村                          | 栃本村               | 栃本村                           | 大茅村                      | 大茅村                      | 大茅村                       | 大茅村                       | 昭和27年11月1日 大成村         | 昭和32年1月1日 国府町        | 平成16年11月1日 鳥取市に編入 | 鳥取市 |
| 法 美 郡 | 石井谷村     | 石井谷村     | 石井谷村             | 石井谷村                        | 石井谷村             | 石井谷村                         | 大茅村                      | 大茅村                      | 大茅村                       | 大茅村                       | 昭和27年11月1日 大成村         | 昭和32年1月1日 国府町        | 平成16年11月1日 鳥取市に編入 | 鳥取市 |
| 法 美 郡 | 大石村       | 大石村       | 大石村               | 大石村                          | 大石村               | 大石村                           | 大茅村                      | 大茅村                      | 大茅村                       | 大茅村                       | 昭和27年11月1日 大成村         | 昭和32年1月1日 国府町        | 平成16年11月1日 鳥取市に編入 | 鳥取市 |
| 法 美 郡 | 菅野村       | 菅野村       | 菅野村               | 菅野村                          | 菅野村               | 菅野村                           | 大茅村                      | 大茅村                      | 大茅村                       | 大茅村                       | 昭和27年11月1日 大成村         | 昭和32年1月1日 国府町        | 平成16年11月1日 鳥取市に編入 | 鳥取市 |
| 岩 井 郡 | 左近村       | 左近村       | 左近村               | 左近村                          | 左近村               | 左近村                           | 志保美村                    | 志保美村                    | 大正6年9月1日 塩見村         | 昭和3年4月1日 福部村         | 福部村                         | 福部村                       | 平成16年11月1日 鳥取市に編入 | 鳥取市 |
| 岩 井 郡 | 久志羅村     | 久志羅村     | 久志羅村             | 久志羅村                        | 久志羅村             | 久志羅村                         | 志保美村                    | 志保美村                    | 大正6年9月1日 塩見村         | 昭和3年4月1日 福部村         | 福部村                         | 福部村                       | 平成16年11月1日 鳥取市に編入 | 鳥取市 |
| 岩 井 郡 | 中村         | 中村         | 中村                 | 中村                            | 中村                 | 中村                             | 志保美村                    | 志保美村                    | 大正6年9月1日 塩見村         | 昭和3年4月1日 福部村         | 福部村                         | 福部村                       | 平成16年11月1日 鳥取市に編入 | 鳥取市 |
| 岩 井 郡 | 蔵見村       | 蔵見村       | 蔵見村               | 蔵見村                          | 蔵見村               | 蔵見村                           | 志保美村                    | 志保美村                    | 大正6年9月1日 塩見村         | 昭和3年4月1日 福部村         | 福部村                         | 福部村                       | 平成16年11月1日 鳥取市に編入 | 鳥取市 |
| 岩 井 郡 | 南田村       | 南田村       | 南田村               | 南田村                          | 南田村               | 南田村                           | 志保美村                    | 志保美村                    | 大正6年9月1日 塩見村         | 昭和3年4月1日 福部村         | 福部村                         | 福部村                       | 平成16年11月1日 鳥取市に編入 | 鳥取市 |
| 岩 井 郡 | 八重原村     | 八重原村     | 八重原村             | 八重原村                        | 八重原村             | 八重原村                         | 元塩見村                    | 元塩見村                    | 大正6年9月1日 塩見村         | 昭和3年4月1日 福部村         | 福部村                         | 福部村                       | 平成16年11月1日 鳥取市に編入 | 鳥取市 |
| 岩 井 郡 | 箭渓村       | 箭渓村       | 箭渓村               | 箭渓村                          | 箭渓村               | 箭渓村                           | 元塩見村                    | 元塩見村                    | 大正6年9月1日 塩見村         | 昭和3年4月1日 福部村         | 福部村                         | 福部村                       | 平成16年11月1日 鳥取市に編入 | 鳥取市 |
| 岩 井 郡 | 高江村       | 高江村       | 高江村               | 高江村                          | 高江村               | 高江村                           | 元塩見村                    | 元塩見村                    | 大正6年9月1日 塩見村         | 昭和3年4月1日 福部村         | 福部村                         | 福部村                       | 平成16年11月1日 鳥取市に編入 | 鳥取市 |
| 岩 井 郡 | 栗谷村       | 栗谷村       | 栗谷村               | 栗谷村                          | 栗谷村               | 栗谷村                           | 元塩見村                    | 元塩見村                    | 大正6年9月1日 塩見村         | 昭和3年4月1日 福部村         | 福部村                         | 福部村                       | 平成16年11月1日 鳥取市に編入 | 鳥取市 |
| 岩 井 郡 | 湯山村       | 湯山村       | 湯山村               | 湯山村                          | 湯山村               | 湯山村                           | 服部村                      | 服部村                      | 服部村                       | 昭和3年4月1日 福部村         | 福部村                         | 福部村                       | 平成16年11月1日 鳥取市に編入 | 鳥取市 |
| 岩 井 郡 | 海士村       | 海士村       | 海士村               | 海士村                          | 海士村               | 海士村                           | 服部村                      | 服部村                      | 服部村                       | 昭和3年4月1日 福部村         | 福部村                         | 福部村                       | 平成16年11月1日 鳥取市に編入 | 鳥取市 |
| 岩 井 郡 | 細川村       | 細川村       | 細川村               | 細川村                          | 細川村               | 細川村                           | 服部村                      | 服部村                      | 服部村                       | 昭和3年4月1日 福部村         | 福部村                         | 福部村                       | 平成16年11月1日 鳥取市に編入 | 鳥取市 |
| 岩 井 郡 | 細川村       | 細川村       | 細川村               | 細川村                          | 明治10年 分立 岩戸村 | 岩戸村                           | 服部村                      | 服部村                      | 服部村                       | 昭和3年4月1日 福部村         | 福部村                         | 福部村                       | 平成16年11月1日 鳥取市に編入 | 鳥取市 |

## 行政

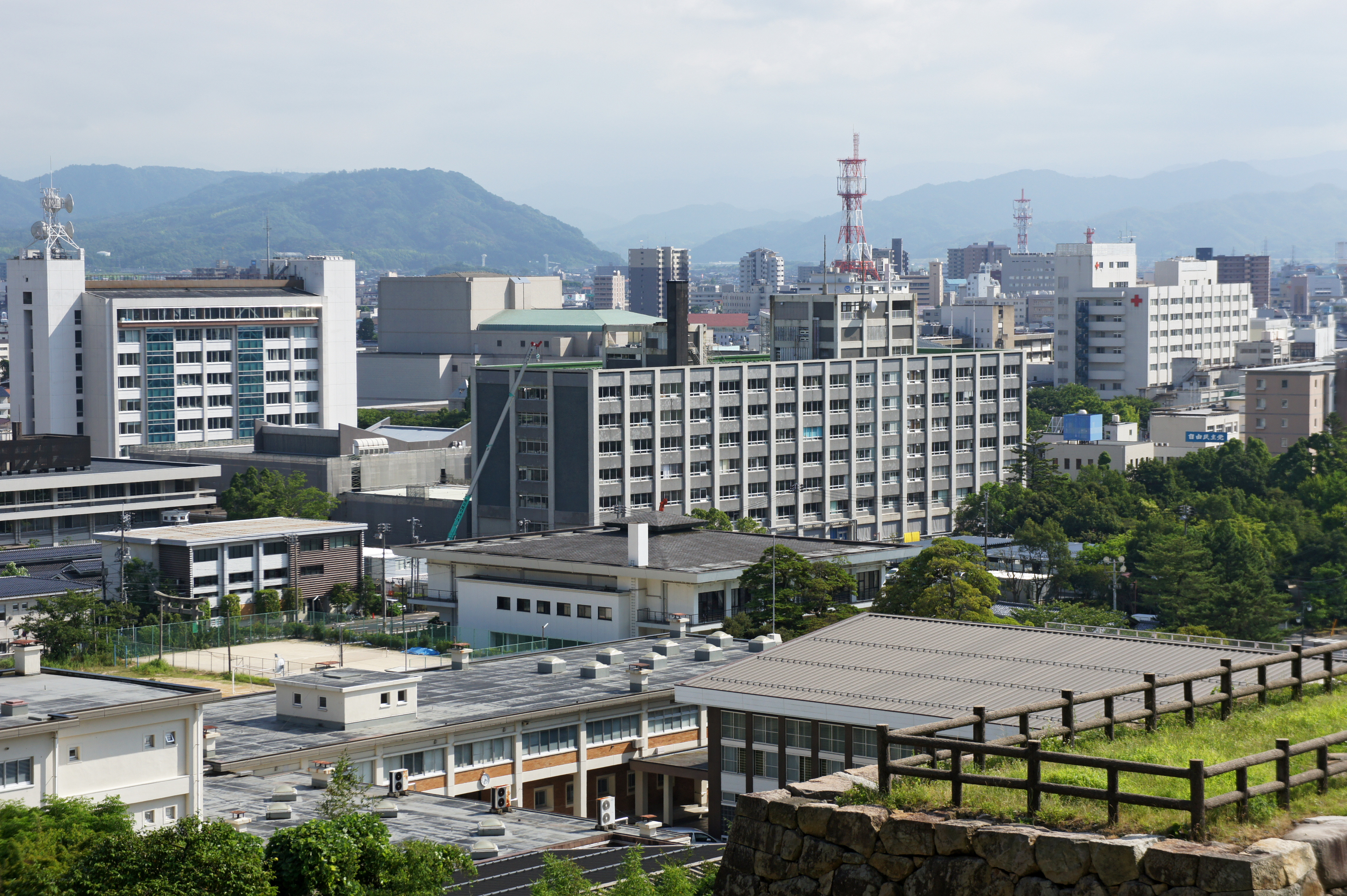
鳥取城から見た鳥取県庁

- 市長：深澤義彦 - 2014年（平成26年）4月15日就任、3期目[18]。

歴代首長
| 歴代 | 氏名       | 就任年月日                                            | 退任年月日                 | 備考                                      |
| --- | ---------- | ----------------------------------------------------- | -------------------------- | ----------------------------------------- |
| 初代 | 岡崎平内   | 1889年（明治22年）11月15日                            | 1890年（明治23年）01月24日 | 元県会議長、郡長 国会議員立候補のため辞職 |
| 02 | 田中政春   | 1890年（明治23年）05月17日 1890年（明治23年）05月23日 | 1901年（明治34年）03月11日 | 初代市議会議長 上京途中に急逝             |
| 03 | 天野祐治   | 1901年（明治34年）07月01日 1901年（明治34年）05月17日 | 1904年（明治37年）04月17日 | 元郡長 健康状態悪化により辞職             |
| 04 | 尾崎武久   | 1904年（明治37年）08月16日                            | 1906年（明治39年）10月23日 | 元郡長、前助役 辞職                       |
| 05 | 藤岡直蔵   | 1906年（明治39年）12月11日                            | 1916年（大正05年）12月10日 | 元郡長                                    |
| 06 | 内海淡     | 1916年（大正05年）12月12日                            | 1918年（大正07年）07月18日 | 元気高郡長 辞職                           |
| 07 | 入江澄     | 1919年（大正08年）02月03日                            | 1919年（大正08年）03月25日 | 元気高郡長 辞職                           |
| 08 | 山内虎蔵   | 1919年（大正08年）07月18日                            | 1923年（大正12年）07月07日 | 前助役                                    |
| 09 | 山村英太郎 | 1923年（大正12年）11月01日                            | 1927年（昭和02年）10月31日 |                                           |
| 10 | 楠城嘉一   | 1927年（昭和02年）12月20日                            | 1939年（昭和14年）12月19日 | 前市議会議長                              |
| 11 | 井上光美   | 1939年（昭和14年）12月20日                            | 1943年（昭和18年）12月19日 | 元津ノ井村長、日ノ丸自動車社長            |
| 12 | 吉村哲三   | 1943年（昭和18年）12月20日                            | 1946年（昭和21年）11月14日 | 元八頭郡長、青森・佐賀両県知事 公職追放   |
| 13 | 竹田平一   | 1947年（昭和22年）04月08日                            | 1949年（昭和24年）03月28日 | 急逝                                      |
| 14 | 森中豊治   | 1949年（昭和24年）05月09日                            | 1951年（昭和26年）01月06日 | 辞職                                      |
| 15 | 入江昶     | 1951年（昭和26年）03月12日                            | 1959年（昭和34年）02月25日 |                                           |
| 16 | 高田勇     | 1959年（昭和34年）02月26日                            | 1971年（昭和46年）02月25日 |                                           |
| 17 | 金田裕夫   | 1971年（昭和46年）02月26日                            | 1983年（昭和58年）02月25日 |                                           |
| 18 | 西尾優     | 1983年（昭和58年）02月26日                            | 1990年（平成02年）02月21日 | 病気の後遺症により辞職                    |
| 19 | 西尾迢富   | 1990年（平成02年）04月16日                            | 2002年（平成14年）04月14日 |                                           |
| 20 | 竹内功     | 2002年（平成14年）04月15日                            | 2014年（平成26年）04月14日 |                                           |
| 21 | 深澤義彦   | 2014年（平成26年）04月15日                            | 現職                       |                                           |
| 参考 - - とっとり市報 1979年10月・1990年12月 - 鳥取市七十年 : 市史374-461頁 - 日本の歴代市長 : 市制施行百年の歩み 第3巻228-237頁 - 鳥取市公式ウェブサイト 市政要覧付録（就任年月日下段） |            |                                                       |                            |                                           |

### 役所
庁舎
- 新本庁舎:〒680-8571 鳥取市幸町71番地
旧本庁舎・旧第二庁舎・駅南庁舎・福祉文化会館・鳥取県東部庁舎に分散していた庁舎を統合する目的で旧鳥取市立病院→旧鳥取市営幸町駐車場跡地に建設された（所在地表記も同一）。庁舎棟・市民交流棟がある。2019年（令和元年）9月24日に駅南庁舎から庁舎棟へ財産経営課・情報政策課が移転したのを皮切りに順次移転し、2019年（令和元年）10月15日に駅南庁舎・旧本庁舎（旧市民課証明コーナー）からの庁舎棟へ窓口業務が移転。11月5日に庁舎棟への移転が完了し、市民交流棟がオープンした。
- 駅南庁舎:〒680-8571 鳥取市富安二丁目138番地4
市町村合併による業務拡大に伴い、旧ダイエー鳥取駅南店を購入して改装した。通常の窓口業務はこちらで行っていたが、2019年（令和元年）10月15日に新本庁舎へ移転した。その後、改装工事を行い、2020年（令和2年）4月27日に鳥取県東部庁舎から駅南庁舎へ鳥取市保健所生活安全課が移転し、2020年（令和2年）5月7日にさざんか会館から駅南庁舎へ鳥取市保健所が移転した。
- 下水道部庁舎:〒680-0902 鳥取市秋里903番地

かつて使用されていた庁舎など
- 旧本庁舎:〒680-8571 鳥取市尚徳町116番地
1964年（昭和39年）に建設された。新本庁舎の庁舎棟への移転に伴い、2019年（令和元年）11月1日をもって閉鎖された。
- 旧市民課証明コーナー:〒680-8571 鳥取市尚徳町116番地
合併前は鳥取駅構内にあったが、窓口業務が駅南庁舎に移転したため、代わりに行政サービスコーナーを旧本庁舎に移転した。その後、2007年（平成19年）4月1日に市民課証明コーナーとなった。2019年（令和元年）10月15日に新本庁舎の庁舎棟へ移転し、駅南庁舎から移転した市民課と統合された。
- 旧第二庁舎:〒680-8571 鳥取市上魚町39番地
旧鳥取市時代に本庁舎が手狭になったため、旧明治生命ビルを購入して改装した。新本庁舎の庁舎棟への移転に伴い、2019年（令和元年）11月1日をもって閉鎖された。
- 福祉文化会館:〒680-8571 鳥取市西町二丁目311番地
選挙管理委員会事務局・監査委員事務局が入居していたが、2019年（令和元年）11月5日に新本庁舎の庁舎棟へ移転した。
- 鳥取県東部庁舎:〒680-8571 鳥取市立川町六丁目176番地
中核市移行に伴い、鳥取県から生活環境部門の大部分を引き継ぎ、業務を行っていた。鳥取市保健所生活安全課以外は2019年（令和元年）10月15日、新本庁舎の庁舎棟へ移転、鳥取市保健所生活安全課も2020年（令和2年）4月27日、駅南庁舎へ移転した。
- さざんか会館:〒680-0845 鳥取市富安二丁目104番地2
中核市移行に伴い、鳥取県から保健福祉部門の大部分を引き継ぎ業務を行っていた。2020年（令和2年）5月7日に駅南庁舎へ移転した。

総合支所
合併前の町村役場に設置されている。ただし、「村」は「町」に変更された。
- 国府町総合支所:〒680-0197 鳥取市国府町宮下1221番地
2013年（平成25年）1月4日に旧国土交通省中国地方整備局殿ダム工事事務所へ移転した。
- 福部町総合支所:〒689-0102 鳥取市福部町細川668番地
- 河原町総合支所:〒680-1221 鳥取市河原町渡一木277番地
- 用瀬町総合支所:〒689-1201 鳥取市用瀬町用瀬832番地
- 佐治町総合支所:〒689-1313 鳥取市佐治町加瀬木2519番地3
- 気高町総合支所:〒689-0331 鳥取市気高町浜村282番地1
- 鹿野町総合支所:〒689-0405 鳥取市鹿野町鹿野1517番地
- 青谷町総合支所:〒689-0592 鳥取市青谷町青谷667番地

## 議会

### 市議会
- 定数 - 32人
- 任期 - 2022年12月17日から2026年12月16日まで

| 会派名                     | 議員数 |
| -------------------------- | ------ |
| 会派新生                   | 11     |
| 公明党鳥取市議団           | 5      |
| 鳥取市議会会派未来ネット   | 4      |
| 日本共産党鳥取市議会議員団 | 3      |
| 開政                       | 2      |
| 無所属                     | 6      |
| 欠員                       | 1      |

### 県議会
- 定数：12名
- 選挙区：鳥取市選挙区
- 任期：2019年4月30日 - 2023年4月29日

| 議員名     | 会派名                     | 備考                 |
| ---------- | -------------------------- | -------------------- |
| 福浜隆宏   | 無所属                     |                      |
| 銀杏泰利   | 公明党鳥取県議会議員団     |                      |
| 浜崎晋一   | 鳥取県議会自由民主党       |                      |
| 島谷龍司   | 鳥取県議会自由民主党       |                      |
| 市谷知子   | 日本共産党鳥取県議会議員団 |                      |
| 尾崎薫     | 会派民主                   | 所属党派は立憲民主党 |
| 浜辺義孝   | 公明党鳥取県議会議員団     |                      |
| 藤縄喜和   | 鳥取県議会自由民主党       |                      |
| 坂野経三郎 | 会派民主                   | 所属党派は国民民主党 |
| 中島規夫   | 鳥取県議会自由民主党       |                      |
| 山口雅志   | 鳥取県議会自由民主党       |                      |
| 常田賢二   | 鳥取県議会自由民主党       |                      |

### 衆議院
- 任期 ： 2024年（令和6年）10月27日 - 2028年（令和10年）10月26日（「第50回衆議院議員総選挙」参照）

| 選挙区                                                | 議員名 | 党派名     | 当選回数 | 備考   |
| ----------------------------------------------------- | ------ | ---------- | -------- | ------ |
| 鳥取県第1区（鳥取市、倉吉市、岩美郡、八頭郡、東伯郡） | 石破茂 | 自由民主党 | 13       | 選挙区 |

## 司法

### 裁判所
- 鳥取地方裁判所
  - 鳥取簡易裁判所
- 鳥取家庭裁判所

## 国の機関

### 内閣府
警察庁
- 中国四国管区警察局鳥取県情報通信部

### 総務省
- 中国四国管区行政評価局鳥取行政監視行政相談センター

### 法務省
- 鳥取地方法務局
- 鳥取刑務所
- 広島少年鑑別所鳥取少年鑑別支所
- 鳥取保護観察所

検察庁
- 鳥取地方検察庁
- 鳥取区検察庁

### 財務省
- 中国財務局鳥取財務事務所
- 神戸税関境税関支署鳥取監視署

国税庁
- 広島国税局鳥取税務署

### 厚生労働省
- 中国四国厚生局鳥取事務所
- 鳥取労働局
  - 鳥取労働基準監督署
  - 鳥取公共職業安定所

### 農林水産省
- 中国四国農政局鳥取県拠点（鳥取農政事務所）

林野庁
- 近畿中国森林管理局鳥取森林管理署

### 国土交通省
- 中国地方整備局鳥取河川国道事務所
- 中国運輸局鳥取運輸支局

海上保安庁
- 第8管区海上保安本部境海上保安部鳥取海上保安署

気象庁
- 鳥取地方気象台

### 防衛省
自衛隊
- 自衛隊鳥取地方協力本部

## 施設

### 警察
本部
- 鳥取県警察本部

警察署
警察の管轄は以下の通りとなっている。
- 鳥取警察署：鳥取・国府・福部地域
- 智頭警察署（智頭町）：河原・用瀬・佐治地域
- 浜村警察署：気高・鹿野・青谷地域

### 消防
本部
- 鳥取県東部広域行政管理組合消防局

消防署
- 鳥取消防署
- 湖山消防署

### 医療
主な病院
- 国立病院機構鳥取医療センター
- 鳥取県立中央病院
- 鳥取生協病院

### 郵便局
住民票（本人または同一世帯）、戸籍（本人または同一戸籍）及び印鑑登録（本人のみ）に関する証明の発行業務を下記の郵便局（貯金・保険窓口）に委託している。
主な郵便局
- 鳥取中央郵便局
- 鳥取湖山北郵便局
- 宝木郵便局
  - 宝木郵便局は2006年（平成18年）11月1日から取り扱い（宝木行政サービスコーナーが10月31日をもって廃止されたため）。

### 文化施設
コンサート・コンベンション施設
- 鳥取県立県民文化会館（とりぎん文化会館）
- 鳥取市文化ホール
- パレットとっとり市民交流ホール

### 運動施設
- 鳥取市営サッカー場（Axisバードスタジアム）
- 鳥取県立布勢総合運動公園陸上競技場（コカ・コーラボトラーズジャパンスポーツパーク陸上競技場）
- 鳥取県立鳥取産業体育館
- 鳥取市若葉台スポーツセンター
- 鳥取市用瀬町運動公園

## 対外関係

### 姉妹都市・提携都市
旧町村時代に提携した市は、合併後も継承されている。

#### 海外
姉妹都市
- 清州市（大韓民国 忠清北道）
  - 1990年8月30日 - 姉妹都市提携
- ハーナウ市（ドイツ連邦共和国 ヘッセン州）
  - 2001年11月20日 - 姉妹都市提携

提携都市
- 沙河市（中華人民共和国 河北省 邢台市）
  - 1995年5月 - 友好都市提携（旧国府町）
- 太倉市（中華人民共和国 江蘇省 蘇州市）
  - 1995年11月 - 友好都市提携（旧青谷町）

#### 国内
姉妹都市
- 釧路市（北海道）
  - 1963年10月4日 - 姉妹都市提携[19]
- 姫路市（兵庫県）
  - 1972年3月8日 - 姉妹都市提携[20][19]
- 池田市（大阪府）
  - 1989年4月 - 姉妹都市提携（旧青谷町）
- 岩国市（山口県）
  - 1995年10月13日 - 姉妹都市提携[19]
- 郡山市（福島県）
  - 2005年11月25日 - 姉妹都市提携[19]

交流都市
- 湯沢市（秋田県）
  - 1972年 - 旧皆瀬村と交流都市提携（旧佐治村）
- 津和野町（島根県鹿足郡）
  - 1993年 - 交流都市提携（旧鹿野町）
- 高山市（（岐阜県）
  - 1993年 - 旧国府町と交流都市提携（旧国府町）
- 津山市（岡山県）
  - xxxx年 - 旧阿波村と交流都市提携（旧用瀬町）

## 経済

### 第一次産業

#### 農業
- らっきょう

農業協同組合
- 鳥取いなば農業協同組合（JA鳥取いなば）

#### 漁業
漁業協同組合
- 鳥取県漁業協同組合（JF鳥取県）

### 第二次産業

#### 工業
- 緊急自動車
- コイル
- セラミックス
- 電気機器（液晶ディスプレイ）など

### 第三次産業

#### 商業
主な商業施設
- イオンモール鳥取北
- スーパーモール鳥取
- シャミネ
- 鳥取賀露みなとオアシス
- 鳥取ショッピングシティ
- 鳥取サンロード商店街
- 丸由百貨店

### 金融機関
- みずほ銀行
- 鳥取銀行（市の指定金融機関）
- 山陰合同銀行
- 島根銀行
- 三井住友信託銀行[注釈 5]

- 商工組合中央金庫
- 鳥取信用金庫
- 中国労働金庫
- 鳥取県信用農業協同組合連合会（JA鳥取信連・JAバンク）
- 鳥取いなば農業協同組合（JA鳥取いなば・JAバンク）
- ゆうちょ銀行

### 市内に本社を置く企業
- LIMNO
- 日本セラミック
- エプソンイメージングデバイス
- グッドヒル
- トミタ電機
- 吉谷機械製作所
- ダイヤモンド電機
- アイエム電子

### 生活協同組合
- 全労済鳥取県本部
- 鳥取県生活協同組合（日本生活協同組合連合会加盟組合）
- 鳥取大学生活協同組合（大学生協）

## 情報･通信

### マスメディア

#### 新聞社
- 日本海新聞（新日本海新聞社）
- 山陰中央新報鳥取総局
- 中国新聞鳥取支局
- 朝日新聞鳥取総局
- 読売新聞鳥取支局
- 毎日新聞鳥取支局
- 産経新聞鳥取支局
- 日本経済新聞鳥取支局

#### 通信社
- 共同通信社鳥取支局
- 時事通信社鳥取支局

#### 放送局
テレビ・ラジオ
- NHK鳥取放送局
- 日本海テレビジョン放送（NKT）（NNN・NNS系列）
- 山陰放送（BSS）（JNN系列） 〔JRN・NRN系列〕鳥取支社
- 山陰中央テレビジョン放送（TSK）（FNN・FNS系列）鳥取支社
- エフエム山陰（V-air） 〔JFN系列〕鳥取支社
- FM鳥取（RADIO BIRD）

取材拠点
- テレビ朝日鳥取支局

ケーブルテレビ
- 鳥取テレトピア（いなばぴょんぴょんネット・本庁地区の主に農村部と旧八頭郡域）
- 日本海ケーブルネットワーク（NCN・本庁地区の主に市街地部と旧岩美郡・気高郡域）

## 生活基盤

### ライフライン

#### ガス
- 鳥取ガス

#### 電信
市外局番
市外局番は、河原・用瀬・佐治地域が0858（70〜89）、その他が0857（20〜89）となっている。ただし、天気予報はいずれも0857-177である。
- 0857（20〜89）エリア（鳥取MA） - 鳥取市（河原・用瀬・佐治地域を除く）・岩美町
  - NTT西日本
    - 鳥取寺町2収容局（鳥取市） 20〜27、29、36、37（0〜2千番台）、38（2千番台）、39（0〜8千番台）
    - 鳥取賀露収容局（鳥取市） 28、31、32（0〜4千番台）、37（3千番台）、38（3、8〜9千番台）、39（9千番台）
    - 鳥取叶収容局（鳥取市） 37（4千番台）、38（4千番台）、51（4〜9千番台）、53（0〜7、9千番台）
    - 鳥取津ノ井収容局（鳥取市） 37（8千番台）、38（6千番台）、52（0〜8千番台）、75（6〜9千番台）
    - 鳥取神戸収容局（鳥取市） 38（7千番台）、55（0千番台）
    - 鳥取吉岡収容局（鳥取市） 54（0、5〜9千番台）、57（0千番台）
    - 末恒収容局（鳥取市） 37（9千番台）、59（0〜2、6〜9千番台）
    - 鳥取明治収容局（鳥取市） 38（5千番台）、56（0千番台）
    - 中河原収容局（鳥取市） 58（0〜1千番台）
    - 福部収容局（鳥取市） 38（1千番台）、74（3、6〜9千番台）、75（2千番台）
    - 浜村収容局（鳥取市） 37（6千番台）、82（0〜4、6〜9千番台）
    - 鳥取鹿野収容局（鳥取市） 38（0千番台）、84（1〜3、6、8千番台）
    - 青谷収容局（鳥取市） 37（7千番台）、85（0〜2、5〜9千番台）
    - 青谷日置収容局（鳥取市） 86（0、6千番台）
    - 青谷勝部収容局（鳥取市） 87（0、6千番台）
    - 岩美収容局（岩美町） 37（5千番台）、72（0〜3、8千番台）、73（0〜1、5〜9千番台）
    - 岩美蒲生収容局（岩美町） 76（0〜1千番台）
    - ひかり電話（収容局によらない） 30、50、60

  - その他
    - NTTコミュニケーションズ 33
    - NTTドコモ 65
    - エネルギア・コミュニケーションズ 67
    - KDDI 35、77
    - ソフトバンク 70、88
    - 楽天コミュニケーションズ 78

  - 空き番号 34、40〜49、61〜64、66、68〜69、71、79〜81、83、89
- 0858（70〜89）エリア（郡家MA） - 鳥取市（河原・用瀬・佐治地域）・若桜町・智頭町・八頭町
  - NTT西日本
    - 郡家収容局（八頭町） 72（0〜3、6〜9千番台）、73（0千番台）、76（0、7千番台）
    - 郡家船岡収容局（八頭町） 73（6、8千番台）
    - 私都収容局（八頭町） 74（0、6千番台）、76（8千番台）
    - 八東収容局（八頭町） 76（4千番台）、84（1〜3、6、8千番台）
    - 若桜収容局（若桜町） 76（5千番台）、77（3千番台）、82（0〜2、5〜6、8千番台）
    - 郡家池田収容局（若桜町） 83（0、6千番台）
    - 河原収容局（鳥取市） 76（3千番台）、77（2千番台）、85（0〜3、5〜9千番台）
    - 用瀬収容局（鳥取市） 76（2千番台）、87（2〜3、6、8千番台）
    - 佐治収容局（鳥取市） 76（6千番台）、77（0千番台）、88（0千番台）、89（1千番台）
    - 智頭収容局（智頭町） 75（0〜4、6、8千番台）、76（1、9千番台）
    - 那岐収容局（智頭町） 78（0、6千番台）
    - ひかり電話（収容局によらない） 71

  - その他
    - エネルギア・コミュニケーションズ 70
    - KDDI 79
    - ソフトバンク 80、86

  - 空き番号 81

## 教育・研究機関

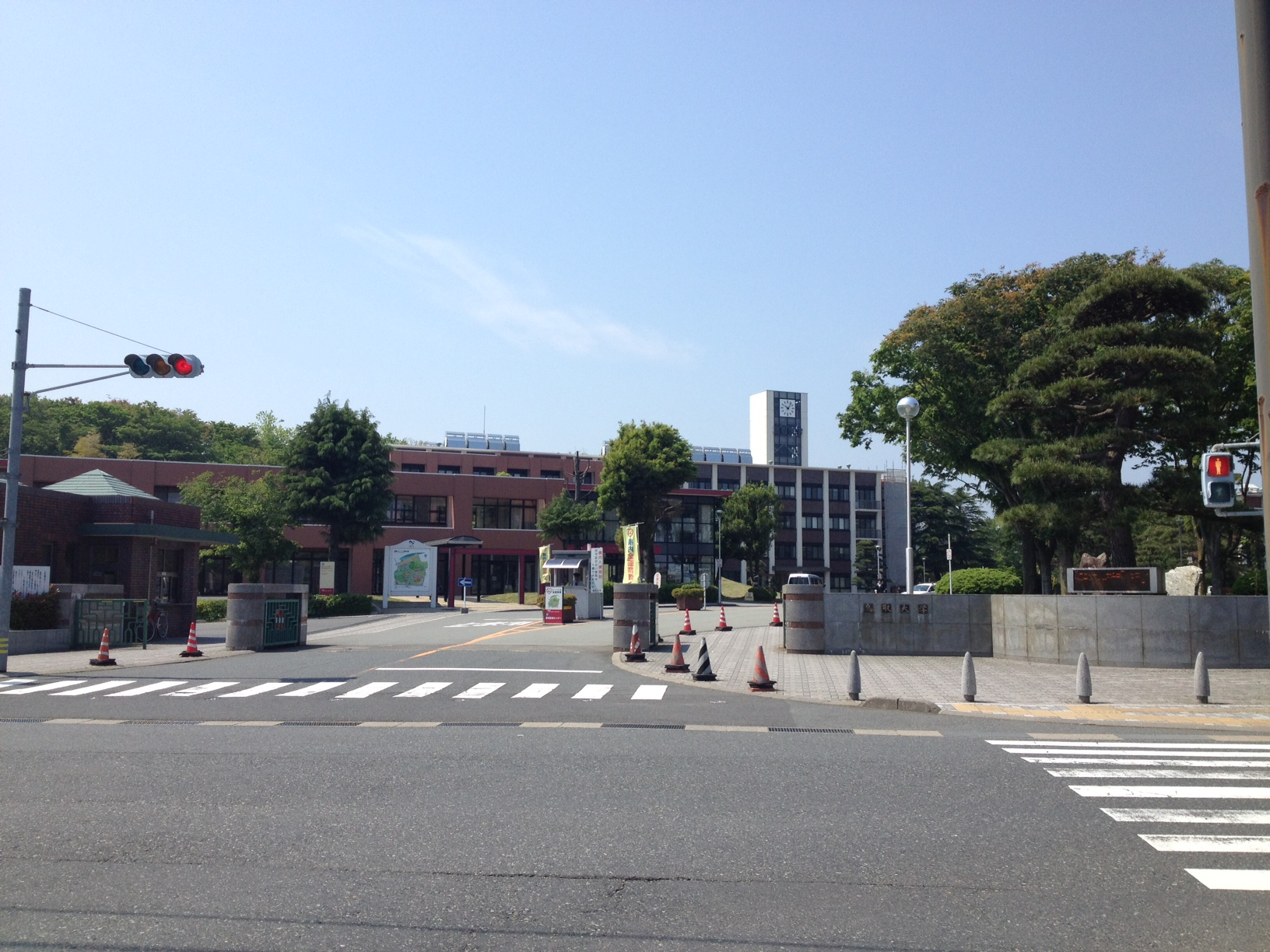
鳥取大学
鳥取キャンパス

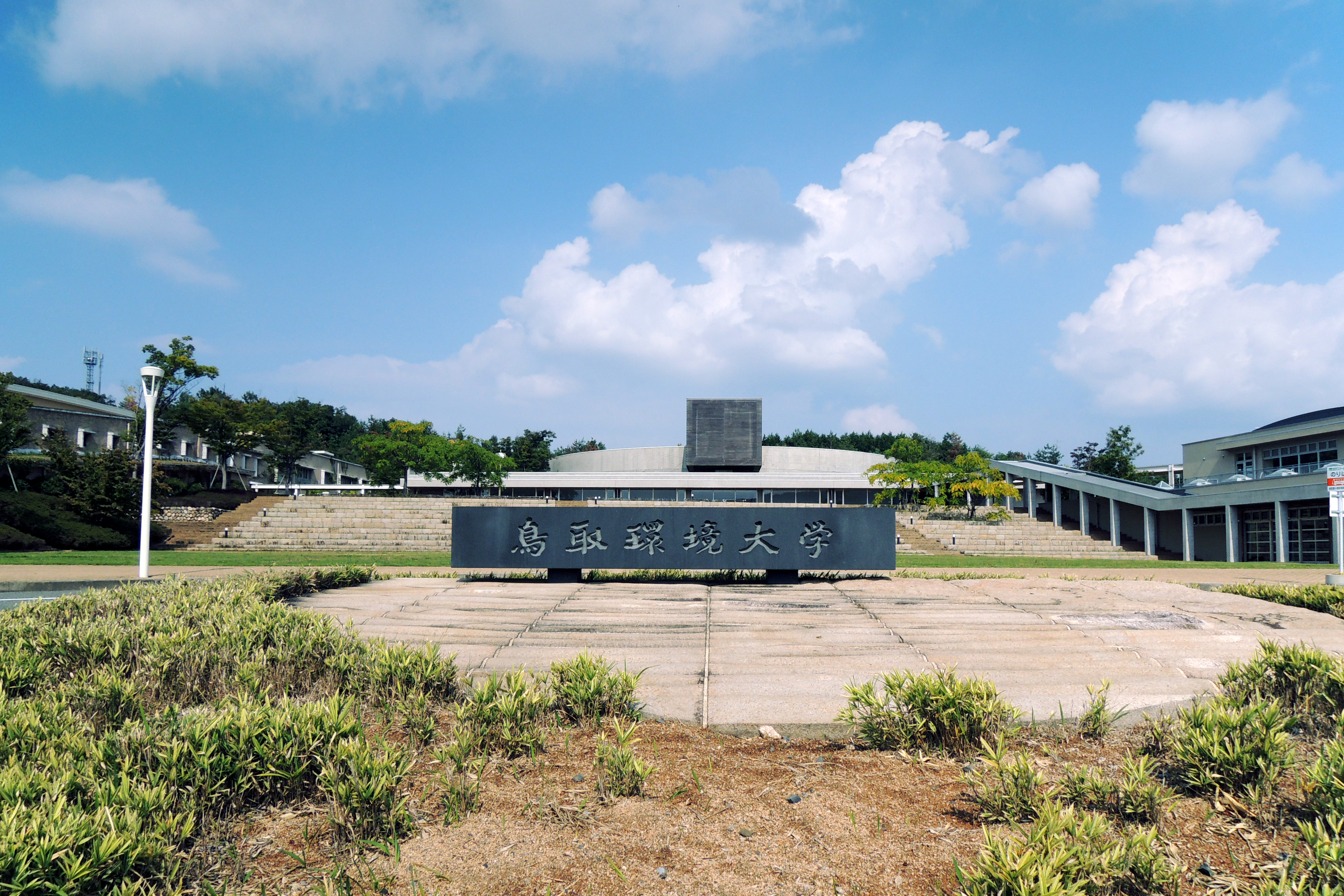
鳥取環境大学

### 大学
国立
- 鳥取大学 鳥取キャンパス

公立
- 公立鳥取環境大学

私立
- 放送大学鳥取学習センター

### 専修学校
鳥取県専修学校一覧

### 高等学校
鳥取県東部(因幡地域)の私立高等学校は2015年4月1日現在4校（鳥取城北高等学校、鳥取敬愛高等学校、クラーク記念国際高等学校鳥取キャンパス、青翔開智高等学校）。
公立
- 鳥取地域
  - 鳥取県立鳥取工業高等学校
  - 鳥取県立鳥取湖陵高等学校
  - 鳥取県立鳥取商業高等学校
  - 鳥取県立鳥取西高等学校
  - 鳥取県立鳥取東高等学校
  - 鳥取県立鳥取緑風高等学校（定時制・通信制）
- 青谷地域
  - 鳥取県立青谷高等学校

私立
- 鳥取地域
  - クラーク記念国際高等学校鳥取キャンパス
  - 鳥取敬愛高等学校
  - 鳥取城北高等学校
- 国府地域
  - 青翔開智高等学校（2014年4月1日開校、中高併設）

### 中学校
公立中学校は鳥取市の条例により通学区域が定められている。ただし、特認校については区域外通学が認められている。なお東郷・明治・西郷・佐治・逢坂・瑞穂の各小学校（いずれも特認校）に区域外通学していた場合に限り、高草・河原・千代南・気高の各中学校への区域外通学が認められている。
国立
- 鳥取地域
  - 鳥取大学附属中学校

公立
- 鳥取地域
  - 鳥取県立まなびの森学園
  - 鳥取市立北中学校
  - 鳥取市立湖東中学校
  - 鳥取市立桜ヶ丘中学校
  - 鳥取市立高草中学校
  - 鳥取市立中ノ郷中学校
  - 鳥取市立西中学校
  - 鳥取市立東中学校
  - 鳥取市立南中学校

- 国府地域
  - 鳥取市立国府中学校
- 河原地域
  - 鳥取市立河原中学校
- 用瀬・佐治地域
  - 鳥取市立千代南中学校
- 気高地域
  - 鳥取市立気高中学校
- 青谷地域
  - 鳥取市立青谷中学校

私立
- 国府地域
  - 青翔開智中学校（2014年4月1日開校、中高併設）

### 小学校
公立小学校は鳥取市の条例により通学区域が定められている。ただし特認校については区域外通学が認められている。
国立
- 鳥取地域
  - 鳥取大学附属小学校

公立
- 鳥取地域
  - 鳥取市立稲葉山小学校
  - 鳥取市立岩倉小学校
  - 鳥取市立面影小学校
  - 鳥取市立賀露小学校
  - 鳥取市立久松小学校
  - 鳥取市立倉田小学校
  - 鳥取市立湖山小学校
  - 鳥取市立湖山西小学校
  - 鳥取市立修立小学校
  - 鳥取市立醇風小学校
  - 鳥取市立城北小学校
  - 鳥取市立末恒小学校
  - 鳥取市立世紀小学校
  - 鳥取市立遷喬小学校
  - 鳥取市立大正小学校
  - 鳥取市立津ノ井小学校
  - 鳥取市立東郷小学校（特認校）
  - 鳥取市立中ノ郷小学校
  - 鳥取市立日進小学校
  - 鳥取市立浜坂小学校
  - 鳥取市立富桑小学校
  - 鳥取市立美保小学校
  - 鳥取市立美保南小学校
  - 鳥取市立明治小学校（特認校）
  - 鳥取市立明徳小学校
  - 鳥取市立米里小学校
  - 鳥取市立若葉台小学校

- 国府地域
  - 鳥取市立国府東小学校
  - 鳥取市立宮ノ下小学校
- 河原地域
  - 鳥取市立河原第一小学校
  - 鳥取市立西郷小学校（特認校）
  - 鳥取市立散岐小学校
- 用瀬地域
  - 鳥取市立用瀬小学校
- 佐治地域
  - 鳥取市立佐治小学校（特認校）
- 気高地域
  - 鳥取市立逢坂小学校（特認校）
  - 鳥取市立浜村小学校
  - 鳥取市立宝木小学校
  - 鳥取市立瑞穂小学校（特認校）
- 青谷地域
  - 鳥取市立青谷小学校

### 義務教育学校
公立義務教育学校は鳥取市の条例により通学区域が定められている。ただし、特認校については区域外通学が認められている。
- 鳥取地域
  - 鳥取市立江山学園（特認校）
  - 鳥取市立湖南学園（特認校）

- 福部地域
  - 鳥取市立福部未来学園（特認校）
- 鹿野地域
  - 鳥取市立鹿野学園（特認校）

### 特別支援学校
国立
- 鳥取地域
  - 鳥取大学附属特別支援学校

公立
- 鳥取地域
  - 鳥取県立鳥取養護学校
  - 鳥取県立白兎養護学校

- 国府地域
  - 鳥取県立鳥取盲学校
  - 鳥取県立鳥取聾学校

### 研究機関
- 鳥取市さじアストロパーク - 天文台
- 鳥取県水産試験場 - 鳥取県立とっとり賀露かにっこ館に併設。

## 交通

### 空路

#### 空港

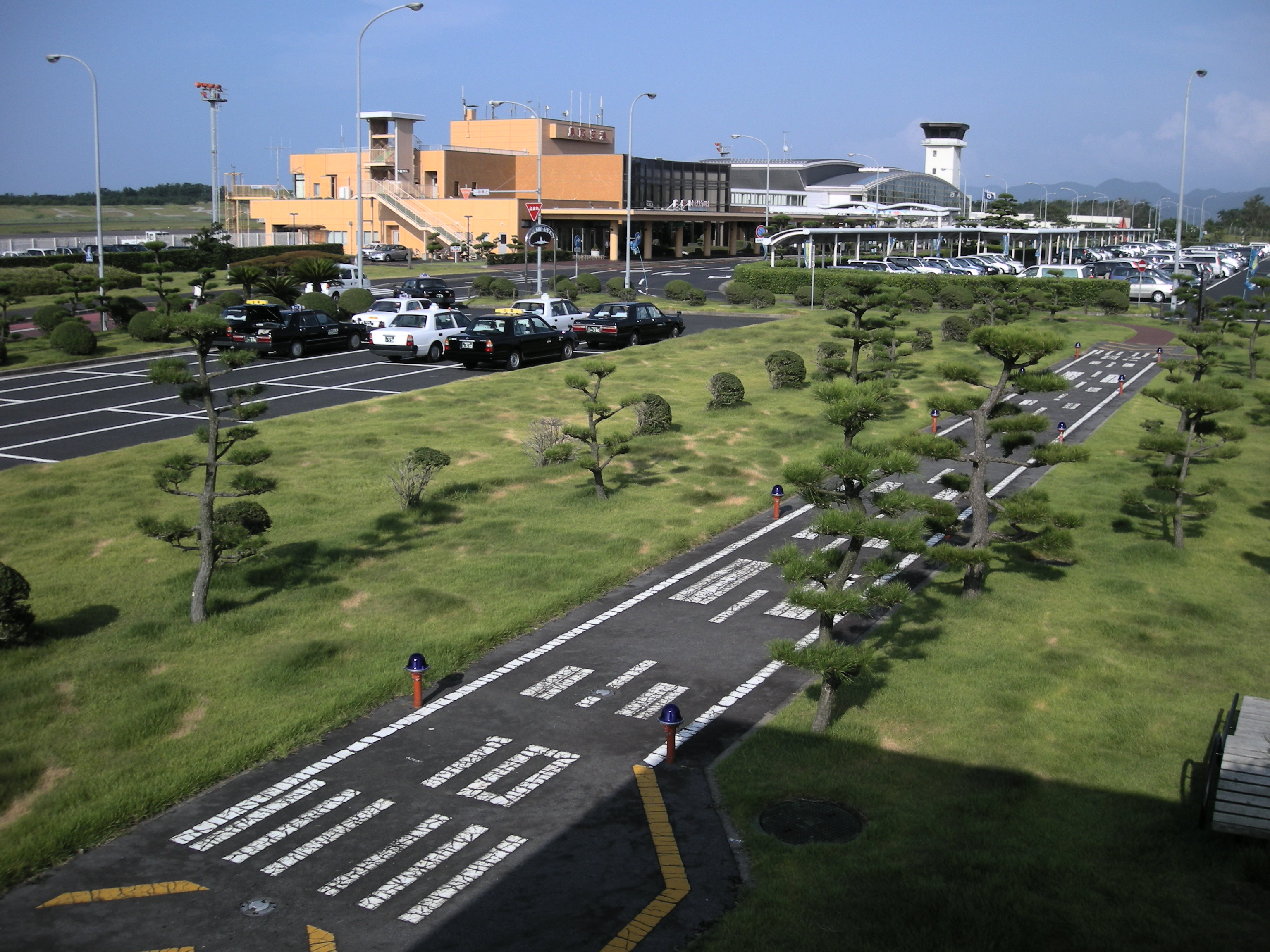
鳥取空港
- 全日本空輸（ANA）：鳥取空港 - 東京国際空港

### 鉄道

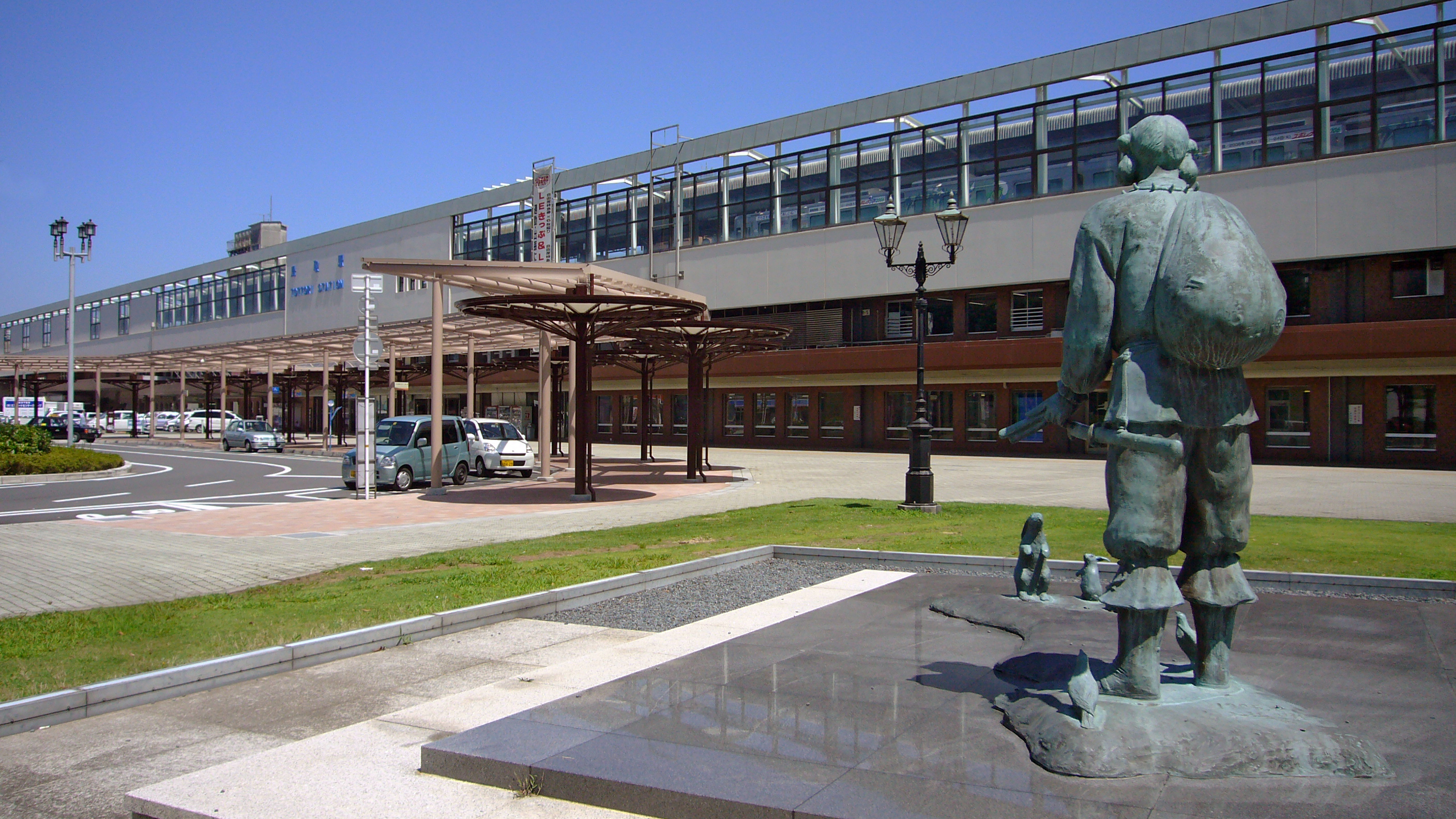
鳥取駅

#### 鉄道路線
西日本旅客鉄道（JR西日本）
- 山陰本線：福部駅 - 鳥取駅 - 湖山駅 - 鳥取大学前駅 - 末恒駅 - 宝木駅 - 浜村駅 - 青谷駅
- 因美線：鳥取駅 - 津ノ井駅 - （八頭町） - 国英駅 - 鷹狩駅 - 用瀬駅 - 因幡社駅

中心となる駅：鳥取駅

### バス

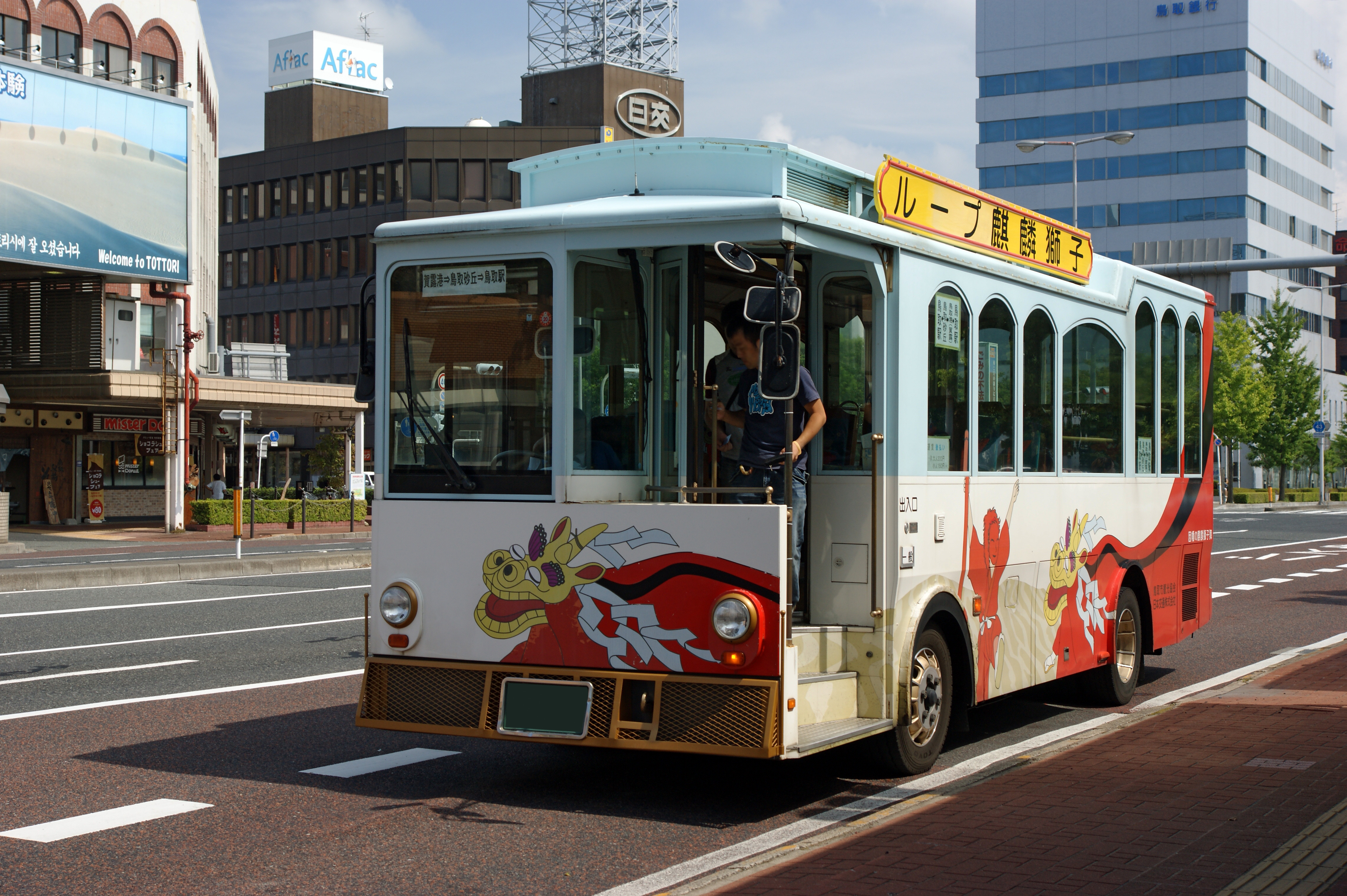
ループ麒麟獅子

#### 路線バス
- 日本交通（日交バス）
- 日ノ丸自動車（日ノ丸バス）
- くる梨（中心市街地を循環する100円バス。赤・青・緑コースがある）
- ループ麒麟獅子（鳥取砂丘や鳥取港などの観光地を巡る周遊バス）
- 鳥取市福部循環バス（鳥取市社会福祉協議会に運行委託）
- 鳥取市気高循環バス（翼運輸に運行委託）
- 鳥取市青谷バス（ニュー青谷タクシー・翼運輸に運行委託）

鳥取県東部地域にて、路線バス等が1日乗り放題となる電子チケット「ノルデチケット」の販売を行っている。デジタル乗車券の販売も開始しており、「RYDE PASS」アプリで購入可能となっている。

#### 高速バス
- 太字は鳥取市内の停車地
- 長期運休中の路線は除く
- すべて昼行

| 愛称名             | 運行会社                      | 運行区間 |
| ------------------ | ----------------------------- | --- |
| 山陰特急バス       | 日本交通 （鳥取・神戸・大阪） | 大阪市（弁天町・梅田・なんば・USJ）・吹田市（千里NT）・伊丹空港・宝塚IC・西宮北IC・神戸市（三宮） - 用瀬PA・河原IC・鳥取駅前 |
| プリンセスバード号 | 日ノ丸自動車                  | 姫路市・山崎IC - 佐用平福 - 大原IC - 西粟倉 - 用瀬PA・河原IC・鳥取駅前・日ノ丸本社前・鳥取大学前                             |
| メリーバード号     | 日ノ丸自動車                  | 広島市 - 湖山湖陵高校前・鳥取駅前                                                                                            |

### タクシー
タクシー路線
- 日本交通（鳥取空港 - 鳥取砂丘間乗合タクシー、鳥取駅南口 - いなば墓苑間。日交バスの一部区間をタクシー代行。）
- 日ノ丸ハイヤー（日ノ丸バスの一部区間をタクシー代行）
- サービスタクシー（日ノ丸バスの一部区間をタクシー代行）
- いなばタクシー（日ノ丸バスの一部区間をタクシー代行）
- 旭タクシー（鳥取空港 - 鳥取砂丘間乗合タクシー）
- 大森タクシー（鳥取空港 - 鳥取砂丘間乗合タクシー）
- ふるさとバス（会員制。OMUが運行。）

### 道路

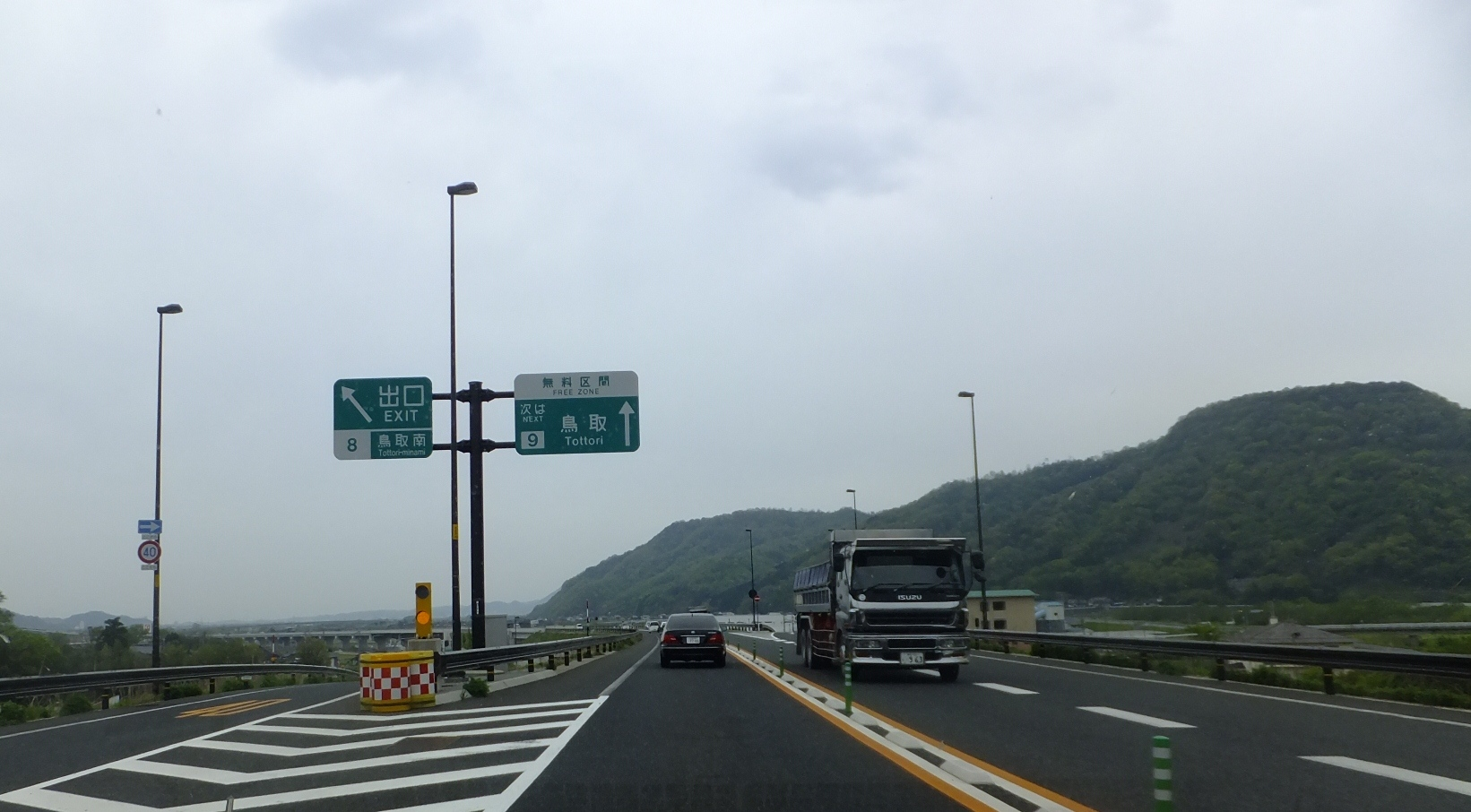
鳥取南IC

#### 高速道路
- 鳥取自動車道 : （八頭郡智頭町） - (6)用瀬IC/PA - (7)河原IC/PA - (8)鳥取南IC - (9)鳥取IC
中国自動車道 佐用JCTまで全線開通しているため、関西方面へはこの路線を使う。四国・岡山方面へは智頭ICで流出して国道53号を経由して向かうのが便利。
- 山陰自動車道 : (9)鳥取IC - (1)鳥取西IC - (2)吉岡温泉IC - (3)瑞穂宝木IC - (4)浜村鹿野温泉IC - (5)青谷IC
- 山陰近畿自動車道（駟馳山バイパス） : 福部IC - （岩美郡岩美町）

#### 国道
- 国道9号 : 鳥取市内を東西に貫く。京都方面や松江方面へは、この道を使う。
- 国道29号 : 市内を南に抜け、兵庫県姫路市へ至る。
- 国道53号 : 中心街の重要な道路でもあり、南へ向かう。岡山市へ至る。
- 国道373号 : 鳥取市内は国道53号と重複区間となっている。瀬戸内・太平洋側の主要都市へは、主にこの道路から中国自動車道を経由して向かう。兵庫県赤穂市へ至る。

#### 県道
主要地方道
- 鳥取県道21号鳥取鹿野倉吉線
- 鳥取県道25号鳥取停車場線
- 鳥取県道26号秋里吉方線
- 鳥取県道31号鳥取国府岩美線
- 鳥取県道32号郡家鹿野気高線
- 鳥取県道33号三朝中線
- 鳥取県道37号岩美八東線
- 鳥取県道39号郡家国府線
- 鳥取県道40号智頭用瀬線
- 鳥取県道41号鳥取港線
- 鳥取県道42号鳥取河原線
- 鳥取県道43号鳥取福部線
- 鳥取県道49号鳥取河原用瀬線
- 鳥取県道51号倉吉川上青谷線

一般県道
- 岡山県道・鳥取県道117号鱒返余戸線
- 岡山県道・鳥取県道118号加茂用瀬線
- 鳥取県道154号上地中河原線
- 鳥取県道156号鳥取港湖山停車場線
- 鳥取県道165号宝木停車場線
- 鳥取県道166号浜村停車場線
- 鳥取県道174号用瀬停車場線
- 鳥取県道181号湖山停車場布勢線
- 鳥取県道182号宝木停車場上光線
- 鳥取県道183号鳥取砂丘線
- 鳥取県道184号樗谿公園線
- 鳥取県道188号池谷福部停車場線
- 鳥取県道189号高路古海線
- 鳥取県道190号金沢伏野線
- 鳥取県道191号矢矯松原線
- 鳥取県道192号西町鳥取停車場線
- 鳥取県道193号田島片原線
- 鳥取県道194号津ノ井国府線
- 鳥取県道195号鷹狩渡一木線
- 鳥取県道196号杣小屋曳田線
- 鳥取県道198号鷲峰気高線
- 鳥取県道212号福部停車場線
- 鳥取県道214号国英停車場線
- 鳥取県道224号一本松覚寺線
- 鳥取県道225号三代寺宮下線
- 鳥取県道226号国安桂木線
- 鳥取県道227号猪子国安線
- 鳥取県道230号小河内加茂線
- 鳥取県道231号本鹿高福線
- 鳥取県道232号八日市釜口線
- 鳥取県道233号矢口鹿野線
- 鳥取県道247号卯垣正蓮寺線
- 鳥取県道251号国府正蓮寺線
- 鳥取県道258号御熊白兎線
- 鳥取県道259号泊絹見青谷線
- 鳥取県道261号青谷停車場線
- 鳥取県道264号鳥取空港布勢線
- 鳥取県道265号湯山鳥取線 （旧・国道9号）
- 鳥取県道266号鳥取空港線
- 鳥取県道274号青谷停車場井手線
- 鳥取県道275号八束水勝見線
- 鳥取県道280号俵原青谷線
- 鳥取県道281号河内槙原線
- 鳥取県道282号麻生国府線
- 鳥取県道287号河原郡家線
- 鳥取県道291号鳥取国府線
- 鳥取県道292号八坂鳥取停車場線
- 鳥取県道293号鳥取郡家線
- 鳥取県道298号袋河原八坂線 （旧・国道53号、旧・国道373号）
- 鳥取県道304号妙徳寺鹿野線
- 鳥取県道307号覚寺青葉線
- 鳥取県道308号桑原坂本線
- 鳥取県道318号伏野覚寺線 （旧・国道9号）
- 鳥取県道319号鳥取砂丘細川線
- 鳥取県道323号若葉台東町線 （旧・国道29号）
- 鳥取県道324号河原インター線
- 鳥取県道327号鳥取空港賀露線
- 鳥取県道328号福部岩美線 （旧・国道9号）
- 鳥取県道500号鳥取河原自転車道線 （因幡自転車道）

### 道の駅
- 道の駅神話の里 白うさぎ
- 道の駅西いなば気楽里
- 道の駅清流茶屋 かわはら

### 航路

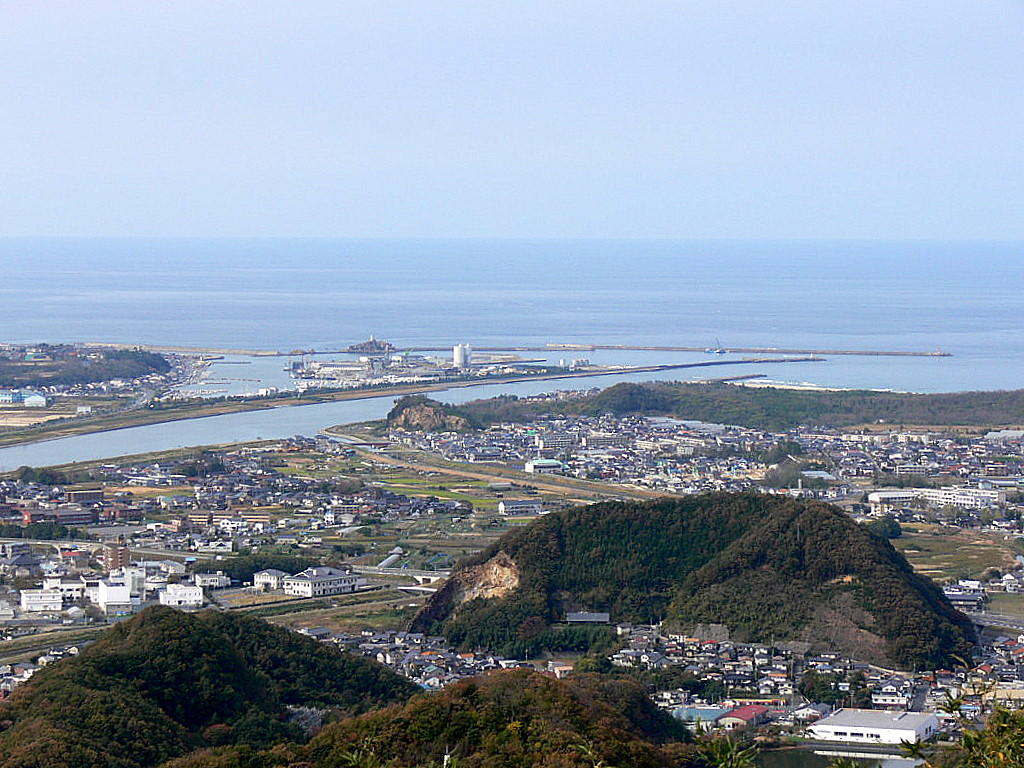
鳥取港

#### 港湾
- 鳥取港（賀露港） - 主に日本海で捕れた魚介類を水揚げる漁港。シロハタやマツバガニ（ズワイガニ）などが主な海産物。

## 観光

### 名所・旧跡
主な城郭
- 邑美丸山城
- 大崎城
- 景石城
- 雁金山城
- 河原城
- 鹿野城
- 高草丸山城
- 防己尾城
- 鳥取城
- 新山城
- 橋本城
- 鵯尾城
- 布勢天神山城
- 蛇山城
- 山崎城

主な寺院
- 因幡国分寺
- 雲龍寺 - 紅葉の名所
- 学成寺
- 観音院 - 庭園は国の名勝
- 景福寺 - 後藤基次、島田元旦墓所
- 玄忠寺 - 荒木又右衛門墓所、荒木又右衛門遺品館
- 興禅寺 - 鳥取藩主池田家の菩提寺、池泉観賞式庭園
- 廣徳寺 - 鎌倉十七墓所
- 常忍寺 - 富木常忍（日常）生誕地
- 大雲院
- 朝日寺
- 日香寺
- 芳心寺
- 摩尼寺

主な神社
- 天穂日命神社
- 宇倍神社 - 因幡国一宮、旧国幣中社
- 倭文神社
- 鳥取東照宮（旧称：樗谿神社）- 本殿、唐門、拝殿及び幣殿は国の重要文化財
- 白兎神社
- 茂宇気神社

主な遺跡
- 青谷上寺地遺跡 - 国の史跡
- 青谷横木遺跡[22]：高松塚古墳と同時期の女性群像画や山陰道沿いの街路樹跡も発掘されている。
- 梶山古墳- 国の史跡

主な史跡
- 鳥取藩主池田家墓所 - 国の史跡
- 久松山（久松公園、鳥取城址） - 国の史跡
- 太閤ヶ平：国史跡
- 仁風閣 - 国の重要文化財
- 福田家住宅 - 国の重要文化財
- 旧美歎水源地水道施設 - 国の重要文化財
- 因幡国庁跡 - 国の史跡
- 伊福吉部徳足比売墓跡 - 国の史跡
- 岡益の石堂 - 陵墓参考地
- 日本基督教団鳥取教会
- 鹿野
  - 鹿野城（鹿野城跡公園）
  - 鹿野往来
- 鳥取新都市若葉台地区（1999年（平成11年）に都市景観100選に選ばれている。）
- 樗谿公園
  - 鳥取東照宮

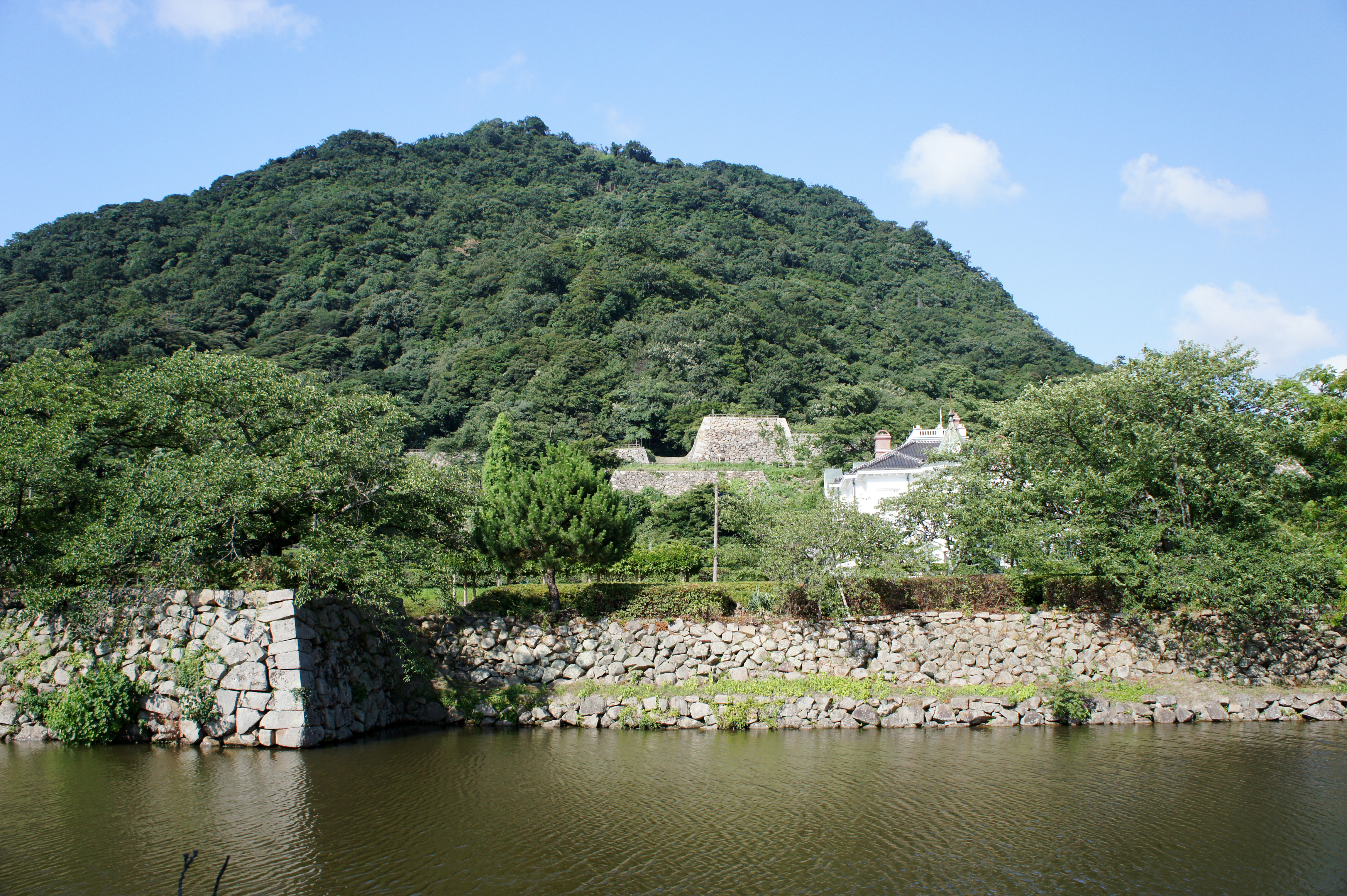
久松公園（鳥取城跡）
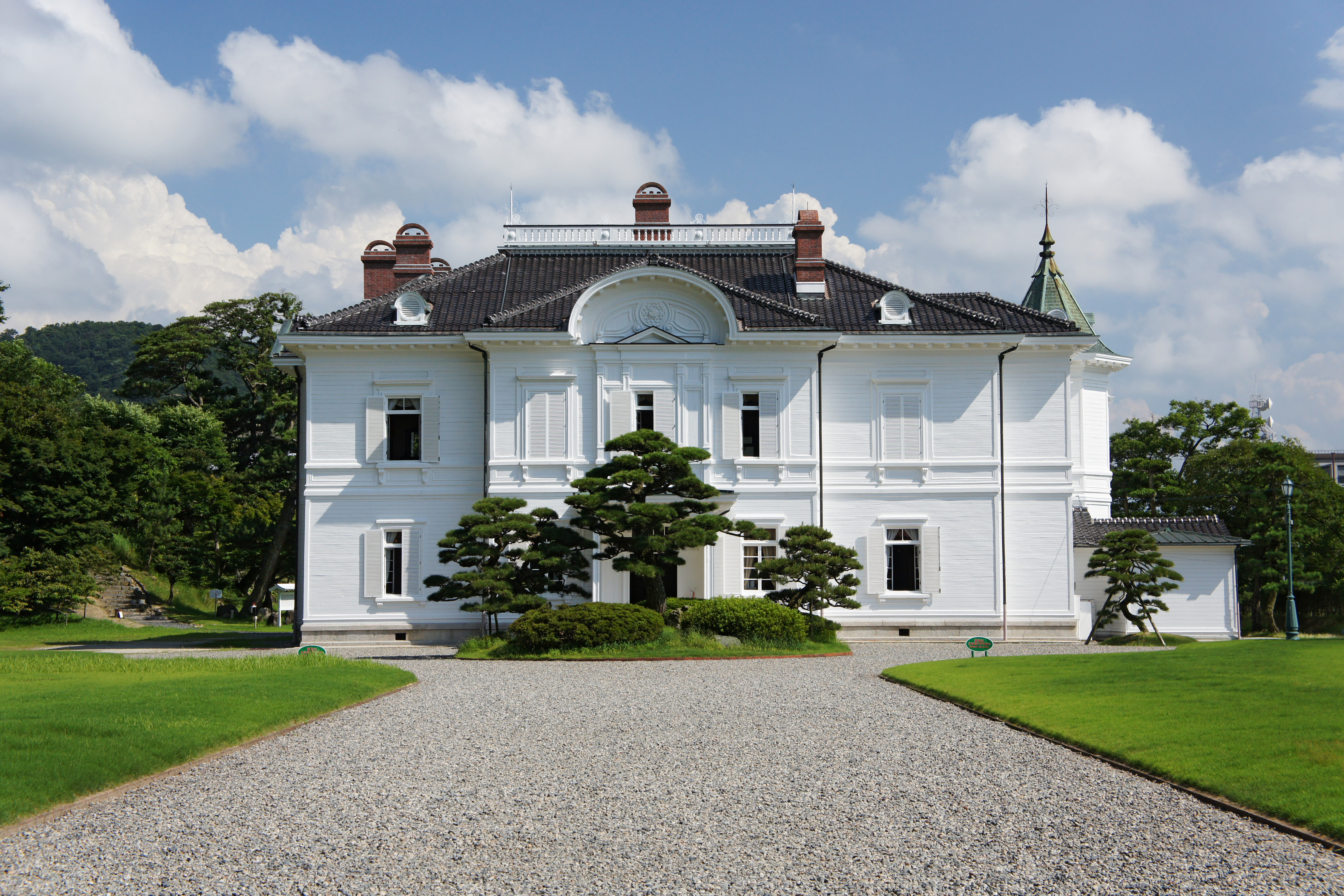
仁風閣
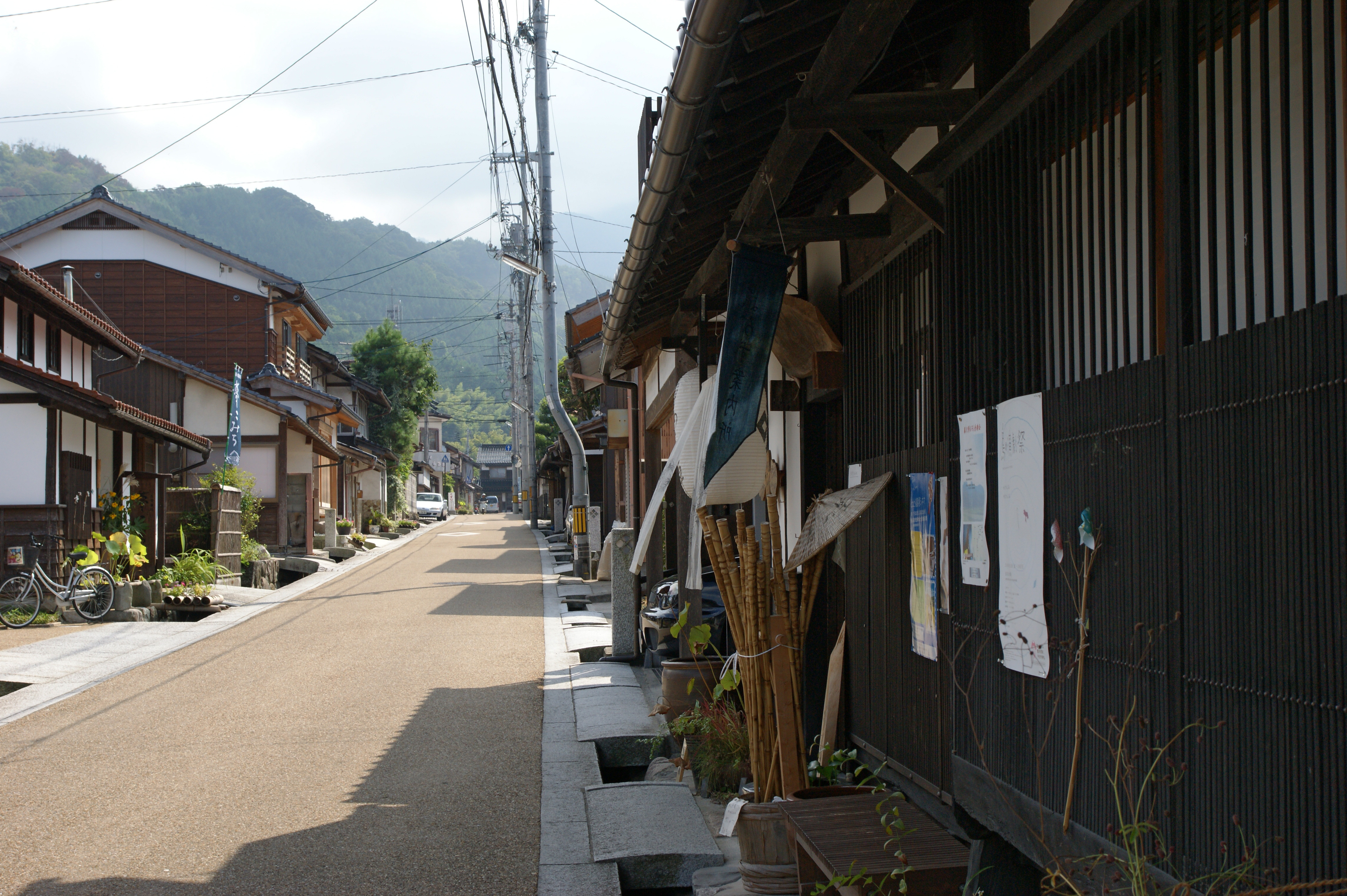
鹿野
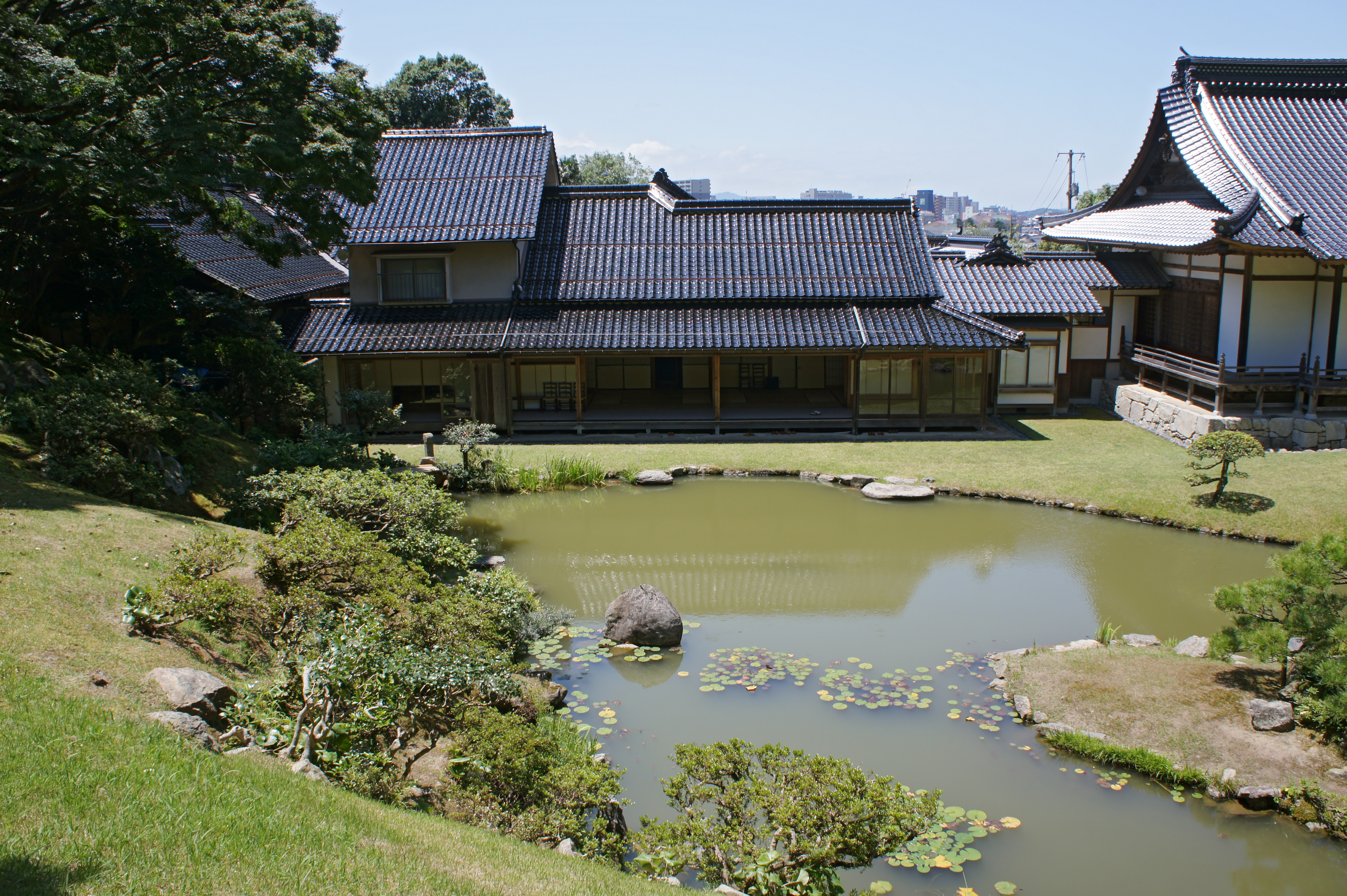
観音院
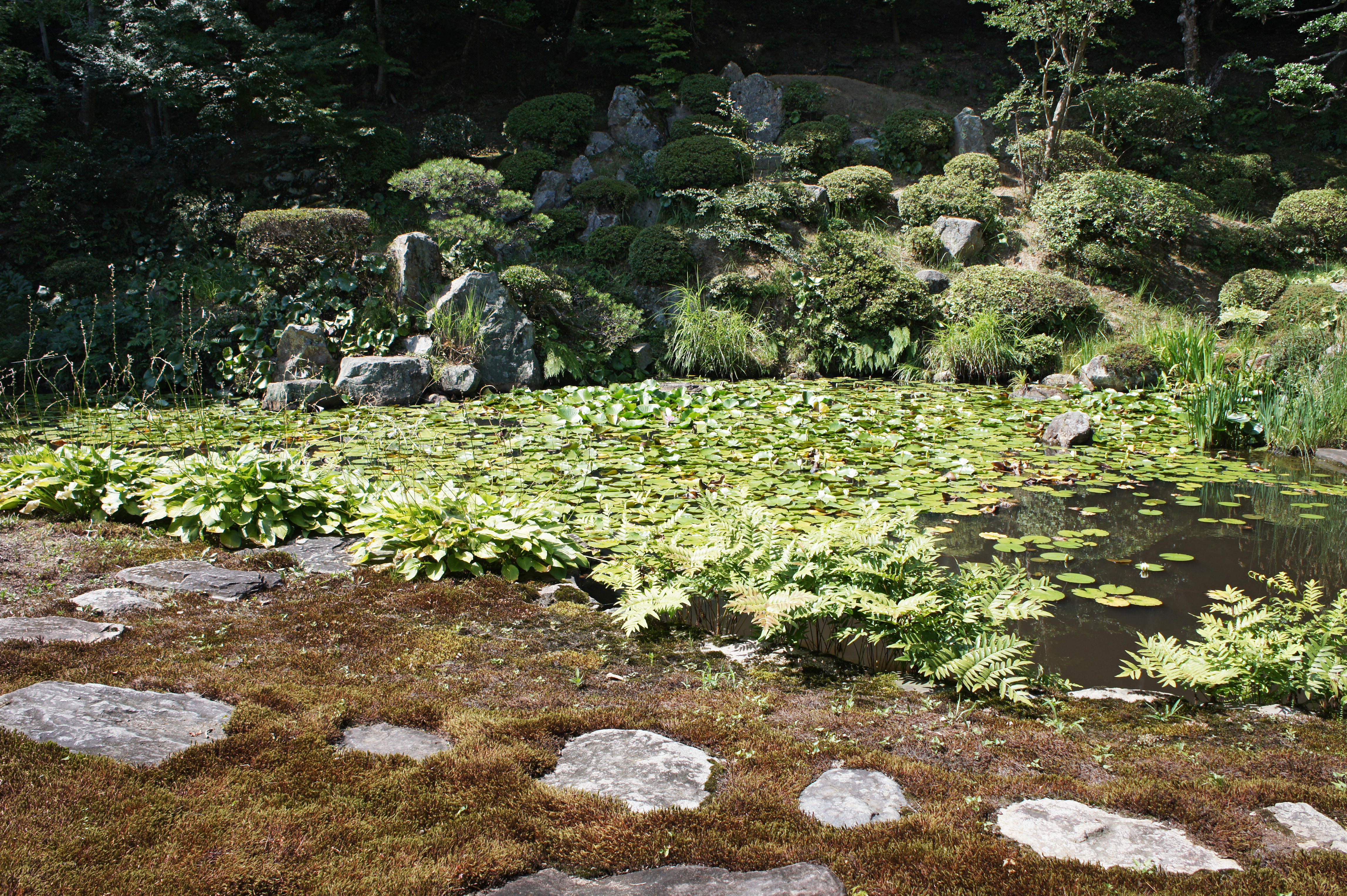
興禅寺
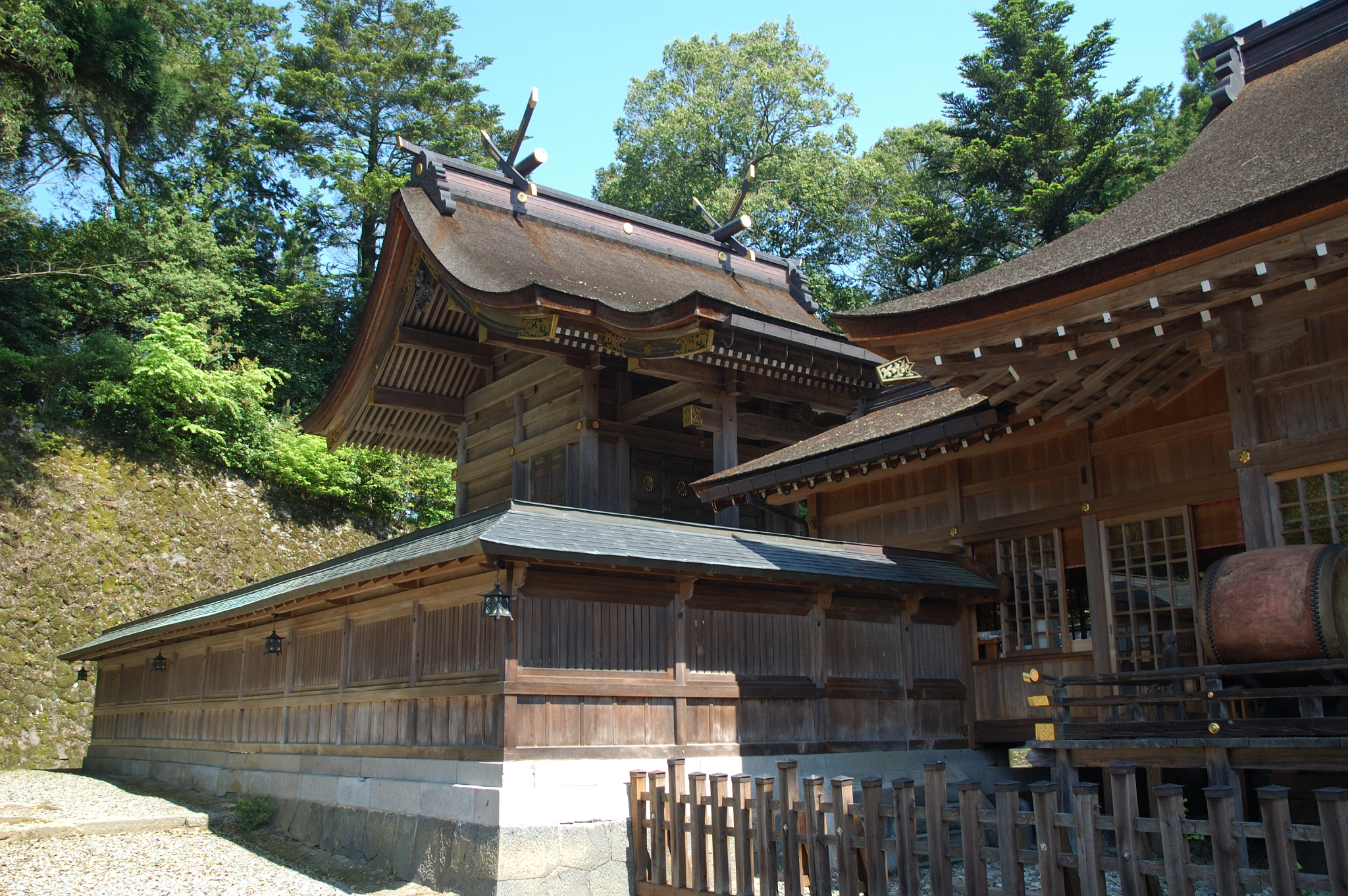
宇倍神社

### 観光スポット

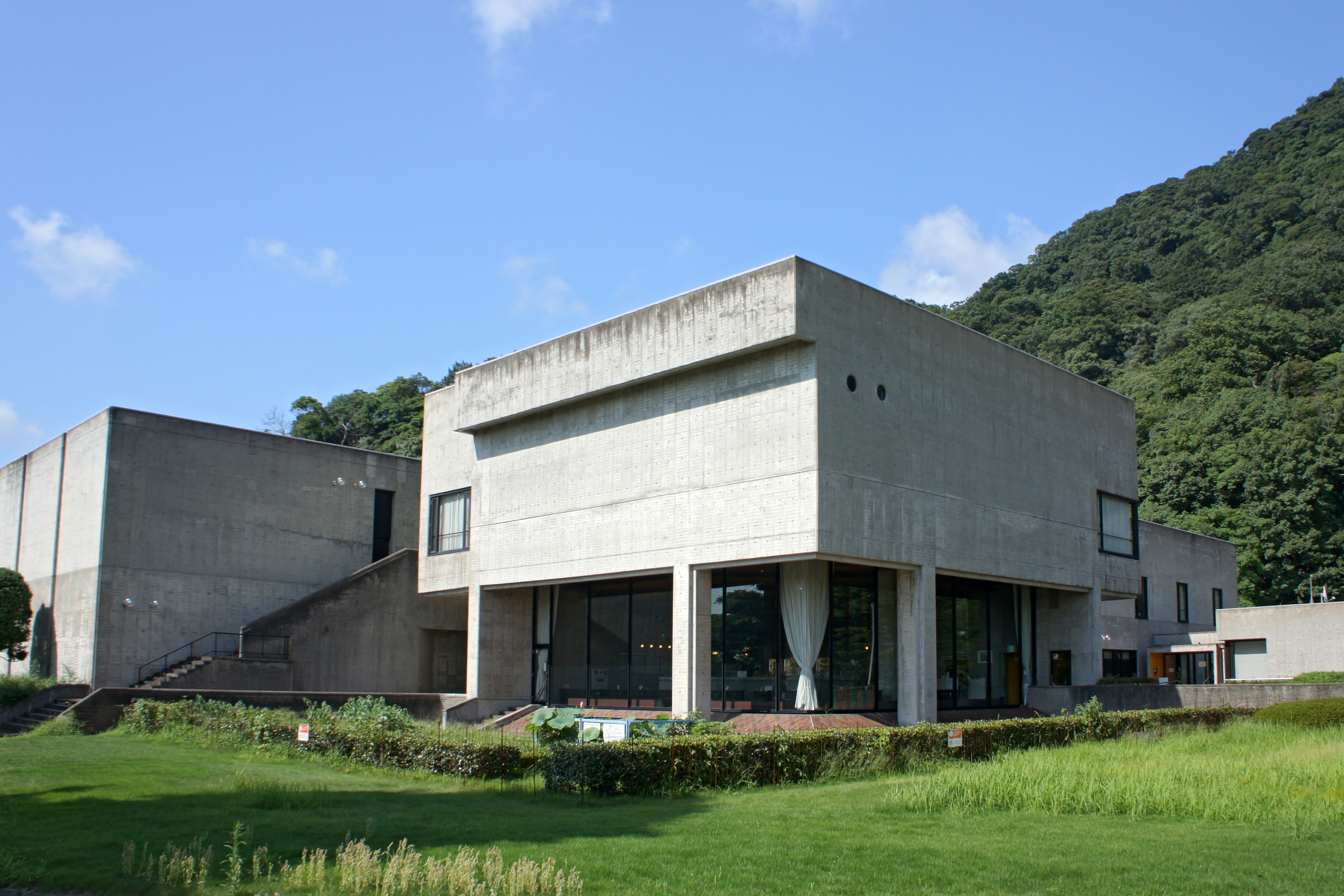
鳥取県立博物館
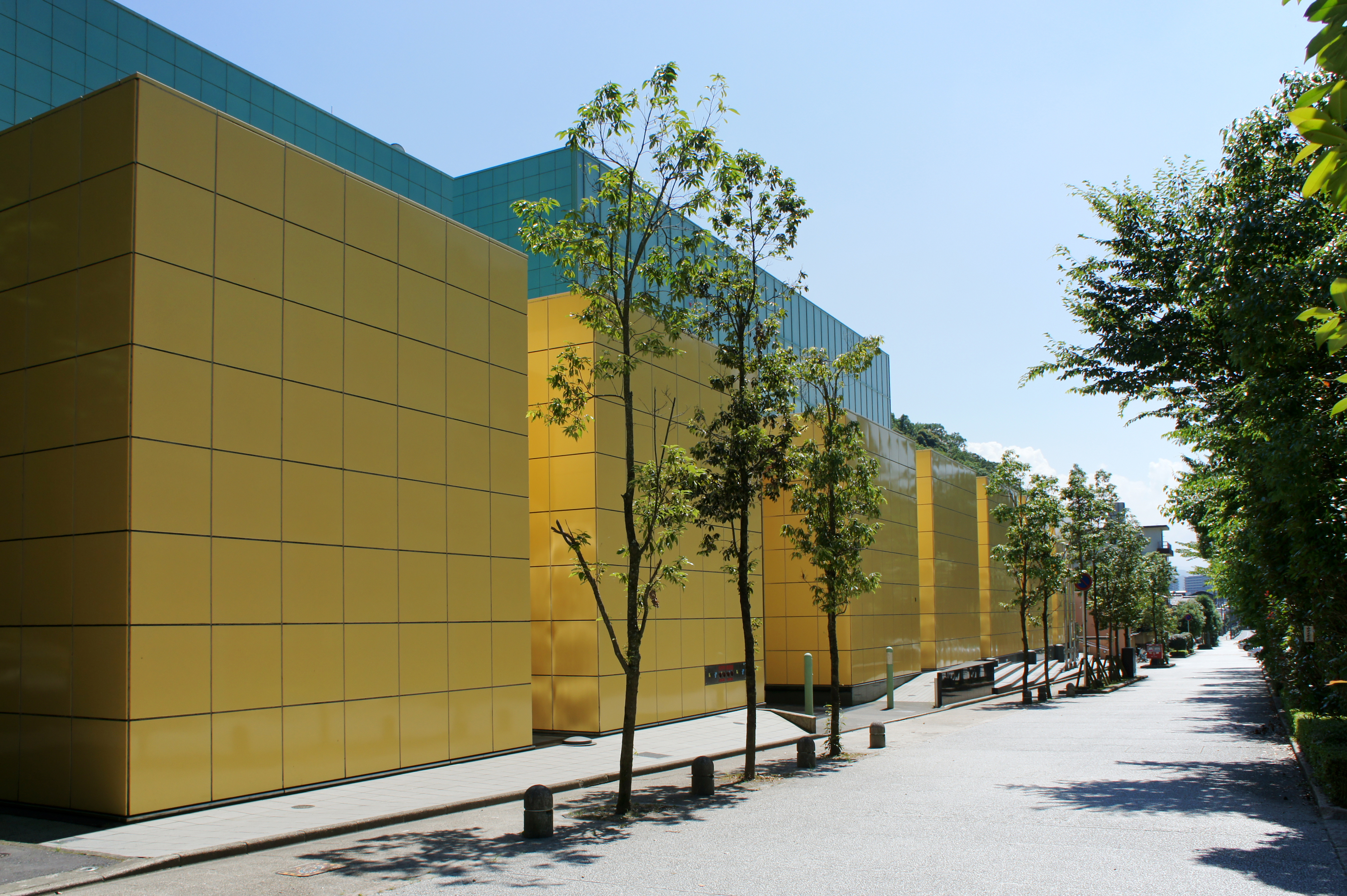
鳥取市歴史博物館やまびこ館
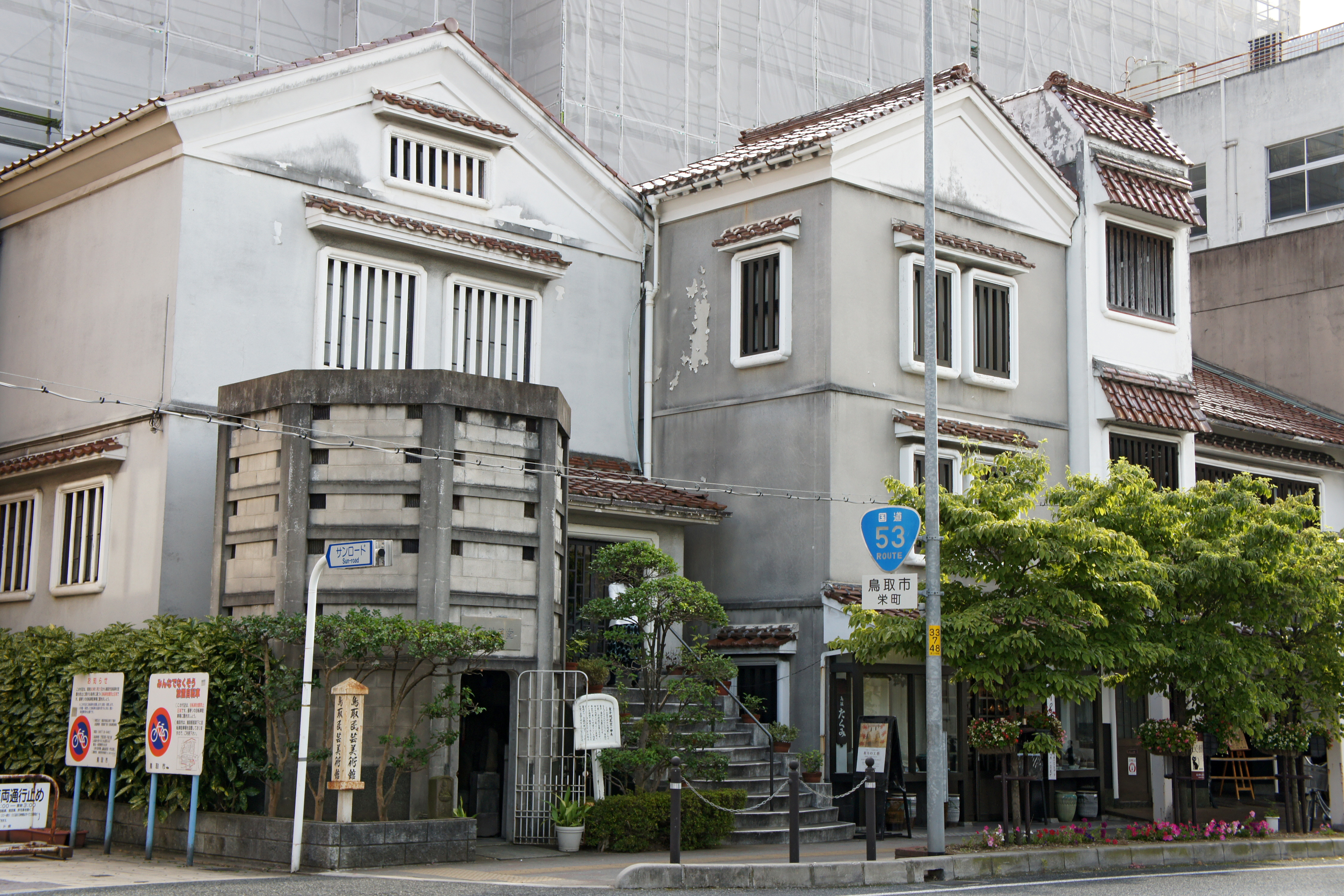
鳥取民芸美術館

自然
- 鳥取砂丘 - 天然記念物、山陰海岸国立公園。
- 湖山池 - 日本最大の池。
- 因幡三山
- 白兎海岸
- 三滝渓
  - 千丈滝 - 落差80mの滝。
- 雨滝 - 日本の滝百選
- 多鯰ヶ池
- 井手ヶ浜 - 鳴き砂の浜
- 森林公園とっとり出合いの森

- 鳥取砂丘
- 湖山池
- 雨滝

博物館

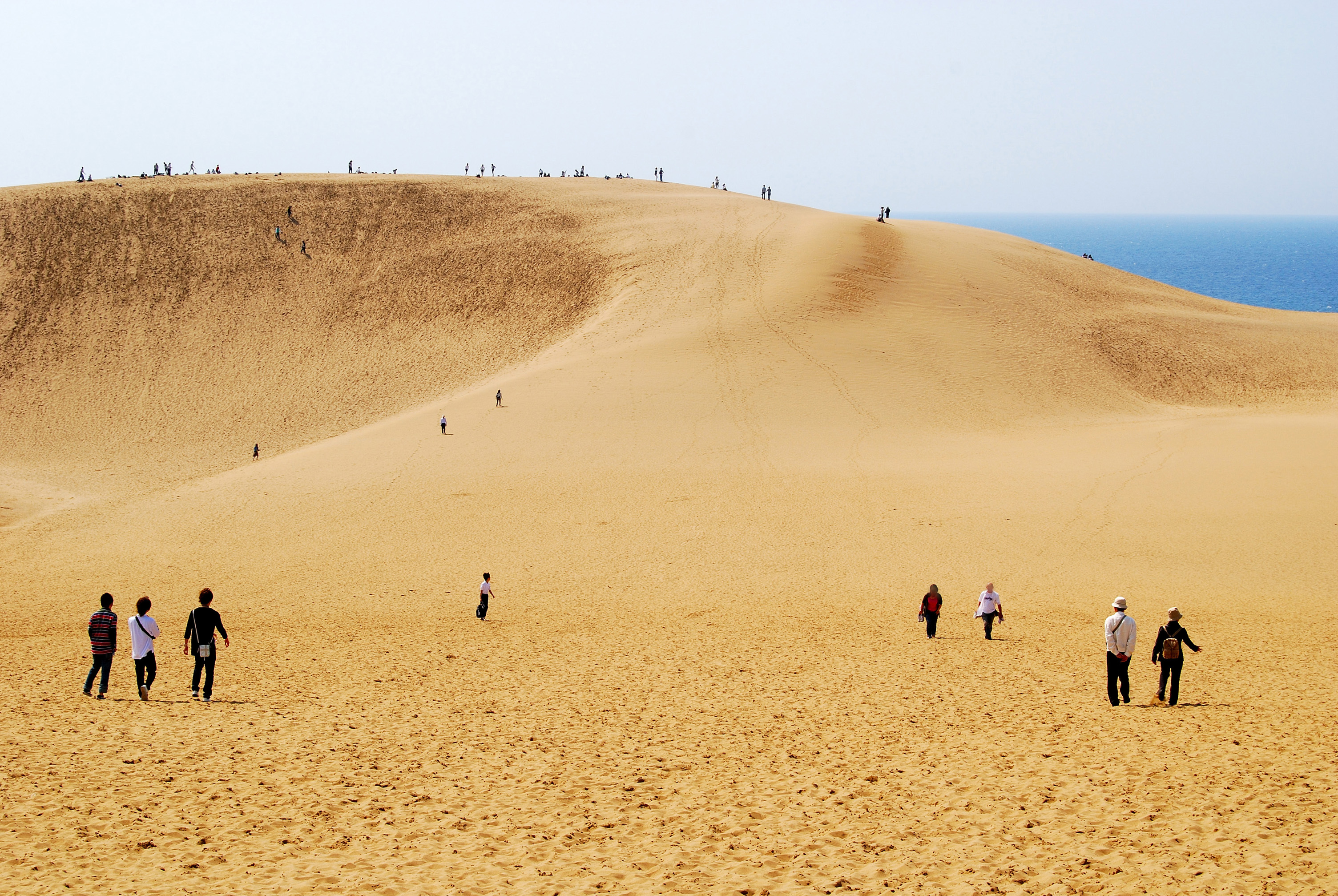
鳥取県立博物館
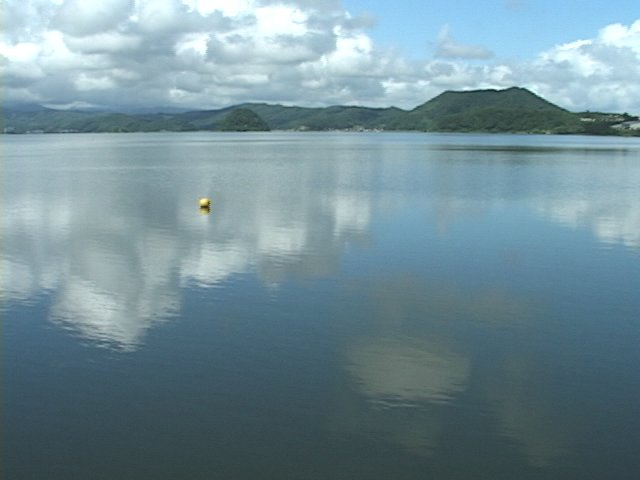
湖山池
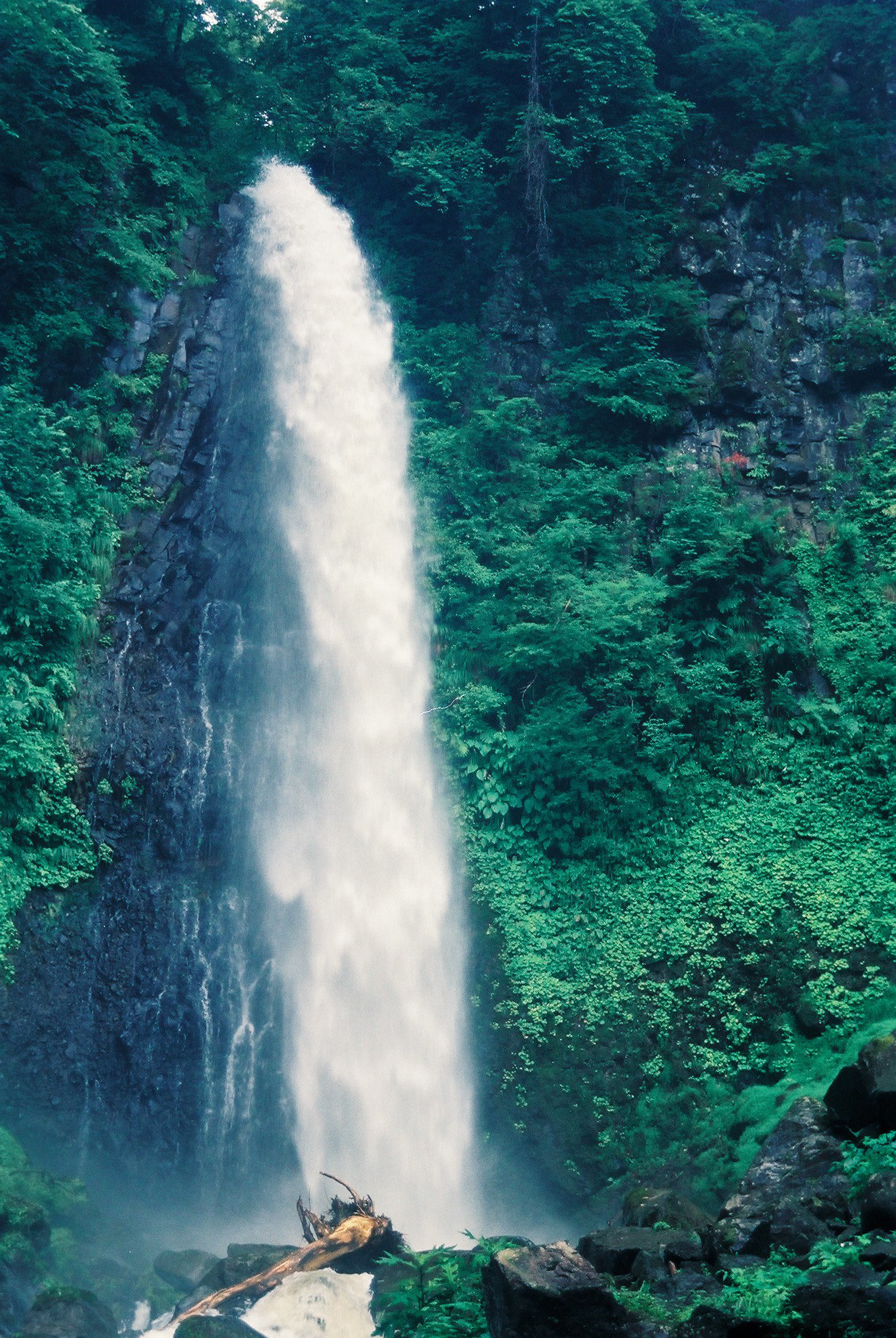
雨滝

- 鳥取県立公文書館
- 鳥取市立歴史博物館（やまびこ館）
- 鳥取民芸美術館
- 因幡万葉歴史館
- 河原城（資料館兼展望台）
- 万葉の館
- 渡辺美術館
- 鳥取県立とっとり賀露かにっこ館
- 鳥取市立こども科学館
- 鳥取市さじアストロパーク・佐治天文台
- わらべ館 - 1989年開催の地方博「鳥取おもちゃ博」を受けて開館したおもちゃのミュージアム。
- 流しびなの館
- 鳥取砂丘こどもの国
- 鳥取砂丘情報館（サンドパルとっとり）
- 因州和紙の里 - 山根和紙資料館、あおや和紙工房、因幡の源左生家 - 因州和紙関連
- 日置桜酒造資料館
- 鳥取市かちべ伝承館
- 青谷上寺地遺跡展示館

- 鳥取県立博物館
- 鳥取市歴史博物館やまびこ館
- 鳥取民芸美術館

主な温泉
- 鳥取温泉
- 浜村温泉
- 吉岡温泉
- 鹿野温泉

その他
- すなば珈琲

## 文化・名物

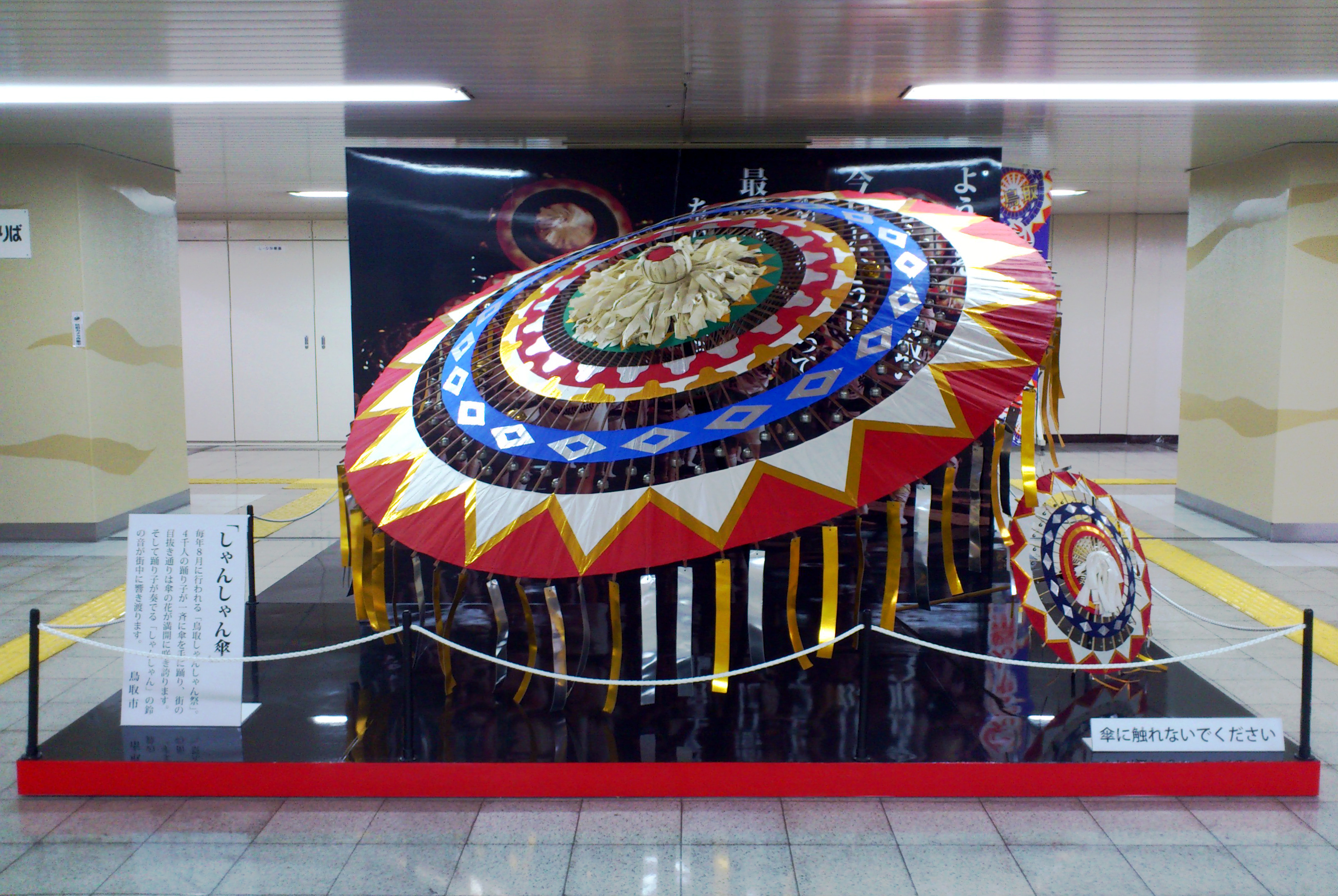
鳥取駅に展示されているしゃんしゃん傘

### 祭事・催事
- 麒麟獅子舞
  - 宇倍神社獅子舞（鳥取県指定無形民俗文化財）
  - 大和佐美命神社獅子舞（鳥取県指定無形民俗文化財）
- 鳥取砂丘イリュージョン - 12月中旬から下旬にかけて開催される光の祭典。砂丘のライトアップ、イルミネーションツリーなど。
- 市民納涼花火大会 - 毎年8月15日に行われる。1953年に鳥取市の14村との合併記念と千代川改修工事にちなんで「千代川感謝祭り」とし、盆の仏送りに合わせて行われた。現在では後に始まったしゃんしゃん祭のフィナーレを飾っている。
- 鳥取しゃんしゃん祭 - 毎年8月中旬に行われる。14日には、中心街の主要道路を利用して、地元の各団体が鈴の付いた傘を使い、きなんせ節など4曲を鳥取の唄に合わせて踊る。江戸時代末の雨乞いに起源を持つ鳥取県無形民俗文化財の「因幡の傘踊り」をアレンジして1965年に始まった。

### スポーツ

#### サッカー
- ガイナーレ鳥取（Jリーグ・J3リーグ）
- バンメル鳥取（中国サッカーリーグ）
- 鳥取キッカーズFC（鳥取県サッカーリーグ）

## 出身関連著名人

### 出身著名人

#### 政治家
- 岡崎平内 - 初代鳥取市長、初代鳥取県会議長、元衆議院議員
- 竹田平一 - 元鳥取市長
- 田中政春 - 元鳥取市長
- 山村栄太郎 - 元鳥取市長
- 尾崎武久 - 元鳥取市長
- 高田勇 - 元鳥取市長
- 奥田義人 - 元文部大臣、元司法大臣、元東京市長、元中央大学学長
- 平林鴻三 - 元鳥取県知事、元衆議院議員、元郵政大臣
- 由谷義治 - 元衆議院議員、元鳥取県会議員
- 田村耕太郎 - 元参議院議員
- 山瀬幸人 - 元衆議院議員、元鳥取県議会議長
- 下田勘次 - 元衆議院議員
- 田中信義 - 元参議院議員、元鳥取県議会議長
- 上原準三 - 元米子市教育委員長、元米子市会議員
- 木下荘平 - 元鳥取県議会議長
- 本城藤造 - 元鳥取県会議長
- 鉄永幸紀 - 元鳥取県議会議長、元自民党鳥取県連幹事長

#### 官僚
- 西田誠哉 - 駐イタリア特命全権大使、国連大使
- 村上恭一 - 枢密院書記官長、貴族院議員
- 山本義章 - 京都府知事（最後の官選知事）

#### 実業家
- 鬼塚喜八郎 - アシックス創業者
- 金子亮太郎 - 明治安田生命保険初代社長
- 谷口源十郎 - 鳥取銀行会長
- 八村輝夫 - 鳥取銀行会長、鳥取商工会議所会頭
- 森広蔵 - 台湾銀行頭取、安田保善社理事
- 森昌行 - オフィス北野取締役社長
- 吉田忠明 - トマト銀行社長
- 児嶋幸吉 - 鳥取ガス株式会社の初代社長
- 児嶋恒吉 - 鳥取ガス株式会社の第3代社長
- 山本孝義 - 中京テレビ放送社長、テレビプロデューサー
- 由谷正太郎 - 丸由百貨店設立

#### 軍人
- 西尾寿造 - 陸軍大将
- 猪口敏平 - 海軍中将、戦艦武蔵最後の艦長
- 猪口力平 - 海軍大佐、神風特別攻撃隊命名者
- 岡田資 - 陸軍中将、鳥取四十連隊長

#### 教育者・学者
- 遠藤董
- 林重浩 - 県立鳥取二中初代校長。
- 古田貞 - 鳥取裁縫女学校初代校長。
- 竹内熊太郎 - 日野郡立農林学校初代校長。
- 田中尚 - 県公立師範校長。
- 鈴木千代松 - 県下初等教育界の第一人者。
- 岸本辰雄 - 明治法律学校（のちの明治大学）創立者のひとり、大審院判事、東京弁護士会会長。
- 佐々木惣一（憲法行政法学者） - 貴族院議員。京都大学名誉教授。京都市名誉市民。
- 松尾尊兊（歴史学者）
- 矢部貞治 - 東京帝大教授、拓大総長。
- 橋田邦彦 - 文部大臣、東大医学部教授。
- 樺正董（数学者） - 安保闘争のとき死亡した東大女子学生の樺美智子の曽祖父。
- 西晋一郎（倫理哲学者）
- 下田光造 - 鳥大・九大名誉教授。米子市名誉市民。我が国の精神医学界に大きな足跡を残した。
- 山崎寿春

#### 医師
- 伊藤隼三 - 伊藤病院長。
- 西恒次郎 - 郡是製糸会社郡是病院長。西晋一郎の弟。
- 稲村三伯 - 寛政8年（1796年）日本最初の蘭和辞典『ハルマ和解』を完成させる。
- 臼井幾蔵

#### 文化人
作曲家
- 永井幸次 - 大阪音楽大学創設者
- 岡野貞一

日本画家
- 小畑稲升
- 菅楯彦
- 河村芳舟
- 八百谷冷泉
- 濱田台児

洋画家
- 伊谷賢蔵

歌人、俳人、詩人
- 伊良子清白 - 詩人
- 尾崎放哉 - 俳人
- 岡田機外 - 俳人
- 柏木亀蔵 - 歌人、作詞家
- 田中寒楼 - 歌人、俳人

漫画家、イラストレーター
- 谷口ジロー - 漫画家、イラストレーター
- ながとしやすなり - 漫画家
- 毛利彰 - イラストレーター

その他
- 吉田璋也 - 医師、民芸運動家
- 前田昭博 - 白磁作家
- 山室静 - 文芸評論家、翻訳家
- 尾崎信一郎 - 鳥取県立博物館館長

#### スポーツ
野球
- 由谷敬吉 - 元東京帝国大学野球部選手
- 藤井勇 - 元プロ野球選手、監督
- 中河美芳 - 元プロ野球選手
- 川口和久 - 元プロ野球選手
- 藤井弘 - 元プロ野球選手

その他
- 波当根弓彦 - プロゴルファー
- マキ上田 - 元プロレスラー
- ブラックバファロー - プロレスラー
- 山下佐知子 - 陸上競技女子長距離走・マラソン元選手（日本代表）、現監督・指導者
- 山本隆弘 - バレーボール選手（日本代表）
- 小林竜一 - ボブスレー選手（日本代表）
- 石浦鹿介 - 元大相撲力士（宮城野部屋）、年寄・23代間垣
- 高橋祐翔 - プロサッカー選手

#### 芸能
俳優、女優、タレント
- 明石潮 - 俳優
- 岡田達也 - 俳優
- 瀧本美織 - 女優、タレント
- 蓮佛美沙子 - 女優
- 阪田瑞穂 - タレント、美少女クラブ31のリーダー
- 岩ちゃん - お笑い芸人、元どてちんレンジャー
- 下田麻美[23] - 声優

音楽家・ミュージシャン
- 沢田研二 - 歌手、俳優
- 伊藤ゆみ - 歌手、女優
- 加藤隆志 - 東京スカパラダイスオーケストラ、旧気高町出身
- 福田貴訓 - 作曲家

#### マスコミ
- 荒井由岐子 - 元山陰放送アナウンサー、故人
- 市来秋果 - NHK鳥取放送局アナウンサー
- 竹下佳奈 - 元山陰中央テレビジョン放送アナウンサー、現フリーアナウンサー（松竹芸能所属）
- 中尾真亜理 - 日本海テレビジョン放送アナウンサー
- 中山紗希 - 元NHK鳥取放送局契約キャスター、現日本海テレビジョン放送アナウンサー、旧国府町
- 福谷貞夫 - 日本海テレビジョン放送アナウンス室長、旧国府町
- 山下桃 - 山陰中央テレビジョン放送アナウンサー
- 鳥取ループ-ジャーナリスト

#### その他
- 因幡の源左 - 妙好人
- 大村一蔵 - 鉱山技師
- 糸賀一雄 - 社会福祉の実践家。近江学園創立者
- 北脇永治 - 鳥取二十世紀梨生みの親
- 筧雄平 - 日本初の託児所を開設
- 上原浩 - 酒造技術者
- 山本リエ - イメージアップコンサルタント、第一印象評論家、フリーアナウンサー、講師
- 田中匡史 - テレビ番組ディレクター

### ゆかりのある人物

#### 文化人
- 尾崎翠 - 小説家
- 牧野芝石 - 画家、書家
- 阪本四方太 - 俳人

#### 居住経験者
- 山根俊英 - 元プロ野球選手
- 石破茂 - 政治家
- 片山善博 - 官僚、政治家・元鳥取県知事
- 君野順三 - 弁護士、政治家
- 平井伸治 - 官僚、政治家・鳥取県知事
- 中原誠 - 将棋棋士、十六世永世名人（旧鹿野町に生後1か月だけ居住。旧鹿野町名誉町民）
- 米原正博 - 実業家・元鳥取商工会議所会頭、日ノ丸総本社会長
- 中田正子 - 日本初の女性弁護士

※ 以下、鳥取城北高等学校相撲部出身人物
- 照ノ富士春雄 - 元大相撲力士（第73代横綱、間垣部屋→伊勢ヶ濱部屋）
- 琴光喜啓司 - 元大相撲力士（大関、佐渡ヶ嶽部屋）
- 逸ノ城駿 - 元大相撲力士（関脇、湊部屋）
- 境澤賢一 - 元大相撲力士（幕内、三保ヶ関部屋→尾上部屋）
- 貴ノ岩義司 - 元大相撲力士（幕内、貴乃花部屋→千賀ノ浦部屋）
- 大喜鵬将大 - 元大相撲力士（幕内、宮城野部屋）
- 北青鵬治 - 元大相撲力士（幕内、宮城野部屋）
- 星風芳宏 - 元大相撲力士（十両、尾車部屋）
- 大翔湖友樹 - 元大相撲力士（十両、追手風部屋）
- 城ノ龍康允 - 元大相撲力士（十両、中立部屋→境川部屋）
- 木崎海伸之助 - 元大相撲力士（十両、木瀬部屋）
- 水戸龍聖之 - 大相撲力士（錦戸部屋）
- 美ノ海義久 - 大相撲力士（木瀬部屋）
- 貴健斗輝虎 - 大相撲力士（貴乃花部屋→千賀ノ浦部屋→常盤山部屋）
- 狼雅外喜義 - 大相撲力士（二子山部屋）
- 伯桜鵬哲也 - 大相撲力士（宮城野部屋→伊勢ヶ濱部屋）
- 天照鵬真豪 - 大相撲力士（宮城野部屋→伊勢ヶ濱部屋）
- 尊富士弥輝也 - 大相撲力士（伊勢ヶ濱部屋）

## 鳥取市を撮影した作品
- 映画「ぬくもりの内側」 エピソード２2（2023年 イオンエンターテイメント、白石美帆、三田佳子、音無美紀子、渡辺裕之、島田順司、スギちゃん）